# 名古屋アベック殺人事件
名古屋アベック殺人事件（なごやアベックさつじんじけん）とは、1988年（昭和63年）2月23日から25日にかけて日本の東海地方（愛知県および三重県）で発生した、強盗致傷・強盗強姦・殺人・死体遺棄事件（少年犯罪）。
名古屋アベック殺害事件、名古屋アベック暴行殺人事件、名古屋アベック襲撃殺人事件、大高緑地アベック殺害事件、大高緑地アベック殺人事件、大高緑地公園アベック殺害事件、大高緑地公園アベック殺人事件、大高緑地事件とも。
1988年2月23日未明、少年K（事件当時19歳6か月）を中心とした不良少年グループ6人（少年3人・成人の男1人・少女2人）が、大高緑地公園（愛知県名古屋市緑区）で男性X（当時19歳）と女性Y（当時20歳）のアベックを襲撃。6人は被害者2人に対し、木刀や鉄パイプなどで暴行を加えて負傷させ、2人から金品を奪ったほか、Kを除く男3人はYを集団強姦した。6人は被害者2人を連行した上で、犯行の発覚を恐れて2人を殺害することを決め、翌24日未明、Kと少年A（事件当時17歳）の2人が、愛知県愛知郡長久手町（現：長久手市）の墓地でXを絞殺。そして25日未明、Yも三重県阿山郡大山田村（現：伊賀市）の山中で同様に絞殺し、2人の遺体をその場に埋めた。6人はこのアベック襲撃・殺害事件（以下「大高緑地事件」）の前にも、名古屋港の金城埠頭（名古屋市港区）で、別のアベック2組を襲撃してうち1組（2人）を負傷させ、金品を奪う強盗未遂・強盗致傷事件（以下「金城埠頭事件」）を起こしていた。
刑事裁判の結果、K・Aの2人には無期懲役刑が、彼ら以外の共犯者4人には有期懲役刑がそれぞれ確定している。

## 概要
少年グループが被害者2人の命を弄び、長時間にわたる暴行の挙句、犯罪の発覚を恐れて殺害するという犯行の残虐さが日本社会に衝撃を与えた事件である。また、本事件や翌1989年（平成元年）に発覚した東京の女子高生コンクリート詰め殺人事件など、少年による凶悪犯罪が続いたことが大きな社会問題に発展し、少年法の見直しなどと絡め、少年犯罪への対応のあり方がクローズアップされた。中尾幸司 (2004) は本事件とコンクリート事件を「凶悪少年事犯の“双璧”」に喩え、その後の少年法改正に多大な影響を与えた事件と評している。名古屋テレビ放送（通称・メ〜テレ）が2012年（平成24年）1月9日、開局50周年記念番組『ドデスカ!UP!増刊号』の番組内で、東海地方の「心に残るニュース50選」を放送するため、「事件＆事故」部門でアンケートを集計したところ、本事件は20位に入っている。
名古屋地裁は1989年（平成元年）6月28日の判決公判で、主犯格の少年Kを死刑、Kとともに2人殺害の実行犯であった少年Aを無期懲役（死刑選択の上、事件当時17歳だったため少年法第51条の規定により無期懲役を適用）、その他の共犯4人を有期懲役（男Bは懲役17年、少年Cは懲役13年、少女2人は懲役5年以上10年以下の不定期刑）とする第一審判決を宣告した。第一審で犯行当時少年だった被告人に死刑判決が言い渡された事例は、1979年（昭和54年）に東京地裁がいわゆる永山事件で被告人・永山則夫に死刑を言い渡して以来、10年ぶりだった。また、事件発生時点で見れば、犯行時少年に死刑判決が言い渡された事件の発生は、正寿ちゃん誘拐殺人事件（1969年発生）以来19年ぶりということになる。同判決に対し、KとBが控訴した一方、検察官もBについては無期懲役が相当として控訴。Aら4人は控訴せず、無期懲役および有期懲役が確定した。
控訴審は名古屋高裁で1990年（平成2年）9月から開かれたが、被告人Kが裁判所の訴訟指揮に反発し、弁護団を二度にわたって解任したことなどから、1996年（平成8年）9月の結審までに6年を要した。同年12月16日の控訴審判決公判で、名古屋高裁はKを死刑、Bを懲役17年とした原判決を破棄自判し、Kには無期懲役を言い渡した。また、BについてもXの殺害については無罪と認定し、懲役13年の刑を言い渡した。検察官が上告しなかったため、1997年（平成9年）1月に2被告人の判決は確定、受刑者となったKは岡山刑務所に収監された。

### 略年表
| 事件前 | 事件前             | 事件前   | 事件前   | 事件前 |
| 段階   | 年                 | 月日     | 月日     | 出来事 |
| ------ | ------------------ | -------- | -------- | --- |
| 事件前 | 1986年（昭和61年） | 11月ごろ | 11月ごろ | Kが山口組系弘道会内の暴力団「薗田組」の構成員になる。 |
| 事件前 | 1986年（昭和61年） | 12月ごろ | 12月ごろ | セントラルパークでシンナー遊びなどをしていたBとCが知り合う。                                                                                                  |
| 事件前 | 1987年（昭和62年） | 7月ごろ  | 7月ごろ  | Bが「薗田組」の構成員になり、Kと知り合う。 |
| 事件前 | 1987年（昭和62年） | 8月ごろ  | 8月ごろ  | Aが「薗田組」の構成員になり、K・Bと知り合う。また、BはEと知り合う。 KとEも、セントラルパーク付近でCと知り合う。                                               |
| 事件前 | 1987年（昭和62年） | 10月8日  | 10月8日  | Dが家出してセントラルパーク付近でシンナーを吸うようになり、Cと出会う。                                                                                        |
| 事件前 | 1988年（昭和63年） | 1月      | 1月      | KとAが相次いで「薗田組」を離脱して鳶職として働くようになり、Aは同月25日から名古屋市港区の「政和荘」に居住する。 このころ、Cも弘道会内「高山組」の若衆になる。 |
| 事件前 | 1988年（昭和63年） | 2月上旬  | 2月上旬  | K・A・Eの3人が「政和荘」で暮らすようになる。 |
| 事件前 | 1988年（昭和63年） | 2月18日  | 2月18日  | Cが「高山組」の幹部に命じられ、「南汐止荘」に入居する。 |
| 事件前 | 1988年（昭和63年） | 2月20日  | 2月20日  | K・EとC・Dが互いにセントラルパークで知り合う。 |
| 事件前 | 1988年（昭和63年） | 2月22日  | 2月22日  | DがKから、A・Bの2人を紹介される。 その後、Kの提案で「バッカン」（アベックの乗った車を襲撃して金品を奪うこと）を行うことになり、6人で金城埠頭に向かう。        |

| 金城埠頭事件   | 金城埠頭事件 | 金城埠頭事件 | 金城埠頭事件 | 金城埠頭事件 |
| 段階           | 年           | 月日         | 時刻 | 出来事 |
| -------------- | ------------ | ------------ | --- | --- |
| 第1事件        | 1988年       | 2月23日      | 2時30分ごろ | 6人は金城埠頭の岸壁でアベックの乗っていた車（日産・パルサー）を襲撃したが逃げられ、金品を奪えずに終わる。 |
| 第2事件        | 1988年       | 2月23日      | 3時30分ごろ | 6人は再び金城埠頭の岸壁で、アベックの乗った車（トヨタ・カムリ）を襲撃。男女2人に集団暴行を加えて負傷させ、現金86,000円や腕時計などを奪う。 |
| 大高緑地事件   |              |              | | |
| 襲撃           | 1988年       | 2月23日      | 未明 | 金城埠頭事件であまり金を得られなかったため、6人は新たな「バッカン」を大高緑地公園で行うことを決め、4時30分ごろに同公園第一駐車場に到着。 |
| 襲撃           | 1988年       | 2月23日      | 早朝 | 男性X（当時19歳）と女性Y（当時20歳）の乗っていたトヨタ・チェイサーを襲撃し、集団リンチを行って金品を奪う。また、K以外の男3人 (A・B・C) はYを集団強姦する。 |
| 拉致           | 1988年       | 2月23日      | 午前 | 6人は被害者2人の怪我が酷かったことから、警察への通報を恐れて2人を連行し、「オートステーション」で今後の行動について話し合う（参照）。 その後、Bは一行から離脱して帰宅。残る5人は2人を連れて「ホテルロペ」に投宿するが、Cは被害者2人を襲撃した際に組の親分の車を壊したことから、その報告のために一行から離脱する。                                              |
| 拉致           | 1988年       | 2月23日      | 夕方 | Kら4人は17時ごろに「ホテルロペ」を発つ。その後、洗車場で犯跡を隠滅するため、犯行に使ったグロリアを洗車する。 |
| 拉致           | 1988年       | 2月23日      | 23時ごろ | K一行とCがいったん合流するが、Cは翌24日2時ごろに「すかいらーく熱田一番店」で会う約束をし、Dを連れて帰宅する。 |
| 殺害の謀議     | 1988年       | 2月24日      | 2時前後 | K・A・Eの3人は被害者2人を連れて「すかいらーく」に入店し、2時30分ごろまでにCやDと落ち合う。 |
| 殺害の謀議     | 1988年       | 2月24日      | 2時30分ごろ | KとCは被害者2人をどうするか話し合い、「よく口止めして帰す」と決めて2人を解放する。しかしその直後、事情を知らなかったDから「誰が帰したの」と聞かれ、Kらは再び2人を連れ戻す。 その後、KはA・C・D・Eの4人に対し、口封じのために被害者2人の殺害を提案し、4人もそれに賛同する。 Cは連れの知人たちを帰すため、2人の殺害・死体遺棄をKたちに任せ、再び一行を離脱する。 |
| 殺害・死体遺棄 | 1988年       | 2月24日      | 4時30分ごろ | X殺害: KとAが「卯塚公園墓地」（長久手町）にある弘道会本家の墓前でXを絞殺し、死体をトランクに積み込む。 その後、K一行はBと同日22時に落ち合うことを約束する。 |
| 殺害・死体遺棄 | 1988年       | 2月24日      | 14時ごろ | 一行はK・A・Eが3人で暮らしていた「政和荘」に滞在。この間、Aが再びYを強姦する。 |
| 殺害・死体遺棄 | 1988年       | 2月24日      | 22時40分ごろ | 一行はBと合流し、Xの死体を確認させた上で、Yもこれから殺害して2人の死体を山中に遺棄することを決める。 |
| 殺害・死体遺棄 | 1988年       | 2月25日      | 2時ごろ | 一行は三重県大山田村の山中に到着し、K・A・Bの3人で、被害者2人の死体を埋めるための穴を掘る。 |
| 殺害・死体遺棄 | 1988年       | 2月25日      | 3時ごろ | Y殺害: KとAの2人がYを絞殺。その後、Bも加えた3人で被害者2人の死体を穴に埋めて現場を去る。 名古屋に戻ってBを下車させた後、Kらは被害者2人の遺品を捨てるなど犯跡隠滅を図る。 |
| 捜査           |              |              | | |
| 段階           | 年           | 月日         | 出来事 | 出来事 |
| 初動捜査       | 1988年       | 2月23日      | 名古屋水上警察署が強盗致傷事件として、金城埠頭事件の捜査を開始する。 また、大高緑地公園で著しく損壊されたチェイサーを通行人が発見、通報を受けた緑警察署が捜査を開始する。                                                | 名古屋水上警察署が強盗致傷事件として、金城埠頭事件の捜査を開始する。 また、大高緑地公園で著しく損壊されたチェイサーを通行人が発見、通報を受けた緑警察署が捜査を開始する。 |
| 初動捜査       | 1988年       | 2月24日      | 大高緑地事件の被害者2人 (X・Y) それぞれの家族から捜索願が出され、愛知県警（捜査一課・緑署）は捜査本部を設置して捜査を開始。                                                                                              | 大高緑地事件の被害者2人 (X・Y) それぞれの家族から捜索願が出され、愛知県警（捜査一課・緑署）は捜査本部を設置して捜査を開始。 |
| 初動捜査       | 1988年       | 2月25日      | 大高緑地事件捜査本部は金城埠頭事件も同一犯と断定し、名古屋水上署も加えた合同捜査本部に体制を切り替える。 | 大高緑地事件捜査本部は金城埠頭事件も同一犯と断定し、名古屋水上署も加えた合同捜査本部に体制を切り替える。 |
| 逮捕・送検     | 1988年       | 2月26日      | 港区野跡三丁目の路上で、著しく壊れたグロリア（Kの車）が発見される。 同日14時ごろ、捜査員が「南汐止荘」にいたB以外の5人 (K・A・C・D・E) に任意同行を求める。                                                              | 港区野跡三丁目の路上で、著しく壊れたグロリア（Kの車）が発見される。 同日14時ごろ、捜査員が「南汐止荘」にいたB以外の5人 (K・A・C・D・E) に任意同行を求める。 |
| 逮捕・送検     | 1988年       | 2月27日      | 5人が一連のアベック襲撃事件について、X・Yの殺害・死体遺棄も含めて犯行を自供。県警は5人を強盗致傷・殺人・死体遺棄の容疑で逮捕し、捜査本部を特別捜査本部に切り替える。 同日、大山田村の山中で2人の遺体が発見・発掘される。 | 5人が一連のアベック襲撃事件について、X・Yの殺害・死体遺棄も含めて犯行を自供。県警は5人を強盗致傷・殺人・死体遺棄の容疑で逮捕し、捜査本部を特別捜査本部に切り替える。 同日、大山田村の山中で2人の遺体が発見・発掘される。 |
| 逮捕・送検     | 1988年       | 2月28日      | Bも殺人などの容疑で逮捕される。同日、Kら5人が名古屋地検へ送検される。 | Bも殺人などの容疑で逮捕される。同日、Kら5人が名古屋地検へ送検される。 |
| 逮捕・送検     | 1988年       | 2月29日      | Bが名古屋地検へ送検される。 | Bが名古屋地検へ送検される。 |
| 起訴           | 1988年       | 3月19日      | 名古屋地検、Bを殺人などの罪で起訴。また、Kら少年少女5人を殺人などの容疑で名古屋家裁に送致する。 | 名古屋地検、Bを殺人などの罪で起訴。また、Kら少年少女5人を殺人などの容疑で名古屋家裁に送致する。 |
| 起訴           | 1988年       | 4月14日      | 名古屋家裁は少年審判で、Kら5人を名古屋地検に逆送致することを決定。 | 名古屋家裁は少年審判で、Kら5人を名古屋地検に逆送致することを決定。 |
| 起訴           | 1988年       | 4月22日      | 名古屋地裁、Kら5人を殺人・死体遺棄などの罪で名古屋地裁に起訴。 | 名古屋地裁、Kら5人を殺人・死体遺棄などの罪で名古屋地裁に起訴。 |

| 審級・裁判所      | 年                 | 月日     | 出来事 |
| ----------------- | ------------------ | -------- | --- |
| 第一審 名古屋地裁 | 1988年             | 7月18日  | 初公判: 名古屋地裁刑事第4部（小島裕史裁判長）で、6被告人の第一審初公判が開かれる。BはX殺害について無罪を主張したが、ほか5被告人は起訴事実を大筋で認める。 その後、論告求刑までに全14回の公判が開かれる（詳細）。                               |
| 第一審 名古屋地裁 | 1989年（平成元年） | 1月30日  | 論告求刑公判: 第15回公判で検察官が論告を行い、Kに死刑、A・Bに無期懲役、C・D・Eに懲役5 - 10年の不定期刑（Cは判決時までに成年する場合、懲役15年）をそれぞれ求刑する。                                                                            |
| 第一審 名古屋地裁 | 1989年（平成元年） | 3月3日   | 最終弁論: Kの弁護側が最終弁論で有期懲役刑を求める。 |
| 第一審 名古屋地裁 | 1989年（平成元年） | 3月22日  | 最終弁論: Bの弁護側による最終弁論が行われ、第一審の公判は結審する。 |
| 第一審 名古屋地裁 | 1989年（平成元年） | 6月28日  | 判決公判: 刑事第4部（小島裕史裁判長）はKを死刑、Aを無期懲役、Bを懲役17年（X殺害も有罪）、Cを懲役13年、D・Eをそれぞれ懲役5 - 10年の不定期刑に処する判決を言い渡した。                                                                           |
| 第一審 名古屋地裁 | 1989年（平成元年） | 7月12日  | この日までに、KとBは判決を不服として名古屋高裁へ控訴。A・C・D・Eの4被告人は控訴せず、翌13日付で刑が確定。 名古屋地検もBに対する量刑を不当として控訴した。                                                                                      |
| 控訴審 名古屋高裁 | 1990年（平成2年）  | 6月15日  | Kの第一次弁護団が控訴趣意書を提出。 |
| 控訴審 名古屋高裁 | 1990年（平成2年）  | 9月12日  | 初公判: 名古屋高裁刑事第2部（本吉邦夫裁判長）で、KとBの控訴審初公判が開かれる。 |
| 控訴審 名古屋高裁 | 1991年（平成3年）  | 10月21日 | 第10回公判で、名古屋高裁はKの第一次弁護団からなされた証拠調べの請求を却下し、次回第11回公判（1992年1月21日）で最終弁論を行って結審することを決める。 しかしその後、第一次弁護団との交渉を経てK本人や、彼の母親に対する尋問を行うことを決める。 |
| 控訴審 名古屋高裁 | 1991年（平成3年）  | 12月下旬 | 名古屋高裁の訴訟指揮を不満としたKが、第一次弁護団全員を解任する（詳細）。 その後、新たな弁護人として安田好弘（第二東京弁護士会）や多田元（第一次弁護団より再任）らが選任され、5人による第二次弁護団が編成される。                              |
| 控訴審 名古屋高裁 | 1992年（平成4年）  | 7月28日  | 控訴審の公判が再開される。 |
| 控訴審 名古屋高裁 | 1994年（平成6年）  | 12月21日 | Kは再び訴訟指揮に反発し、第二次弁護団を解任する（詳細）。その後、内河恵一・村田武茂・雑賀正浩の3人からなる第三次弁護団が結成される。 |
| 控訴審 名古屋高裁 | 1995年（平成7年）  | 7月19日  | 同日の第22回公判から公判が再開される。 |
| 控訴審 名古屋高裁 | 1996年（平成8年）  | 9月26日  | 最終弁論: 第33回公判で、Bの弁護人による最終弁論が行われる。その後、Kの第三次弁護団が最終弁論を行う。 |
| 控訴審 名古屋高裁 | 1996年（平成8年）  | 9月27日  | 最終弁論: 第34回公判。前日に続いてKの第三次弁護団による最終弁論と、検察官の最終弁論が行われ、控訴審は結審。 |
| 控訴審 名古屋高裁 | 1996年（平成8年）  | 12月16日 | 判決公判: 名古屋高裁（松本光雄裁判長）は原判決をいずれも破棄自判し、Kを無期懲役、Bにも懲役13年（X殺害は無罪）とする判決を宣告。 |
| 控訴審 名古屋高裁 | 1996年（平成8年）  | 12月26日 | 名古屋高検が判決について上告断念を決める。 |
| 控訴審 名古屋高裁 | 1997年（平成9年）  | 1月7日   | 判決確定: 上告期限（同月6日）までに上告がなされなかったため、同日付でKの無期懲役刑と、Bの懲役13年の刑がそれぞれ確定。 その後、Kは岡山刑務所に下獄した。                                                                                        |

## 犯人
犯人は少年K（事件当時19歳6か月）、少年A（当時17歳）、男B（当時20歳1か月）、少年C（当時18歳10か月）、少女D（当時17歳7か月）および少女E（当時17歳1か月）の計6人である。事件当時唯一成人していたBを除き、いずれも実名報道はされていないが、Kについては実名が記載されている文献が存在する（後述）。6人は常に行動を共にする固定的な不良グループではなく、同棲していた男女を中心に自然に集まった遊び仲間だった。
事件前、K・A・Bの3人は山口組系弘道会内の暴力団「薗田組」の構成員になっていたが、K・Aの2人は事件当時には組を離脱し、鳶職として働いていた。BはKより年長ではあったが、薗田組の先輩格であるKに終始追従する形で行動していた。また、Cは弘道会内「高山組」幹部の若衆になっていた。
| 犯人（年齢）        | 求刑                                                        | 第一審判決             | 控訴審判決 | 確定判決               |
| ------------------- | ----------------------------------------------------------- | ---------------------- | ---------- | ---------------------- |
| 少年K（19歳6か月）  | 死刑                                                        | 死刑                   | 無期懲役   | 無期懲役               |
| 少年A （17歳）      | 無期懲役                                                    | 無期懲役               | ‐          | 無期懲役               |
| 男B（20歳1か月）    | 無期懲役                                                    | 懲役17年               | 懲役13年   | 懲役13年               |
| 少年C（18歳10か月） | 懲役5 - 10年の不定期刑 （判決までに成年した場合は懲役15年） | 懲役13年               | ‐          | 懲役13年               |
| 少女D（17歳7か月）  | 懲役5 - 10年の不定期刑                                      | 懲役5 - 10年の不定期刑 | ‐          | 懲役5 - 10年の不定期刑 |
| 少女E（17歳1か月）  | 懲役5 - 10年の不定期刑                                      | 懲役5 - 10年の不定期刑 | ‐          | 懲役5 - 10年の不定期刑 |

犯人らは事件当時、名古屋市港区内のKのアパートや、同区野跡三丁目の市営住宅「市営南汐止荘」（座標）にあったCの部屋（C-18号室）をたまり場にしていた。後者のうち、たまり場になっていたのは棟続き住宅の一軒である。この市営住宅は、伊勢湾台風で被災して家を失った人々のために名古屋市が建設したもので、事件当時は戸建て・団地を含めて869世帯が居住していたが、居住者の把握は徹底されていなかった。入居に当たっては市営住宅管理課を通すのが決まりで、未成年者だけでは住めない一方、申請すれば増改築もできたが、事件直前にも無届けの改築があった。たまり場になっていた部屋は事件当時も、書類上は1961年（昭和36年）に入居した人物が入居者になっていたが、この人物は1970年（昭和45年）に無断退去しており、事件発生時点では行方不明になっていた。それ以降、事件発生までに5、6人入居者が代わっており、暴力団関係者がいたこともあった。彼らはそこでシンナー遊びにふけったり、ラジオの音量を最大限に上げて騒ぐなどしていたため、管理する名古屋市住宅管理公社に住民から苦情が寄せられていたこともあった。また、1982年（昭和57年）6月以降は使用料（家賃）が滞納されており、1985年（昭和60年）12月に催告書を送付して以来、管轄する汐止管理事務所職員が同室を訪れ、家賃支払いを求めていた。事件発生直前の1988年2月8日昼に職員が同室を訪問した際、犯人グループの1人と思われる若者が応対に出たため、退去を伝えた。しかし、応対した少年は「ある人から許可を得て住んでいる」と答えたため、職員は少年に対し、市役所に直接来るか電話で事情を説明するよう話した。市建築局はその後も特に措置を取っておらず、少年らによる不正使用の状況は続いていたと見られ、市側が何らかの対応を検討していた矢先に事件が発生した。

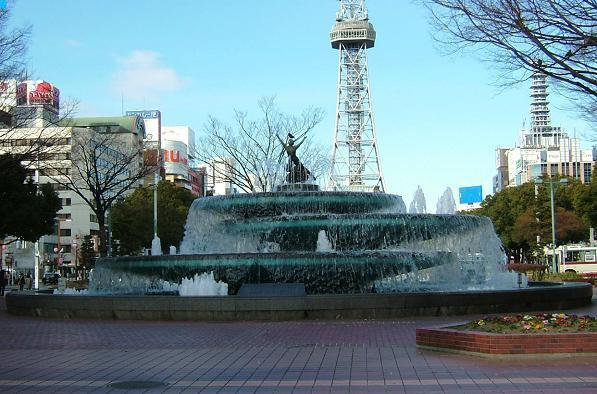
Bらが事件前からたむろしていた、セントラルパークの「希望の泉」および名古屋テレビ塔

グループ6人のうち、Kを除く5人 (A・B・C・D・E) はシンナー吸引の経験があった。中でもB・C・D・Eの4人は、事件前からセントラルパーク（名古屋市中区栄）にたむろし、シンナーを吸引していた。当時、一般の塗料店などはシンナーを少年に販売しなくなっていたが、事件前年の1987年（昭和62年）初め以降、有力な資金源としてシンナー密売に目をつけた暴力団が、セントラルパークにたむろしていた不良少年たちにシンナーを密売するようになった。同年夏以降、セントラルパークの噴水塔付近にたむろし、シンナーを吸引しながら暴走を繰り返す不良少年たちが「噴水族」を自称するようになり、愛知県警察によって組ぐるみでシンナー密売を行っていた山口組系暴力団組長以下、組員や少年約300人が検挙されるなどしていた。この厳しい摘発により、同年10月以降「噴水族」は姿を消したが、事件直前には噴水塔より北の名古屋テレビ塔付近にたむろしてシンナーを吸引する「テレビ塔族」が出現していた。犯人らのたまり場になっていたC宅には「栄噴水族二代目リーダー」のメモ書きがあった。

### 少年K
主犯格である少年K（事件当時19歳6か月）は、1968年（昭和43年）8月20日、長野県東筑摩郡山形村で次男として出生した。実名（姓名）のイニシャルはK・Sで、『中日新聞』『判例タイムズ』 (1989) では「A」、『判例時報』 (1990・1997) では「B」の仮名で表記されている。
第一審で死刑、控訴審で無期懲役の判決を宣告された。1997年1月7日付で無期懲役刑が確定し、岡山刑務所に服役中である（現在56歳）。事件当時は名古屋市港区在住で、鳶職に就いていた。

#### Kの生い立ち
中尾幸司 (2004) によれば、Kの父親は癇癖（怒りっぽい性格）が強い性格の名古屋市職員である。鮎川潤 (1997) によれば、母親はパートタイムで保母をしていた。兄弟については、『中日新聞』 (1988) は「兄弟3人」、『朝日新聞』 (1988) は「両親と兄弟姉妹の7人家族」と、『週刊文春』 (1988) は兄と弟が各1人いると報じている一方、『サンデー毎日』 (1988) では「四人兄妹の二番目」と報じられている。また、中尾 (2004) は2人の妹がいると述べている。出生後に名古屋市に転居し、中川区内の棟割長屋で暮らしていた。1975年（昭和50年）4月に同区の小学校に入学。小学校時代は快活でお調子者な少年だったが、父親が厳格で子供の躾に厳しかったことから、Kは父親に対する反発心を強めた一方、自身も権威的に振る舞う父親の態度を模倣し、権威に対する憧れを強めていった。
1981年（昭和56年）4月には同区の中学校に入学したが、中学校在学中の1983年（昭和58年）4月27日、当時3年生だったKは、同区内で原付1台を窃取し、名古屋家庭裁判所に送致された。同年12月13日・14日にも同区内で原付3台を窃取し、再び家裁送致されたが、中学卒業後の1984年（昭和59年）3月26日、名古屋家裁で不処分になっている。
Kが中学3年生だった当時、Kが在学していた中学校は校内暴力が激しかったが、当時のKの担任教諭はKの人物像について、身体が小さくて大人しく、あまり目立たない少年だったと証言している。また、中学時代のKの恩師の1人は、長倉正知の取材に対し、当時のKの人物像について「普通の目立たない子」と証言した一方、飽きっぽい面があり、気が小さく、中学では不良たちに使われていたようなタイプだったとも証言している。Kの母親は、息子が窃盗事件を起こして家裁送致された際、家裁の裁判官に対し「（息子は）人に引きずられるようなところがあった」と証言している。

##### 中学卒業後
同年4月、名古屋市北区内の職業訓練校（愛知総合職業訓練校）に入校したが、約2か月後、同級生が校内で発生した不審火について嫌疑をかけられたことから、教師と話しているうち、その態度が気に入らないと憤慨して暴力を振るったため、退校している。その後、中川区内のうどん店で約1か月働いた後、同年9月ごろに隣人から紹介を受け、三重県上野市（現：伊賀市）にあった個人経営の内装業者に就職した。
Kは住み込みで2年ほど働いたが、夜遊びが過ぎて体調を崩し、雇い主がKの健康管理に自信を失った上、K自身も給料が安いことなどから仕事に嫌気が差したため、1986年（昭和61年）9月に退職した。当時の雇い主はKについて「口数の少ない、おとなしい子」で、仕事にも真面目に取り組んでいた一方、夜が強く、徹夜に近い仕事をしても平気だったという旨を述べている。

##### 薗田組入り
その後、Kは名古屋市港区の居酒屋の手伝いをしていたが、1986年11月ごろに弟やその友人とともに交通事故を起こした。この際、弟の友人が薗田組の構成員の名前を出したため、弟が薗田組に連行されてしまう。Kは弟を連れ戻すため、薗田組事務所に赴いたところ、組員から度胸を買われたことや、弟釈放の条件として組への加入を求められたことからそれに応じ、組の構成員になった。それ以来、組の新入りとして使い走りや電話番などをしていた。同年12月23日深夜には愛知県津島市で、食料品店に侵入する窃盗未遂事件を起こして検挙される。この時は試験観察を経て、1987年1月13日、名古屋家裁で保護観察処分に処された。
しかし、その保護観察期間中の同年2月12日にも津島市内で現金などを盗み、同年3月20日には名古屋家裁から試験観察に付され、刈谷市内の運輸会社に補導委託された。Kはその会社の寮に住み込み、少年鑑別所の勧めに従ってトラック運転手として勤務していたが、この会社にはKと同様の少年が数人おり、常に自由を拘束されるようになった。同社の社長はそのような非行少年たちを積極的に採用し、更生の場としていたのである。しかし、Kは「暴力団に戻れば気楽に生活できる」と考え、同年7月21日には寮を無断で退出し、会社も退職扱いになった。
小笠原和彦の取材に応じたKの元同僚は、当時のKは職場では普通の感じだった一方、休日にKに連れられて組事務所に行った際には、上の者には礼儀正しかった一方、下の者には命令していたという旨を述べている。また、加藤幸雄（控訴審でKの心理鑑定を担当）は、かつてKが組の兄貴分の車を破損して手酷い目にあった経験を有していることを挙げ、それが大高緑地事件で自分たちの車を壊されたことに憤慨するきっかけになった可能性を指摘している。

### 少年A
Kとともに殺害実行犯であった少年A（事件当時17歳）は、1971年（昭和46年）2月5日、名古屋市熱田区で長男として出生した。『中日新聞』や『判例タイムズ』 (1989) では「B」、『判例時報』 (1990・1997) では「D」の仮名で表記されている。第一審で無期懲役の判決を宣告され、控訴せず確定。事件当時は会社員の父親と母親、高校生の弟との4人家族だった。
1977年（昭和52年）4月、中川区の小学校に入学したが、小学校時代に父親の事業が不振に陥り、父親が勤労意欲を失って酒浸りになったため、一家は経済的に困窮、母親が家計を支えていた。粗末で汚れた衣服を着ていたことや、学校に給食費を支払うことができないなどの理由から、級友たちからのいじめに遭う。一方、父親はBに対し「売られた喧嘩は買え」「喧嘩をするなら負けるな」などと言い、多少の問題行動については放任するような教育傾向があった。そのため、次第に暴力的に問題を解決しようとする行動様式が身につき、小学校3年時には級友に暴力を振るい、1981年4月に中川区内の別の小学校へ転校して以降も、級友に暴力を振るう傾向が見られた。また、体調を崩して自律神経失調症と診断されたこともあり、中学時代まで夜尿症が続いていた。Aは小中学校時代から勉強嫌いだった。
1983年4月に中川区内の中学校に入学したが、1984年6月ごろ、病欠のため授業についていけなくなったことや、女子生徒に交際を申し入れたが断られて精神的に落ち込んだことが加わり、勉学に対する意欲を失い、不良生徒と交遊してシンナーを吸引するようになる。また、中学在学時には父親からの勧めもあって飲酒するようになり、2年生ごろからはシンナー吸引と同時に喫煙もするようになったが、父親は息子Aの非行を制止するどころか「そんな中途半端なことをやってなくて、どうせやるなら、番長を張るぐらいやれ」と煽っていた。同年8月16日には同級生と原付を盗んで警察署で注意を受け、同年10月3日には区内でトラックの荷台からシンナー入り一斗缶を盗んだほか、11月10日には愛知県海部郡弥富町（現：弥富市）で空き巣未遂事件を起こし、児童相談所に通告された。1985年（昭和60年）2月にも菓子などを盗む事件を2回起こし、児童福祉司による指導の措置を受けたが、1986年初旬から同級の女子生徒と交際を開始したことから、生活態度は落ち着き、同年3月14日に中学校を卒業すると、翌15日付で指導措置も解除となった。一方、Aの母校である中学校の教頭は在学時のAについて、反抗的なところはなく、校外ではともかく校内では問題は起こしていなかったと証言している。また、学校関係者によれば、Aは盗みの際も見張りばかりで、「仲間についていくだけの、性格の弱い子」だった。
中学卒業後の1986年4月、中川区内の鉄工所に就職した。それ以降、時々1人で母校の中学を訪れ、「元気でやっています」と人懐っこそうに話していたが、他の従業員との交流が乏しいなどの理由から、同年8月に退職。約1か月後、港区内の建設会社に土工として就職し、このころには先述の少女との結婚も真剣に考えるようになっていたが、彼女が同年10月に高校を中退したことから、彼女に暴力を振るったことで関係に亀裂が生じる。1987年7月ごろに彼女と別れると、生活意欲を失い、再びシンナーを吸うような生活に戻っていたが、同年8月ごろに中学時代の友人から「ヤクザになれば女はすぐできるし、金も手に入る」と誘われ、薗田組の構成員になった。
Kの弁護人を務めていた多田元は、Aの性格について「情緒不安定で小心な反面、虚勢を張って、力の強い者に自己同一視することで精神的安定を得ようとする傾向」があると述べている。

### 男B
共犯者の1人であり、事件当時6人で唯一成人していた男B（事件当時20歳1か月）は、1968年1月27日、鹿児島県薩摩郡東郷町で長男として出生した。本名のイニシャルは「T・K」で、『判例タイムズ』 (1989) では「C」、『判例時報』 (1990・1997) では「A」の仮名で表記されている。第一審で懲役17年、控訴審で懲役13年の判決を宣告され、1997年1月7日付で懲役13年の刑が確定。事件当時は名古屋市中村区本陣通五丁目88番在住。
出生翌年の1969年（昭和44年）にBの両親が離婚したため、Bは愛知県一宮市在住の父方の祖母に預けられた。祖母に養育され、1974年（昭和49年）4月に一宮市内の小学校に入学したが、小学校3年生ごろから怠学が始まった上に、店舗から玩具を窃取する事件を起こしたことや、祖母が高齢でBを養育し続けることが困難になったことから、1977年11月22日からは半田市の情緒障害児短期治療施設「ならわ学園」に収容され、同施設の小学校に転校した。卒業後の1980年（昭和55年）3月24日以降は一宮市の養護施設「仲好寮」に収容され、同年4月には同市内の中学校に入学、1983年3月に卒業している。
中学校卒業直後の1983年3月15日、蒲郡市内の製鋼会社に採用されたが、1984年8月に母が姉を伴ってBのもとを訪ねてきた。それ以降、母と数回面会した結果、同年12月30日には同社を退職し、名古屋市北区で母や姉と同居するようになった。まもなく母が再婚したため、義父とも同居するようになり、義父の勤務していた同区内の電気会社に就職したものの、母が毎晩のように飲酒しては別れた前夫（Bの実父）のことで当たり散らしてくることや、義父との折り合いも悪かったことから、1985年7月には母の家を出て、神奈川県川崎市武蔵小杉の新聞店に住み込みで働くようになった。1986年4月に同店を退職して名古屋市に戻り、自動車運転免許を取得した上で、9月以降は布団販売会社に就職して出張販売に携わったが、同販売がいわゆる催眠商法だったことに嫌気が差したため、同年10月26日には出張先の栃木県足利市で仕事から逃げ出した。そこで所持金に困ったBは、通行中の女性から現金2,000円在中のハンドバッグをひったくって検挙され、同年12月1日には名古屋家裁で試験観察に付された。その後、名古屋市守山区の財団法人「立正園」に収容され、同所から同区内の土木会社に出社して道路舗装工事に従事したほか、園長の紹介を受け、同区内の運輸会社で働き始めた。
しかし、その約10日後に配達先で偶然義父と出会って喧嘩になり、会社を解雇されて社員寮を飛び出し、付近を徘徊するようになる。その間、義父が社員寮に残されたBの荷物を無断で質入れしたことから、Bは母や義父の態度に失望し、それ以降はセントラルパーク付近で不良集団と交際し、シンナーを吸うなどするようになった。

### 少年C
共犯の1人である少年C（事件当時18歳10か月）は、1969年4月26日、名古屋市瑞穂区で長男として出生した。『中日新聞』では「C」、『判例タイムズ』 (1989) では「D」、『判例時報』 (1990・1997) では「C」の仮名で表記されている。第一審で懲役13年の判決を宣告され、控訴せず確定。
Cの母親は名古屋市水道局の用務員で、Cには弟2人がいる。1975年（昭和50年）11月4日に両親が協議離婚して以降、Cは母親に養育され、1976年（昭和51年）4月には天白区の小学校に入学。1981年には名古屋市名東区の小学校に転校し、1982年（昭和57年）4月には同区内の中学校に入学したが、その間は父親不在の家庭で、長男として自身が家庭の中心にならなければならないという意識を持ち続け、家庭内では自分の気持ちを抑えつつ、母親からの期待に沿った行動を取っていた。母親もCのこの態度に安心していたことや、仕事が忙しくてCを監督する余裕がなかったことから、Cを放任する傾向にあったが、Cは中学校では不良生徒と交友するようになり、入学後の1982年6月、早朝にバッティングセンターで金品を物色しているところを検挙された。この時は警察署で注意を受けたが、翌1983年9月7日、名東区内で小学生から現金入りの財布を喝取する事件を起こしている。
1985年3月に中学校を卒業すると、同月下旬から東区の理容店で働き始めたが、1986年ごろに店主から「理容仕事に向いていない」と指摘を受けて退職。それ以降は小牧市の寿司店、西加茂郡三好町（現：みよし市）の炉端焼店、名古屋市港区の寿司店と勤務先を転々とし、1987年4月ごろから港区内の自動車学校に通い始めた。しかし、同校で顔見知りになった人物に誘われ、同年夏ごろからは夜にセントラルパークに出向き、不良仲間とシンナーを吸引したり、自動車を暴走させたりして交遊するようになった。Cは母親に対し「暴走族のリーダーになれと言われている」と打ち明けたことがあったが、母からは「暴走族のリーダーは頭が良くて、知恵が湧いて、体力がある人がなる」という認識であり、Cが栄で不良徒輩と交遊していることにも気づいていなかった。

### 少女D
従犯である少女D（事件当時17歳7か月）は、1970年（昭和45年）7月12日、名古屋市中区で長女として出生した。『中日新聞』や『判例時報』 (1990・1997) では「E子」、『判例タイムズ』 (1989) では「E」の仮名で表記されている。第一審で懲役5年以上10年以下（不定期刑）の判決を宣告され、控訴せず確定。事件当時は両親と弟2人との5人家族だった。
Dは1974年2月ごろに母親が就職したため、専ら祖父母に養育され、1977年（昭和52年）4月に愛知県海部郡甚目寺町の小学校に入学。両親がDの目の前で激しい夫婦喧嘩をするような家庭で生育し、親子間の親密な交流も乏しかった。Dは小学校時代から、友人たちに対し支配的、自己中心的に振る舞う傾向が見られた。1983年4月には町内の中学校に入学し、1986年3月に卒業したが、授業妨害や他校生徒への暴力などといった問題行動を起こしていた。中学卒業後の1986年4月には名古屋市中区の調理師専門学校に入校したものの、家庭内の生活に物足りなさを感じていたため、次第に外泊するようになり、同年6月以降は中村区内の飲食店でアルバイトを始めた。しかし長続きせず、同年8月に専門学校を卒業して以降も就職せず、昼ごろ起床しては夜間に無為徒食中の友人と交遊するという生活を送るようになる。同年10月8日、Dは母親と口論の末に家出し、同日夜以降はセントラルパーク付近で不良仲間と交遊し、本格的にシンナーを吸うようになる。

### 少女E
Dとともに従犯である少女E（事件当時17歳1か月）は、1971年（昭和46年）1月20日、名古屋市千種区で長女として出生した。『中日新聞』では「D子」、『判例タイムズ』 (1989) では「F」、『判例時報』 (1990・1997) では「F子」の仮名で表記されている。第一審で懲役5年以上10年以下（不定期刑）判決を宣告され、控訴せず確定。事件当時は父親と彼の内妻、弟・妹との5人家族だった。
Eの父親は遊び人の型枠大工で、母親も家出癖があり、夫婦喧嘩が絶えなかった。Eは1977年4月に名古屋市守山区の小学校に入学したが、1981年1月22日に両親が協議離婚し、それ以降は自ら家事手伝いを行うなどしていた。1983年4月に守山区内の中学校に入学したが、1984年5月ごろ、父親と交際し妊娠中だった当時17歳の女性が同居を開始。同年9月7日、Eの父親は彼女と婚姻したが、Eの継母となった彼女はEとわずか4、5歳しか離れておらず、Eは継母と積極的に会話しなかったため、継母からは「自分はEに嫌われている」と思われ、折り合いが悪くなる。父親が妊娠中の継母を気遣ったため、Eは同年7月ごろ、西春日井郡師勝町（現：北名古屋市）の父方の叔父宅に預けられた。そこでも叔父の妻と折り合わず、同年8月ごろには中川区の父方の伯母宅に預けられ、それに伴って同年9月、中川区内の中学校に転校するも、そこでも伯母と折り合わなかった。そのため同年12月、昭和区の養護施設に入所するとともに同市内の中学校に転校、1986年3月に同校を卒業した。なお、Eの父親は1987年8月、入居先の大家にも行き先を告げず、それまで住んでいた守山区内の借家から転居している。
卒業後の1986年4月、名古屋市南区の美容室に就職したが、親しかった同僚が退職したため、同年9月に同室を退職。セントラルパークで不良仲間と交遊し始め、シンナーを吸うようになり、その後は知人宅を転々として同年11月ごろ、中村区の美容室に転職した。しかし、そこも約1か月で退職し、1987年7月ごろからは約1か月間、中区のスナックにホステスとして勤めていた。同年8月12日1時5分ごろには、中区新栄二丁目23番7号付近の道路で、酒気帯び状態で原付を無免許運転しており、一連のアベック襲撃事件に加えてこの件でも起訴されている。

## 事件前の経緯
犯行に用いられた車は、2台の茶色い日産・グロリアだった。うち1台（以下「K車両」）はKが所有していた焦げ茶色のグロリア（年式は1979年式、排気量は2,000 cc）で、Kは事件の2週間前にこの車を購入したばかりだった。もう1台（以下「C車両」）は、高山組の舎弟頭補が所有する薄茶色のグロリア（排気量は2,800 cc）で、Cが後述の高山組幹部から借りたものだった。

### K・A・B・C・Eが知り合う
Kは1987年7月に刈谷市の運輸会社を退職して以降、薗田組の組員が集合していた中川区の居宅（甲）に住み着くようになった。一方、Bはセントラルパークで不良集団と交遊し始めて以降、Cと知り合ったが、同年7月ごろには知人の紹介を受けて薗田組の構成員になり、甲に住むようになるとともに、先に組の構成員になっていたKとも知り合っている。また、KとBは同年8月ごろに新たに組に入ったAとも知り合ったほか、Bは組員たちが出入りしていたスナックのホステスだったEとも知り合い、同年10月ごろまで交際していた。EはBとともに薗田組事務所に出入りするようになり、KやAとも知り合った。Eは同年10月ごろ、薗田組幹部の紹介を受けて中川区内のスナックに転職したが、勤務状態が悪かったため、約2週間後に解雇された。
KとEは同年8月ごろから、セントラルパーク付近を自動車で暴走するようになり、やがてそこに遊びに来ていたCと知り合う。また、Aら不良仲間たちとともに2、3回にわたり、「バッカン」と称して、夜間自動車内で逢瀬を楽しむ男女に暴行を加え、金品を強取した。

### 事件前の6人の動向
Kは同年10月ごろからEと交際するようになり、彼女との共同生活を望んでいたが、薗田組にいる限りは2人での生活を支えるだけの収入を得られないと考えた。そのため同年11月中旬、組を無断で抜け出し、Eを連れて中川区内の実家に帰り、同年12月14日から熱田区の建設会社で鳶職として働くようになった。1988年（昭和63年）1月20日ごろ、KはEとともに名古屋市港区内の団地に転居したが、このころにはAが薗田組の先輩から、Kを探し出して組事務所に連れ戻すよう命じられていた。しかし、その命令を受けたAは薗田組の組員に隠れてKと会っていたところを目撃されてしまい、Kを組に連れ戻すことを躊躇したため、自身も組を離脱し、Kが働いていた建築会社で同様に鳶職として働き出した。名古屋地裁 (1990) ではK・Aの両名とも無断で組を離脱した旨が認定されているが、Kは鳶職になったことを機に両親から勧められたこともあって暴力団の脱退を決意し、刑事立ち会いで母親とともに組幹部に会い、脱退を確認しあったという報道もある。また真神博 (1990) は、KはEと実家で同棲しだしたことを機に、経済的自立のため保護司の助言を受けて警察に組への脱退届を提出したという旨を述べている。なお、Aは1月25日から港区の「政和荘」（座標）に居住し、2月上旬以降はKとEを加えた3人で同所に居住するようになった。小笠原和彦 (1988) によれば、KがEと同棲していたアパートは鳶職の親方が借りてくれた部屋であった。一方、KはEと同居を開始して以降もたびたび実家に出入りしており、小遣いをもらったり、時には家族とともに夕食を摂ったりしていた。

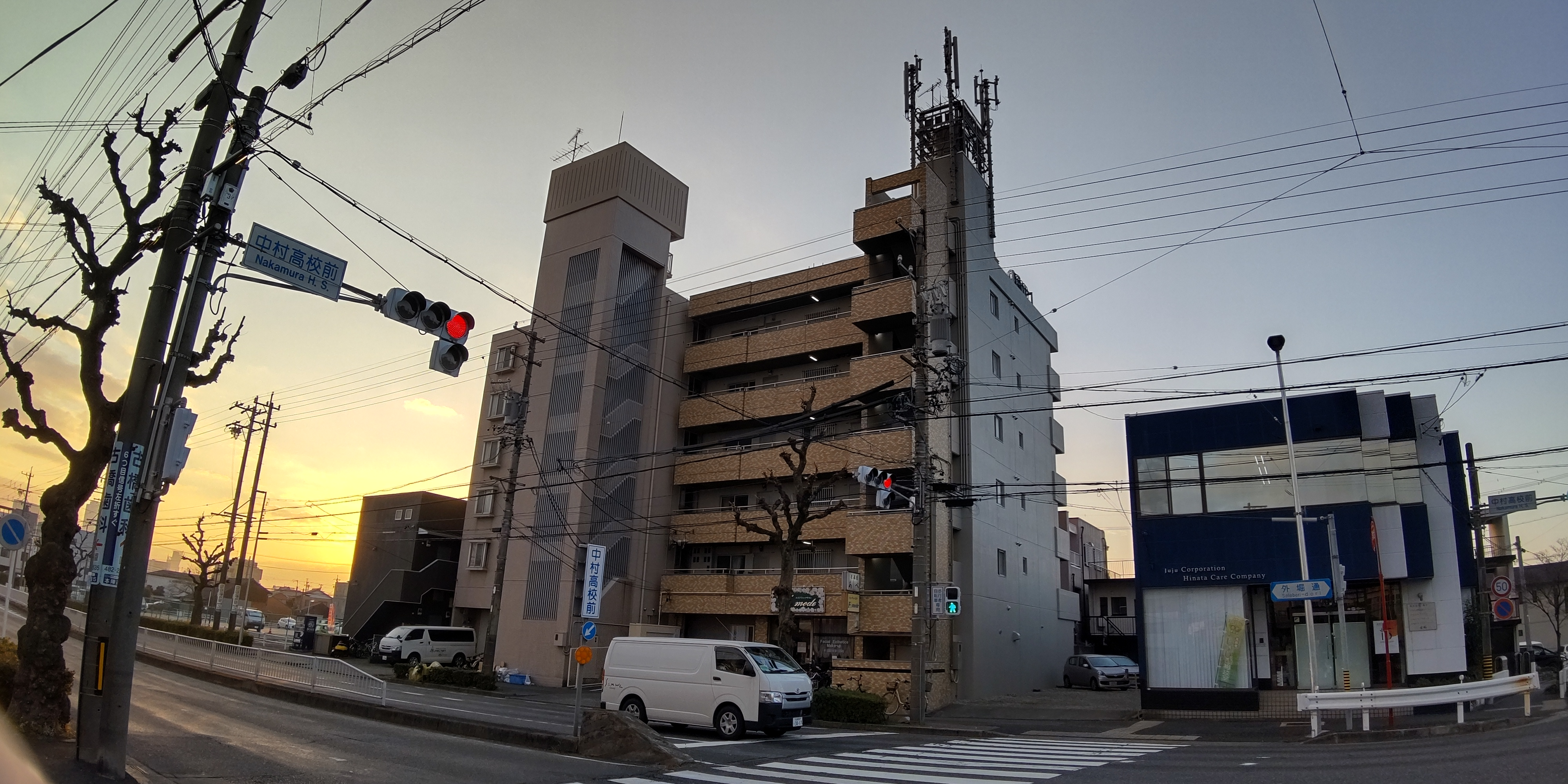
Bが事件当時住んでいた「コーポうちふじ」（名古屋市中村区本陣通五丁目88番）。

同じく1月25日ごろ、Cは自動車学校で知り合った人物（先述）から弘道会内高山組の幹部を紹介され、暴力団組員となれば住居と食事が確保できると考えたことから、その幹部の若衆としてその雑役に従事するようになる。Cは同月ごろ、それまで住み込みで働いていた港区の寿司屋から店主に無断で姿を消し、それ以降は母親らに対し「新舞子（愛知県知多市）の寿司屋に勤めている」と説明していた。同年2月18日ごろ、Cは幹部に命じられて「南汐止荘」に入居し、それ以降は幹部から小遣い銭を貰いつつ、幹部の妻を車で送迎するという生活を送っていた。また、Bも同年1月5日以降、弘道会会長の身辺を護衛する一員となり、中村区の「コーポうちふじ」（中村区本陣通五丁目88番：座標）に居住するようになった。

### Dが5人と知り合う
一方、Dは1987年10月8日に家出して以降、セントラルパーク付近に出向いては不良仲間と交遊し、本格的にシンナーを吸うようになったが、このころにCと出会っている。Dは同月17日以降、山口組国領屋下垂一家花井興業の組員・春一と中区内で同棲するようになり、春一との結婚を本気で考え、同年11月下旬には彼を両親に紹介している。また、Dは春一との子供を妊娠したが、事件直前の1988年1月末に流産している。
Dは1988年2月20日、春一を名古屋駅まで送り、22時30分ごろにセントラルパークに出向いたところ、Cや彼の自動車学校仲間と出会って交遊していた。そこにKとEが通りかかったため、Cが2人をDに紹介している。Dは同日夜、Cの居宅である「南汐止荘」に泊まり、翌21日夜もCたちとともにセントラルパーク付近で交遊していた。CとDは22日23時ごろ、C車両でセントラルパークに赴いた。
一方、Bは同日20時ごろから、弘道会の幹部らとともに中川区内のスナックでウイスキーの水割りを飲み、22時ごろに退店すると、昭和区に住む知人女性に会いに行こうとタクシーに乗ったが、その途中でセントラルパークに行って顔見知りの者と交遊することを考え、同所で下車し、知り合いを見つけて立ち話をしていた。
K・A・Eの3人は同日20時ごろ、K車両で出発し、KとAそれぞれの実家に分かれて入浴した。その後、23時ごろにKとEがAの車両に乗車してKの実家を出発し、Aの実家に立ち寄ってAを乗車させたが、Eの提案を受け、セントラルパークに遊びに行くことになった。3人は23時30分ごろにBと出会い、KがBと話をしていたところ、Cの車に乗っていたCとDが通りかかり、KがDに対し、AとBを紹介した。その後、6人はセントラルパークで車を走らせるなどして交遊していたが、その間AとDはシンナーを吸引していた。

## 金城埠頭事件
23日0時ごろ、テレビ塔西交差点（名古屋市中区錦三丁目6番15号）で、Kが「バッカンでも、金城埠頭に行ってやろうか」と提案したところ、A・B・C・Eがそれに賛成した。金城埠頭の岸壁部分は当時、名古屋港の夜景を楽しむアベックがドライブで訪れ、週末などには100台以上が乗り入れる場所になっていた一方、そのようなアベックが恐喝・窃盗・暴行などの被害に遭う事件も多発しており、前年9月には少年9人のグループが恐喝・傷害容疑で名古屋水上警察署に逮捕・補導されていた。溝渕啓修ら (1989) の研究により、犯人らの中には前年9月にアベック襲撃事件を起こした犯人の少年を知っている者が多く、犯行に対する予備知識を持っていたことが示唆されている。同資料では、犯人たちが「何か面白いことをやろう」と話し合ううちに、その襲撃事件に話題がおよび、最終的にアベックから金銭を脅し取る計画に発展したとされている。
Cは高山組の所用でいったんセントラルパークを離れ、1時30分ごろに戻ったが、その際にDに対し「今から小遣い稼ぎに行くもんで、ついて来い。昔Aが殴られたことがある。殴った相手が大体見当がついている。そいつを殴りつけて小遣い銭を取る」と言い、Dもそれに賛同した。
K・A・B・Cの4人は、Kの車に木刀と鉄パイプが各1本、Cの車にも木刀が4本それぞれ積まれていることを確認した後、2台の車（K車両・C車両）に分乗してセントラルパークを出発、金城埠頭に向かった。その途中、Bが「サンチェーン西大須支店」（名古屋市中区門前町2番65号）で、車のナンバープレートを隠すためのガムテープを購入し、空見緑地（港区空見町25番地：座標）付近の路上で、KとEがK車両のナンバープレートに、AとCがC車両のナンバープレートに、それぞれガムテープを貼り付け、ナンバーを判読できなくした。この車のナンバーを隠した行為について、名古屋地裁 (1989) は凶器の準備とともに「バッカン」の行為が計画的なものであったことを示す根拠として挙げている一方、加藤幸雄 (2003) はそれらの行為を「喧嘩や逃走に備える日常的行為であり、改めて準備したわけではない。」と述べている。
そして2時30分ごろ、6人は金城埠頭に到着した。

### 第1事件
Kは2時30分ごろ、名古屋港82番岸壁（港区金城ふ頭三丁目1番：座標）上に停車していたアベックの乗っていた日産・パルサーを見つけると、自車に同乗していたBとEに対し「あの車をやるぞ」と言い、後続のC車両に向かって手で合図した。そして、2台でパルサーを挟み込むようにして停車し、Aが木刀でパルサーの運転席窓ガラスを叩きながら「出て来い」と怒鳴りつけたところ、パルサーは危険を感じて逃げ始めたため、Bが木刀をパルサーに投げつけ、後部窓ガラスを損壊した。
そして、6人はA車両とC車両に分乗し、逃走するパルサーを追いかけたが、パルサーは港警察署小碓派出所（港区川西通5丁目2番地：座標）に逃げ込んで救助を求めたため、金品強取の目的を遂げなかった。このため、6人は港区泰明町2丁目13番地（座標）付近の路上に集合し、共謀の上、再び同様の手口でアベックから金品を強取することを企てた。

### 第2事件
6人は同日3時30分ごろ、82番岸壁から北へ約250 m離れた名古屋港81番岸壁（座標）上で、アベックを乗せて停車していたトヨタ・カムリを見つけ、その直近後方にK車両とC車両を停車させた。そして、Aが木刀でカムリの運転席窓ガラスを叩きつつ、「馬鹿野郎、降りてこい」と怒鳴りつけ、カムリに乗っていた男性（当時25歳）を車外に引きずり出した。Aは男性の顔面を2、3回拳で殴り、右膝で腹部を約2回足蹴にしたほか、木刀で頭や背中を殴打した。Bもカムリ右側を木刀で叩いた後、男性の太腿や腰を5、6回足蹴にした。また、Cも持っていた特殊警棒で男性の腰や腹を約10回殴り、男性が膝立ち状態になったところ、Kが男性の胸を足蹴にした上で「金を出せ」と脅した。一方、Cはカムリの運転席ドアやボンネット付近を、Aもサイドミラーや後部窓ガラス、ボンネット付近をそれぞれ叩くなどの暴行を加え、男性の反抗を抑圧し、Kが男性の持っていた現金86,000円を強取した。
また、Dはアベックの女性（当時19歳）に「てめえも降りろ」と怒鳴りつけ、Eが木刀でカムリの助手席窓ガラスを破壊、2人で女性の髪を掴んで彼女を車外に引きずり出した。Dは女性が着ていたトレーナーを見て「人よりいいものを着ているな。よこせ」と脅したほか、Eとともにそれぞれ木刀で女性の頭や背を殴打した。また、Eは女性の腕時計を見て「時計もよこせ」と要求し、彼女の腕時計（時価7,000円相当）を強取した。さらにDは、女性の足が自分の足に接触したことに因縁をつけ、Eとともに彼女の足付近を足蹴にした。それを見た男性が女性の方へ走り去り、彼女をかばおうとその上に覆いかぶさったところ、Cは「俺の女に手を出すな」と因縁をつけ、彼の背中を足蹴にした。また、Aも「人の女に手を出しやがって」と怒鳴りつつ、彼の顔面を拳で殴り、Kもカムリ前部を叩いた。
DとEは女性の頭・首筋・背中を木刀で殴打したほか、Dは先述の女性のトレーナー（時価10,000円相当）を改めて要求して脅し取ったが、他の車が近づく気配を感じたため、6人は急いでその場を離れた。その直後、犯人グループは名港西大橋を経由して西方の海部郡蟹江町方面に逃走していったのが目撃されている。男性は約500 m北の岸壁に停泊していたパナマ船籍の貨物船「マリナホープ号」のタラップを駆け上って大声を上げた。これを受け、同船の船長が船舶電話で第四管区海上保安本部を通じ、名古屋水上署に連絡したことで事件が発覚した。
一連の暴行により、被害者2人は約1週間の安静加療を要する傷害（頭部・腰部などの挫傷など）を負った。また、カムリの損傷による損害額は80万円に上った。

## 大高緑地事件

### 犯行に至る経緯
金城埠頭事件後、6人はいったん栄に戻ったが、犯行で得られた金品が少なかったなどの理由から、新たな犯行に手を染めることとなった。Bは翌日に鳶職の仕事を控えていたため、「終わりにしよう」と言ったが、それに対し直ちに賛同する者はいなかった。一方でCが「もう2、3件やるか」、Dも「大高緑地なら居るかもね」などと言い、それ以外の者も彼らに賛同したため、大高緑地公園での犯行を決行することにした。6人は同日4時ごろ、名古屋市中区丸の内三丁目のガソリンスタンドで、K車両とC車両にそれぞれ給油し、金城埠頭で奪った現金で代金を支払った。K車両はKが運転し、助手席にE、後部座席にBが乗車した一方、C車両はCが運転し、助手席にD、後部座席にAがそれぞれ乗車した上で、K車両が先導する形でガソリンスタンドを出た。そして名四国道（共和ICまで）および国道1号を経由し、4時30分ごろに大高緑地公園第一駐車場（名古屋市緑区鳴海町字鴻ノ巣53番地）へ到着した。
同駐車場北側の角（座標）には、本事件の被害者である男性X（当時19歳）と女性Y（当時20歳）の2人が乗車したトヨタ・チェイサーが駐車してあった。同公園は事件前から、夜になると暴走族が集団で暴走するような場所になっており、死亡事故も発生していたため、1987年には公園内道路を夜間閉鎖する措置が取られていた。しかし、国道1号沿いにあったこの第一駐車場は当時、夜間でも出入り自由で、週末の夜はアベックの車が集まっていた一方、暴走族風の若者たちが出入りする姿も頻繁に目撃されていた。
同日4時ごろ、駐車場から約100 m離れたマンションの住人が、現場付近で男3人ほどの「この野郎」などと怒鳴り合う声や、女性の叫び声、鉄板を叩くような音など（約10分間ほど）を聞いていたが、この住人は「暴走族が公園の鉄柱でも叩きながら言い争っていたのだろう」と思い、そのまま寝ていた。また、6時ごろに別の近隣住民が異様な物音に続き、現場で数人の男女が大声で言い争っているのを目撃しており、その際に男の1人が「俺はアベックは嫌いだ」と叫んでいるのを聞いている。

### X・Yの2人を襲撃

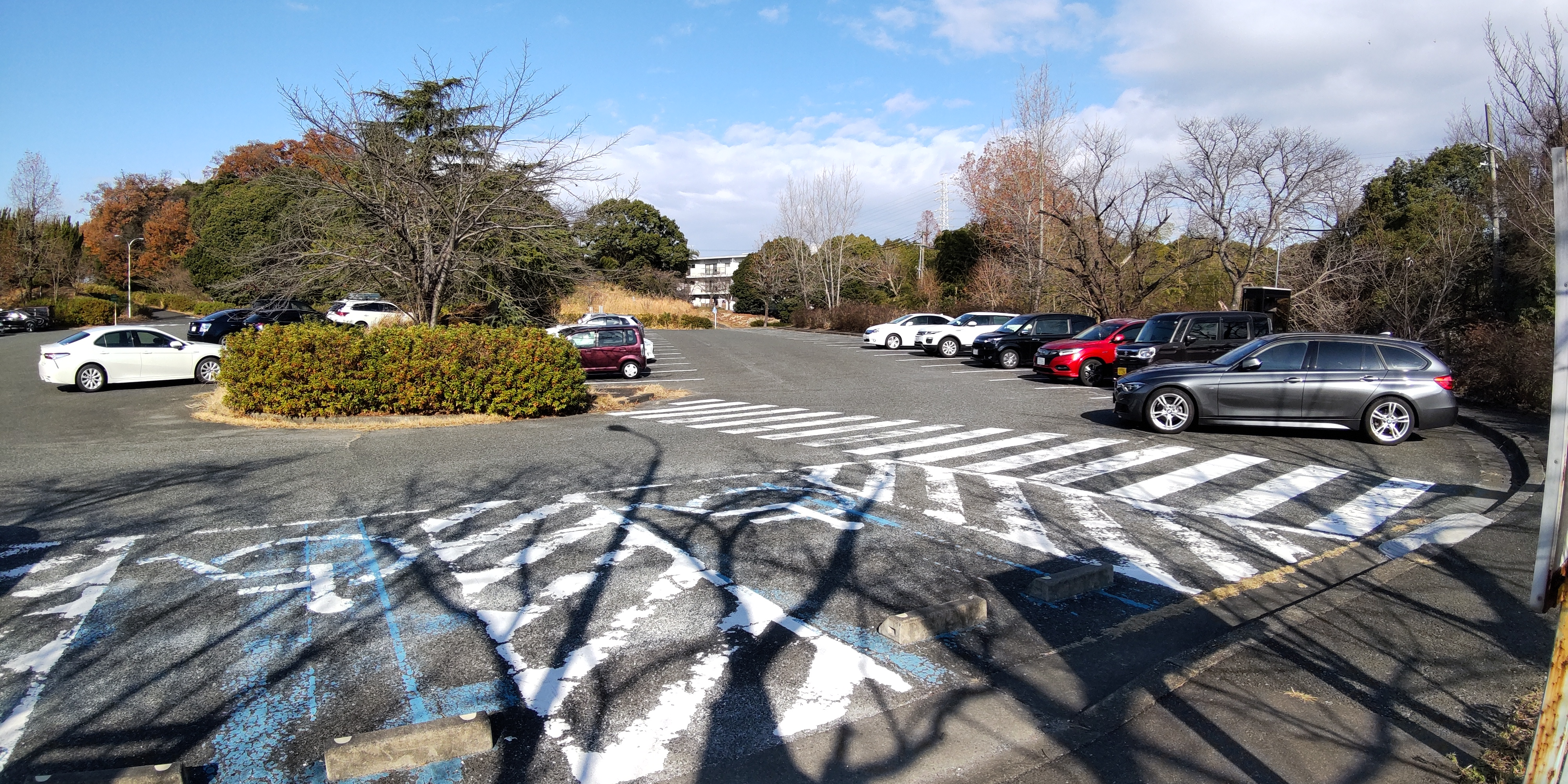
殺害されたアベック (X・Y) がKら犯人グループ6人に襲撃された大高緑地公園第1駐車場。

チェイサーを見つけたCは、小便をするふりをしてチェイサーの様子を見に行き、そのエンジンがかかっている（人が乗車している）ことを確認した上で、その旨をKに知らせた。6人はいったんもと来た道を戻り、駐車場の公園入口ロータリーで、それぞれの車のナンバープレートにガムテープで段ボール紙を貼り付けてナンバーを隠した上で、改めて話し合い、2台の車でチェイサーを逃げられないようにすることや、Aが最初に下車して実行行為を行うことなどを確認し合った。そして彼らはそれぞれ再び車に乗り込んでチェイサーに近づき、チェイサーの右後方と左後方に、それぞれC車両とK車両を停車させて退路を塞いだ。
その直後にAが木刀を持って下車し、チェイサーの運転席窓ガラスを叩きながら、運転席にいたXに対し「降りて来い」と怒鳴りつけた。Xは逃げようとしてチェイサーを急に後退させたが、その際に2台のグロリアに衝突した。冒頭陳述によれば、危険を察知したXはチェイサーを後退させたが、K車両に衝突して退路を阻まれ、いったん前進して再度後退することで避難しようとしても、Kがチェイサーの左前方にK車両を前進させ、チェイサーに覆い被せるように停車させることで行く手を阻んだため、チェイサーはC車両に衝突して停車した。Xが下車すると、Aは木刀でXの頭頂部付近を1回、腕および腹部を5、6回殴りつけた。これに続き、K・C・Eが下車し、それに前後してK車両内で仮眠していたBも目を覚まして下車した。Kは鉄パイプを、Bたちもそれぞれ木刀を持っており、Bはチェイサーの運転席付近や右前照灯を叩いたほか、Xを木刀で殴ったり、彼の左足を蹴ったりした。Kは鉄パイプでXの足を、Cも木刀でXの腕や脇腹付近をそれぞれ殴り、Cはチェイサーの運転席窓ガラスを、Aもフロントガラスをそれぞれ破壊した。K・B・C・EはXに対し、「よくも車を壊したな」「金はいくらある」などと因縁をつけており、KはXから現金10,000円を奪った後、チェイサーの屋根に登って鉄パイプで車体を叩いた。

### Yを輪姦
一方、Eは木刀でチェイサーの助手席窓ガラスを叩き、助手席にいたYに対し「降りろ」と怒鳴りつけた。Dはシンナー入りビニール袋でYの頭を殴りながら「降りろ」と怒鳴りつけ、彼女の髪の毛を掴み、Eと共同で彼女を車外に引きずり出した。冒頭陳述によればこの時、袋が破れてシンナーがYの頭にかかったため、Dはこれに憤慨してYに「シンナーがなくなった」などと因縁をつけている。その上で2人は、木刀でYを多数回殴ったり、ハイヒールを履いた足でYの体を足蹴にしたりといった暴行を加えた上で、Eが怯えきって無抵抗の状態だったYに対し「裸になれ」と言い、彼女を上半身裸にさせた。
暴行が始まってから約30分後の5時ごろ、CがAに対し、Yを輪姦することを持ちかけたところ、EもCに合わせて「やったれ、やったれ」とAをけしかけた。AとCは、抗拒不能状態になっていたYを第一駐車場から北方約50 mにある丘陵地まで連行し、CとAの順にYを相次いで姦淫した。先にCがYを強姦している間、AはYに対し「屈辱的なわいせつ行為」におよんでおり、Cが姦淫を終えると、次いでAがCの目の前でYを強姦した。当時、現場は気温4 ℃だった。またその際、同所にBがやって来ると、AとCはそれぞれ同様にYを強姦するよう誘い、それに乗ったBもYを強姦した。
一方、KはチェイサーからYの所有していた現金11,000円やワイドミラー1個（時価1,000円相当）を、EもYの櫛1個（時価300円相当）や現金533円、ファッションリングおよびブローチ、ペンダント付きネックレス（それぞれ時価1,000円相当）などを奪った。また、DとEはそれぞれ自身のハイヒールでXの頭を殴ったり、木刀でXの腕や左側頭部を殴ったりといった暴行を加えたほか、チェイサーから現金150円やぬいぐるみ2個（時価合計1,000円相当）などを奪い、C車両の後部座席に移した。そのころ、丘陵地から戻ってきたCが木刀でチェイサーの車体右側を叩き、右後部三角窓ガラスを破壊したほか、Xの顔面を拳で5、6回殴りつけている。それに前後してAも駐車場に戻り、DはAから受け取った木刀で、Xの左腕や側頭部を数十回殴打した。
やがて、Yは上半身裸の状態で丘陵地から第一駐車場まで連れ戻された。DとEはYを全裸にし、Kも「やきを入れたれ」と他の者たちをけしかけた。DとEはそれぞれ、たばこの火をYの胸や背中、肩付近に押し付け、Aもそれに加わってたばこの火をYの胸に1回押し付けたほか、右足を押し広げて陰部にシンナーを注ぎかけた。冒頭陳述によればこの時、彼らはYに対し「熱いか、熱いか」と言っていたほか、Yが泣きながら「熱い、やめて」と哀願すると、Eが「馬鹿野郎、ぶりっこするんじゃない」と言いながら背中にたばこの火を押し付けたり、AとEがライターの火でYの髪の毛を焼いたりしていた。また、この間、EがYの髪の毛を掴んで引っ張り仰向けに倒したり、DとEがハイヒールを履いた足で腕を踏みつけたり、A・B・D・Eの4人で殴ったり足蹴にするなどの暴行が加えられていた。なお、この間にKはXから自動車運転免許証1通を奪い取っている。

### 被害者2人を拉致
一連の暴行により、Xは加療2週間ないし3週間の怪我（頭部挫創・左上肢打撲）を、Yも加療約1週間の怪我（背部・胸部への第2度火傷）を負っており、放心状態になっていた。一連の暴行について、名古屋地裁 (1989) は「見境なく被害者らの身体及び自動車を殴打し、…（中略）…、その暴行の程度は〔X〕及び〔Y〕に対して被告人ら自身やり過ぎたと自覚するほど強烈であった」と、名古屋高裁 (1996) も「六名が集団の力を暴発させながら、抵抗力に乏しい若い男女を執拗に狙い、痛めつけ、被害車両を叩き壊し、……」「激しい暴行を加え……」とそれぞれ認定しているが、加藤幸雄 (2003) は大高緑地での暴行が約2時間におよんでおり、被害車両（チェイサー）が著しく破壊されていた一方、被害者2人の怪我は自力歩行できる程度には軽かった（仮に用意した凶器で本気で殴っていれば、その時点で生命に危険がおよんでいた）点から、Kたちは2時間以上ずっと暴行や陵辱を加え続けていたのではなく、ある程度手加減をしていた可能性を指摘している。
一方で6時過ぎごろ、現場駐車場に第三者の車が入ってきたため、KとCは犯行を目撃されたかどうか探りを入れようとその車に近づき、車の運転手に対し事故によるトラブルを装って証人になることを頼んだが、拒否されたため、目撃されてはいないと察知し、犯行現場に戻った。しかし夜明けが迫り、公園には散歩などで人が現れる時刻になっていたため、Kらは駐車場から逃げることを決めた。Cは「警察に行かれると困る」との理由から2人を連行することを提案し、6人はXをC車両の後部座席に、YをK車両の後部座席にそれぞれ乗車させた。なお、チェイサーと衝突した際にC車両の右前フェンダーがタイヤに食い込んでいたため、AとBは木刀の破片や鉄パイプを使ってそれを治している。
同日6時ごろ、C車両はCが運転し、助手席にA、後部座席にDが乗車した一方、K車両はKが運転し、助手席にE、後部座席にBが乗車し、それぞれ現場を離れた。後述の「オートステーション」に到着する前、一行はまず名古屋市港区の空き地でいったん停車し、K・A・Cの3人がそれぞれ下車して話し合った（この話し合いにBが加わっていたかは不明である）。KはC車両の弁償問題を切り出したほか、AやCに「やりすぎて、まずい。どうする」「男は殺して、女は売るか」などと、虚勢交じりに後始末の話をしたが、雨が降り出したため、「オートステーション」で話の続きをすることにして同所を発進した。加藤は一連の共犯者たち（特にKとC）の行動について、犯行の発覚以上にむしろCの「組」の兄貴分の車を破損してしまったことの後始末の方を強く心配しており、「とにかくここを離れよう」という心理から、大破した被害車両（チェイサー）を現場に残したまま立ち去ったと述べている。

### 「オートステーション」における会話
同日7時30分ごろ、6人は愛知県海部郡弥富町のドライブインに到着した。同店は、食堂喫茶「オートステーション」（愛知県海部郡弥富町字ロノ割10番地：座標）である。6人はそこで、YをK車両からC車両の後部座席に乗り換えさせ、Aが同店駐車場で2人を見張ることになった。まずK・C・D・Eの4人が入店した一方、Bは当初「眠い」と言ってK車両に残っていた。Bはそのまま仮眠しようとしていたが、まもなく4人に続いて入店し、4人と同じテーブルについた。
入店した5人はコーヒー、アイスティー、サンドイッチなどを飲食しつつ、今後の行動について話し合った。その話し合いは約20分ないし30分間におよんでいたが、主にKとCが話し合い、ほか3人 (B・D・E) は適当に相槌を打つような状態だった。
前半では、Kが「やるしかない。怪我もひどいから、男はやっちゃう（「殺す」の意）。女は売る」と言った際、Dが「まじ？本当にやるの」と尋ねたのに対し、Cが「冗談でこんなこと言えるわけない」と怒るように答えた。次いで、Kが「女についても、売れなかったら殺す」と言い、殺害方法についてCが刃物で刺すことを提案すると、Kは「血が出て気持ちが悪いから、首を絞めればいい」と答えた上で、死体の処理については墓地に埋めるという話をした。この話題の時、BはKから意見を求められたが、終始うなずいてそれに賛同したほか、死体の処理方法について話し合った際にはコンクリート詰めにして海中に投棄することを提案した。
その後は犯行時に破損したC車両について、車を貸してくれた上役の暴力団幹部にどう説明するかの話題になり、Cが一応、酔っぱらい運転の車に当て逃げされたという言い訳をすることになった。同日8時過ぎごろ、5人は同店を退店したが、Kはその際、C車両から降りてきたAに対し、2人を殺すことに決まった旨を告げ、Aもこれを了承する返事をした。ただし、Aは当時は冗談だと思って軽返事をしており、「すかいらーく」での謀議で「弘道会の墓の前で殺す」という話を聞いて本当だと思ったという旨を述べている。
同店従業員の女性は、当時の5人の様子について、いったん店外に出て戻ってきたり、電話をかけたり、トイレに行く者などがいて落ち着きがなく、シンナー臭もしており、Bがうつむき加減で青白い顔をしていたが、それ以外は概ね陽気で、自身に対し軽口を叩くなどしていたと証言している。また、Kは第一審から控訴審まで一貫して「店内での殺人に関する会話は本気ではなく、言葉だけのものだった」という旨の証言・供述をしていた。
Cは第一審では「謀議をした時点では全員本気だった」と供述した一方、「（その後）できれば（殺さない）まま終わらせたい、かかわりたくない、という気になった」とも証言しており、控訴審では「店内での雰囲気は、物騒な話をしているということで、笑いは出なかったが、自分としては、本気でやるつもりはなかったので、Kを含め、ゲーム感覚で強がった言葉のやりとりをしていただけと思う」という旨を証言している。Dは「Cの『（このようなことは）冗談では言えん』という言葉は、他の者にも聞こえていたはずだ」、Eは「当初は冗談だと思っていたが、話が深刻になってきたので本気で話し合っているのだと思った」という旨を、それぞれ第一審の公判で証言しているが、Eは控訴審で「同所で殺す話がまとまったとは思っていない」とも証言している。また、名古屋高裁 (1996) はDについて、被害者2人を放置して知人のもとに逃亡しようとしていたことが窺える旨を判示している。加藤は、互いに信頼できるほど親しくない集団が問題解決の見通しを立てられないまま、相手の腹を探るため、犯行の興奮を引きずった状態で虚勢を張りながら「殺す」などの言葉を口にし、それが最終的に殺害につながったという仮説を立てている。
また溝渕啓修ら (1989) は、Kが名古屋少年鑑別所で書いた作文の中にあった以下の一文を取り上げ、犯人らは互いに共犯者たちからの評価を多分に意識して見栄を張ったり、根性試しをし合ったりするような形で犯行に関与していたと指摘している。

#### 殺害の共謀が成立したか否かに対する判断
刑事裁判では、「オートステーション」における犯人たちの話し合いで被害者2人を殺害し、その死体を遺棄する犯行の謀議が成立したか否か、そしてBがその謀議に加わっていたかが争点となった。第一審の名古屋地裁 (1989) では同所で殺害などの謀議が成立したこと、およびBもX殺害の共謀共同正犯であることがそれぞれ認定されたが、確定判決となった控訴審の名古屋高裁 (1996) ではそれらの認定がいずれも否定され、同所ではまだ殺害などの謀議は成立していなかったこと、そしてBはX殺害に関しては無罪であることなどが認定された。後者では、BがY殺害および被害者2人の死体遺棄の共謀に加担したのは、X殺害後の「カフェ・ド・ピーク」近くでの謀議（後述）によるものであることが認定されている。

##### 第一審における認定
名古屋地裁 (1989) は、捜査段階におけるKやBたちの警察官調書を基に、A以外の5人が「オートステーション」店内で話し合った際、Kが大高緑地での犯行の発覚を免れるためにXを殺害し、Yも他に売り飛ばせなかった場合は同様に殺害した上で、2人の死体を土に埋めて遺棄することを提案したところ、Cが積極的に賛成したのに続き、B・D・Eも同様に賛成し、駐車場でそれを聞かされたAも賛同したことで、6人による被害者2人殺害の謀議が成立した旨を認定しており、Kの第一審弁護人もその点については争わなかった。
一方でBの弁護人は、Bはそれ以前に吸引したシンナーの影響で朦朧としており、同店での会話には参加していないことや、X殺害について他の被告人と共謀した事実もないことから、BはX殺害については無罪である（共謀・実行とも加担していない）という旨を主張した。しかし、名古屋地裁 (1989) はそれらの主張を排斥した。
|                                       | Bの弁護人の主張 | 名古屋地裁 (1989) の判断 |
| ------------------------------------- | --- | --- |
| 主張・認定                            | BはX殺害には関与していない。 | （認定事実）「オートステーション」で2人殺害などの謀議が成立しており、Bもその謀議に加わっていた。 BはKらがXを殺害する前にKたちのグループから離脱しており（後述）、自らはX殺害の実行行為には着手していないが、Kらに対し犯行から離脱することまでは表明していない。 |
| 謀議が本気か否か                      | 「オートステーション」における謀議は本気でなされたものではない。 B自身の主張 - 「オートステーション」で会話していた当時、自分はシンナーの影響で朦朧としていた。「死体をコンクリート詰めにして海に沈めよう」と提案したのは、「カフェ・ド・ピーク」駐車場で、KにXの死体を見せられ、死体を三重県の山林に遺棄することを決めた時（後述）である。 | 以下の点を挙げ、同店における会話内容について「被告人らの真意に基づきなされたもので冗談話でないことは明らかである。」と認定した。 1. 話し合いに同席していたK・C・D・Eの4人による証言内容や、唯一店外（K車両内）で2人を見張っていたAに対し、Kが店外に出た直後に「弘道会の墓で首を絞めて殺して、埋めよう」と、殺害・遺棄方法について具体的な提案をした点 2. KがCとの会話で「（刺殺は）血が出て汚い」と発言するなど、賛同できない提案に対しては明確に反対の意思を表示していた点 また、Bの主張は他の証拠と一致しない点が多く見られ、B自身の司法警察員・検察官に対する供述調書とも一致しない部分が認められるとして、その信用性を否定。一方で検面調書は、内容が他の証拠と合致しており、具体的・迫真性に富んでいることなどから、信用性を認定した。 |
| Kらが犯行後、顔を隠していなかったこと | B・C以外の4人 (K・A・D・E) が「ホテルロペ」に被害者2人を連行した（後述）際、彼ら6人の顔が従業員に目撃されており、その後も被告人らは立ち寄り先で従業員らに顔を見られている。その間、Kら4人は立ち寄り先で自分たちや、X・Yの顔を見られないための手段を講じておらず、それらの行動は既に2人の殺害を決め込んでいる者の行動としては不自然である。  | 4人は当時、被害者2人を殺害し、その死体を発見されないように遺棄すれば、大高緑地における犯行が警察に露見することはなく、警察が動きさえしなければ立ち寄り先の従業員らから自分たちに関する情報が伝わることもないと信じていたことが窺えることを指摘し、顔を隠していなかったことは殺害・死体遺棄の共謀成立を否定する要素にはならないと判示した。 |
| Kの行動                               | KはXに対し、車の修理代を支払う誓約書を書かせている（後述）。殺害を予定している相手に将来金員の支払いを誓約させるのは矛盾であるから、Kのこの行動は、「オートステーション」の時点ではまだ殺害の共謀が成立していなかったことの証左である。 | 以下の認定から、誓約書を作成した事実は事実認定に合理的疑いを生じさせる事由とはならないとして、主張を排斥した。 1. 6人が被害者2人を大高緑地から連れ去ったのは、同署における強盗致傷・強盗強姦の犯行が警察に発覚することを免れるためであること。 2. 誓約書作成時点では、まだ警察への発覚を防止する手立てがついておらず、Kも検察官に対し「2人を安心させ、逃亡を阻止するためだった」と供述していること。 |
| 「すかいらーく」における行動          | 以下のKの行動は、この時点まで被告人らは被害者2人を殺害する意思を有しておらず、共謀はまだ成立していなかったことの証左である。 1. K一行は「すかいらーく」でYを1人にし、彼女に逃走の機会を与えていた。 2. Kは同所でXに「もう帰したる」と申し向け、いったん彼ら2人を解放している。                                                              | 以下の「各事実によっても、被告人間において既に右両名殺害に関する共謀が成立していたとの認定は覆るものでなく」として、Bの弁護人による主張を排斥した。 1. について - 「同女 (Y) が〔X〕を残したまま逃走することはありえないと考えたからであるのが認めるのが相当」と判示した。 2. について - 当時は大高緑地での犯行が警察に発覚しないための手立てが立っていなかったことを指摘し、「同店内において被告人〔K〕と同〔C〕が右両名の殺害方法についてさらに話合っていたところ、そこへ〔X〕が通りかかって『帰って良いか。』と尋ねたため、とっさに被告人〔K〕がそのように言ったものと認められる」とした上で、その直後に2人を連れ戻したことを挙げた。                                                                                                   |

##### 控訴審における認定
しかし控訴審でK側は、共犯者たちの間に2人を殺すことに関する会話があったことは事実であるが、それは虚勢に駆られた単なる格好つけの、全く現実感の伴わない会話に過ぎず、その場で2人の殺害を決意していたものはいなかったため、同店ではまだ2人を殺害することなどに関する共謀は成立していなかったことを主張した。B側も同様に、同店ではまだ2人殺害の謀議は成立しておらず、謀議が成立したのは後にB不在の「すかいらーく」で成立したものである（後述）ことや、仮に同店でX殺害の共謀をした者がいたとしても、Bには当初からXを殺害する意思があったわけではなく、現にX殺害の現場にもいなかったため、BはX殺害については無罪と主張した。
名古屋高裁 (1996) は以下の諸事情を考慮し、被害者2人殺害などの共謀が成立した時期や場所、共犯者の範囲に関する（＝犯人6人が「オートステーション」で被害者2人を殺害する旨で共謀したとする）原判決の認定に「いまだ、合理的疑いが残るものといわざるを得ない。」として、弁護側の論旨を認めて原判決を破棄自判した。
|                                                 | 被告人側の主張 | 被告人側の主張 | 名古屋高裁 (1996) の判断 |
| ----------------------------------------------- | --- | --- | --- |
| 被害者2人を大高緑地公園から拉致した理由         | 2人を連行した理由はもっぱら破損したグロリア2台（K車両・C車両）の弁償問題の処理を図るためで、犯行の発覚を阻止するためではないと主張。また、大高緑地事件はそれ以前の金城埠頭事件で行われた2回の「バッカン」とは様相が異なり、被告人らの多くが「やりすぎた」という感想を持つほどエスカレートした原因は、6人に襲われたXが逃げようとしてチェイサーを急に後退させ、グロリア2台と衝突して破損させたため、暴力団幹部の車を壊されたCや、購入したばかりの自車を壊されたKがそれぞれ被害感情を募らせて激昂し、ほか4人もそれに同調したためであると主張した上で、それを根拠に「拉致の目的が、右車両の弁償問題の解決にあったことは明らかである」と主張した。 | 2人を連行した理由はもっぱら破損したグロリア2台（K車両・C車両）の弁償問題の処理を図るためで、犯行の発覚を阻止するためではないと主張。また、大高緑地事件はそれ以前の金城埠頭事件で行われた2回の「バッカン」とは様相が異なり、被告人らの多くが「やりすぎた」という感想を持つほどエスカレートした原因は、6人に襲われたXが逃げようとしてチェイサーを急に後退させ、グロリア2台と衝突して破損させたため、暴力団幹部の車を壊されたCや、購入したばかりの自車を壊されたKがそれぞれ被害感情を募らせて激昂し、ほか4人もそれに同調したためであると主張した上で、それを根拠に「拉致の目的が、右車両の弁償問題の解決にあったことは明らかである」と主張した。 | 以下の要素から両被告人側の主張を排斥し、「Kは主として、犯行発覚を免れる目的で2人を拉致したことは明らか」と認定した。 1. 6人は事件の悪質かつ重大性を認識していたのであるから、その発覚を恐れる気持ちがなかったとはいえないこと 2. KとCが犯行目撃の有無を確かめている（前述）こと 3. 現場に放置されたチェイサーを端緒にX・Yの両被害者が何らかの被害に巻き込まれたものとして、捜査が開始されることは必死の状況にあったと言えるが、より以上に、2人を現場に置き去りにすれば、彼らの供述から6人の人相・着衣・使用車両などが判明し、早期に検挙される危険性が高まること |
| 「オートステーション」における会話              | 所論で右記のような事項を挙げ、原判決の認定とは異なり、「オートステーション」でA以外の5人が会話した時点ではまだ殺害の共謀は成立していなかった旨を主張した。 | 「オートステーション」には従業員がいたり、他の客が出入りしていたほか、入店した5人はまとまりのない行動をしており、全員同席で話をしていたのも短時間であるため、殺人の共謀ができるような場所的雰囲気・時間的余裕はなかった。また、犯人グループは人間関係が希薄であった（特にKとC・D両名は出会ったばかりで、互いに交友関係が浅く、互いの性格などを知らなかった）ことから「弱みを見せたくない」という強気の論理に支配され、互いに虚勢を張り合ったことによって真意ではない発言が出るようになり、同店でもそのような虚勢を張り合うような会話が交わされたのであって、同店における「殺す」という発言は本気ではない。                                    | 前述の共犯者らや従業員らの証言を踏まえた上で、犯人たちがいずれも暴力団に所属していたり、暴力団組員との交遊歴があったりしたことを挙げ、6人には「深く根づいたものとまではいえないが、強気の、虚勢を張り合う、暴力団的思考・行動に親しみ易い性格を有していたことがうかがえる。」と指摘した。 その上で、K・A・Eの3人は同じアパートに同居しており、Bともそれなりに交流はあったが、明確な上下関係は窺えなかったという旨や、C・Dとは出会ったばかりで面識が薄かったという旨を判示し、6人について「Kの指揮・命令下に動く統制のとれた組織的集団とはまったく異なる、本件の際にたまたま行動を共にしたグループ」と位置づけた上で、弁護人の主張する「虚勢の張り合い」があったことを認めた。 その例として、大高緑地での襲撃の興奮を引きずるがまま、格好をつけて同店で2人を刺殺することを提案したCが、「ホテルロペ」でKと別れて以降はKからの連絡を意識的に避けていた点を挙げ、〔Cは〕「〔X・Y〕問題の決着を先送りにし続けたことが明らか」と認めた上で、「大高事件の発覚を恐れる気持ちはあっても、Cの真意としては、自ら、殺人等まで実行する気がなかったことをうかがわせるものである。」と認定した。また、A・B・D・Eの4人についても、Kが2人を殺害することを提案した際に話を合わせ、相槌を打ち、うなずくなどの賛意を表しつつも「各自が、殺人等の重大性を現実のものとして意識していたかの点は、判然としていない」と判示した。 一方、Kが逮捕直後の取り調べに対し、大高緑地事件の早い段階から警察に捕まることを恐れ、被害者2人の殺害を考え始めた形跡や、それが「オートステーション」での提案で顕在化したことも認めた。その論拠として、同所で提案された「Yを売り飛ばす」という案が実現すれば、売られたYの口から犯行が発覚する可能性が高まる（「発覚を免れるため」2人を殺す謀議をしたという動機と矛盾する）ことや、現に大高緑地での犯行に続き、負傷した被害者2人を拉致した上で、店外でAに彼らを見張らせた上で話し合いを行っていたこと、そしてD・Eの「最終的には、本気のように受け取った」という証言を挙げ、Kについては〔2人の殺害に関する提案は〕「その真意に基づくもの」で、共犯者らも「〔K〕の意図を察知しながら、表面的には、そろって賛同の意を表した」と認めた。 |
| 「オートステーション」における会話              | 所論で右記のような事項を挙げ、原判決の認定とは異なり、「オートステーション」でA以外の5人が会話した時点ではまだ殺害の共謀は成立していなかった旨を主張した。 | 「オートステーション」店内での話し合いでは、殺人の共謀共同正犯の成否に重要な本質的事項（2人を殺害する具体的時期・場所・実行行為の役割分担）がまったく決まっていなかった。これは、同店ではまだ2人殺害の共謀が成立していなかったことを推認させるものである。 | 5人の店内での話し合いの内容を踏まえ、以下の事実を指摘し、2人殺害などの共謀が「オートステーション」で成立したという原判決の認定に疑念を示した。 1. 「売れなかったら」という条件付きのY殺害はともかく、この時点で無条件に殺害を提案されていたXについても、「いつ、どこで、誰が実行するか」という具体的なことがまったく決められていなかった。 2. その後の事態の推移（特に6人の中でも、K以外ではもっとも頼りになったであろうB・Cの両名が相次いで集団から別れていった際、それぞれ連絡時間を決めただけで、殺害の計画をどう実行するかはB不在の場で、Bには何の連絡もしないまま、「すかいらーく」でCと謀議した末、KがAと2人でX殺害を実行したこと） |
| Kらの「オートステーション」出発後の行動について | 右記のように、原判決が認定したように「オートステーション」で殺害の共謀が成立したと仮定すれば不自然に映る行動があることを指摘した。 | Kらは「オートステーション」出発後、負傷している被害者2人を人目のつく場所（ホテルや喫茶店など）に出入りさせ、グロリアに乗せて走り回るなどしており、そのような行動は、犯跡隠蔽のために2人の殺害を決意した者の行動としては不可解である。むしろ、この事実は「オートステーション」ではまだ殺害の共謀が成立していなかったことを推認させるものである。 | 外見上受傷が明らかだったのはXの頭部からの出血のみであり、Kらが「2人を人目にさらしても、直ちに、第三者に犯罪がらみの不審の念を与える」とまでは考えていなかった形跡（後述の「ホテルロペ」の従業員の反応も参照）や、マスコミ報道に注意を払うことはなく、警察の捜査が自分たちにおよんでくることはないとたかをくくっていた節があることを指摘し、それらの無頓着な行動は「原認定を妨げるものとまではいえない。」として、論旨を退けた。 |
| Kらの「オートステーション」出発後の行動について | 右記のように、原判決が認定したように「オートステーション」で殺害の共謀が成立したと仮定すれば不自然に映る行動があることを指摘した。 | Kは23日夜、洗車場でXに車の修理代を払う旨の誓約書を書かせている（後述）が、これはXの殺害を予定しているとすれば矛盾である。 | Aの「内容は見ていないが、KがXに何かを書かせていたので『帰すのか』と尋ねたところ、Kはニヤッと笑って『ばか、帰すわけないだろう』と言った」という証言や、Kの捜査段階における「誓約書を書かせて『いずれ帰してやる』と言っておけば、逃げ出すことはないだろうと思った」「後で使い道があるかも知れないと思った」という供述を踏まえ、論旨を退けた。 |
| Kらの「オートステーション」出発後の行動について | 右記のように、原判決が認定したように「オートステーション」で殺害の共謀が成立したと仮定すれば不自然に映る行動があることを指摘した。 | Kが「すかいらーく」でYを1人で行動させたり、Cと話し合った上で、結果的には短い時間ではあったが被害者2人をいったん解放していることは、少なくともこの時点までは2人の殺害を確定的に決意していたわけではなく、むしろ解放の方便を探りながら行動していたことを推測させるものである。 | この件に関するKの第一審・控訴審における供述（第一審での証言を含む）が、A・C両名の証言と符合することなどから、K・Cが2人を真意に基づいて解放したことを認め、原判決の「その後直ちに被害者両名を連れ戻しているので、オートステーションにおける共謀成立の認定は覆るものではない」という認定について、合理的な疑いを入れる余地があることを指摘した。 |
| Kらの「オートステーション」出発後の行動について | 右記のように、原判決が認定したように「オートステーション」で殺害の共謀が成立したと仮定すれば不自然に映る行動があることを指摘した。 | Kは「オートステーション」出発後、Cには23日夕方から執拗に連絡を取ろうとしていた一方、Bには翌24日10時ごろまでなんの連絡もしていなかった。これは6人（特にKとCの間）で、破損したグロリア2台の弁償問題の処理が決着を要する課題であったことを示している。 | Kらが何度もCと連絡を取ろうとしたり現に取ったりしていたことを認めた一方、電話では十分な話し合いができなかったことから「すかいらーく」にCを呼び出した上で、被害者2人の処置に関する決断を迫ったことや、既に組幹部への虚偽の弁解が通ったことでC車両の問題は解決していたにもかかわらず、Cはそのことを知らせなかった上、Kも尋ねなかったことを挙げ、所論を「採用できない」と退けた。 しかし、先述のように「すかいらーく」で2人の処置を話し合い、一時的に解放しているなどの経緯に鑑み、「〔K〕の〔C〕に対する連絡の目的が、オートステーションで成立した〔X〕・〔Y〕殺害等の共謀を具体的に実行に移すためであったと断定することもできない。」と指摘している。 |
| Kらの「オートステーション」出発後の行動について | 右記のように、原判決が認定したように「オートステーション」で殺害の共謀が成立したと仮定すれば不自然に映る行動があることを指摘した。 | Bは「オートステーション」を出た後、「コーポうちふじ」付近まで送ってもらった際にKから「明日10時に連絡する」と約束したが、その後はKたちと再合流するまで薗田組本家に顔を出したり、組事務所に泊めてもらったりしていた。これは「オートステーション」で、Kを含めた犯人6人の間で被害者2人殺害の共謀が成立したとする原認定とはあまりにもそぐわない行動である。 | 原認定を前提にすれば、23日朝に集団からいったん別れたB・Cを同日夕方から呼び出し、6人全員で揃って2人殺害に着手する具体的な詰めをすることになるはずが、以下のようにその前提とは矛盾するか整合しない「強い疑問点」が見られることを指摘した。その上で、Bが共謀共同正犯として被害者2人の殺害に加担したと断定できる共謀成立後の情況事実が欠落していることを判示した。 1. Bは1988年1月以降、薗田組の会長付き親衛隊員になっていたが、22日夜から24日昼間ではフリーの身で、Kらと行動をともにすることが十分可能だったにもかかわらず、「オートステーション」から帰る際に「眠い」という単純な理由から離脱している（後述）。 2. BはKと別れる際、約26時間後の翌日10時に連絡することを告げたのみで、約束の時間に電話を掛けるまでの間、BにX殺害に関する連絡を取ったり、車でB宅に行って呼び出そうとしたりといった動きは認められない。 3. 24日10時ごろのKからの電話で、同日22時ごろにBを迎えに行く約束は交わされたが、その際にBに対し、既に実行済みのX殺害の事実が伝えられたとまでは認定できない。 4. 同日22時過ぎごろ、Bは「カフェ・ド・ピーク」西側の駐車場で、迎えに来たKからX殺害を知らされて驚きを示し、グロリア（K車両）のトランクに積まれていたXの死体を確認した。 |

### ホテルで休憩
「オートステーション」退店後、6人はYを再びK車両に乗せ換えさせ、2台の車両に分乗して移動した。ただしBは「眠い」という理由から、車で居室近くまで送ってもらっており、KもBに対し同行を求めることはなかった。Kは「コーポうちふじ」付近のスーパー（名古屋市中村区本陣通）でBを下車させた際、24日10時に連絡することを約束し、Bは居室に戻った。

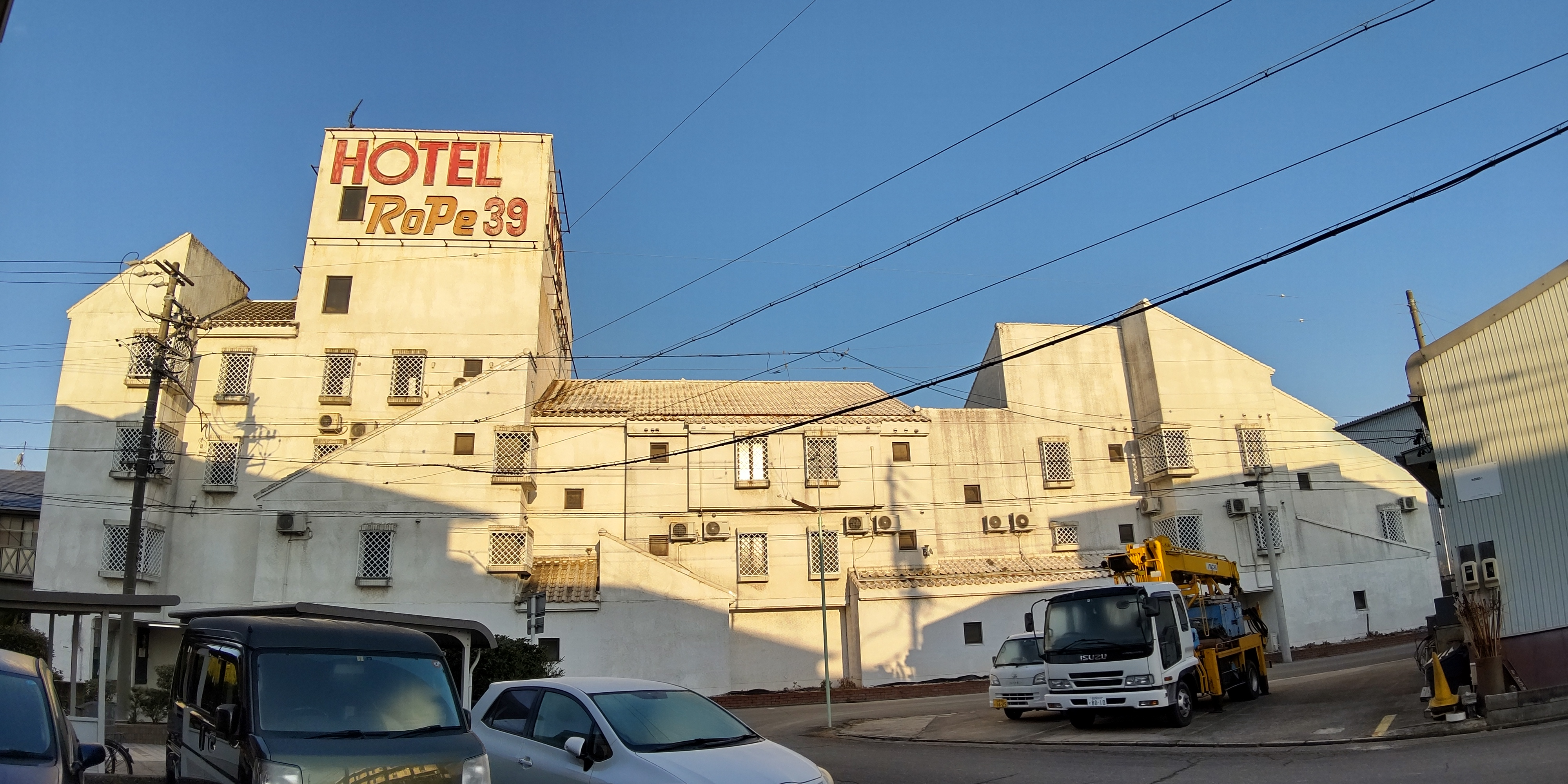
Kらが犯行の合間に被害者2人を連れて立ち寄った「ホテルロペ39」（愛知県名古屋市中村区城屋敷町）。

残る5人は引き続き2人を連行し、9時40分ごろに「ホテルロペ」（名古屋市中村区城屋敷：座標）に到着した。この時、Cは高山組舎弟頭補にC車両を壊したことを報告する必要があったことなどから、自身のポケットベルの番号をEに教えた上で、K・A・D・Eの4人といったん別れた。Cはその後、自身の居宅アパート（「南汐止荘」）に戻り、前述の舎弟頭補にC車両の破損について嘘の報告をした上で、その代わりとして白いトヨタ・クラウンを借り、再び出掛けた。
一方、残る4人はXとYを連れてホテルに入り、同日17時ごろまで過ごした。「ホテルロペ」の従業員は、怪我をしていた被害者2人の様子を見て不審を抱いたが、直ちに警察に通報しようとはしなかった。一方、ホテル関係者はグループに疲れ切った様子のカップルが含まれていたり、車（Cのクラウン）が出入りしたりしていたことから不審に思い、残ったグロリア（K車両）のナンバーをメモしていた。本事件の捜査開始後、同ホテルの従業員が捜査本部に通報し、メモしてあったグロリアのナンバーが犯人グループ特定のきっかけとなった。XとYはA・Dの両名が205号室で見張っていた一方、KとEは彼らとは別の203号室で過ごしていた。また冒頭陳述書によれば、Aはこの間に再びYを強姦したとされていたが、名古屋地裁 (1989) はその事実を「認められない」と認定している。Kはこの間、Yを売り飛ばす先の有無を調べるため、客室から2回にわたり、暴力団の知人に電話で打診していたが、肯定的回答を得られなかった。また、16時ごろからはCのポケットベルに発信しているが、この時は連絡を取れなかった。
同日17時ごろ、KはK車両（以下「グロリア」）を運転し、助手席にE、後部座席にAとDを乗せ、彼らの間にXとYの2人を挟んで押し込めた形でホテルを出発した。ホテルの料金（1部屋で各10,000円、計20,000円）は当初、XとYから強取した現金の中から支払ったが、205号室の不足料金2,360円はDが支払っている。4人は18時ごろ、名古屋市熱田区西野町1丁目の喫茶店に着き、K・Aがポケットベルを所持していたCと連絡を取ったものの、Cは高山組幹部を名古屋空港で出迎える用事があったため、20時ごろに再度電話することになった。その後、4人は緑区大高町の洗車場に行き、KとEが犯跡を隠滅するため、グロリアを洗車したが、Kは洗車を終えた際にX・Yの2人に対し「お前らは、いずれ帰したる」と言っていた。また、同所でXに車の修理代を支払う旨の誓約書を書かせている。
同日20時ごろ、4人は港区入場一丁目の喫茶店に入り、Dが同店の電話を借りて高山組に連絡しようとしたが、連絡は取れなかった。21時30分ごろに同店を退店し、23時ごろに港区宝神一丁目の食品店で、Dが港区稲永四丁目のCの知人宅にいたCと連絡を取ることに成功、Cはクラウンを運転して同店まで来た。この時、Kは同店付近のガード下で、Cに対し「どうする？もうこれ以上（X・Yを）連れて歩けん。やるんだったら今日やろう。いつやる？」と迫ったが、Cの都合がつかなかったため、翌24日2時ごろに後述の「すかいらーく」で会う約束をして別れた。この時、DもCのクラウンに同乗し、Cとともに帰った。

### 殺害の謀議

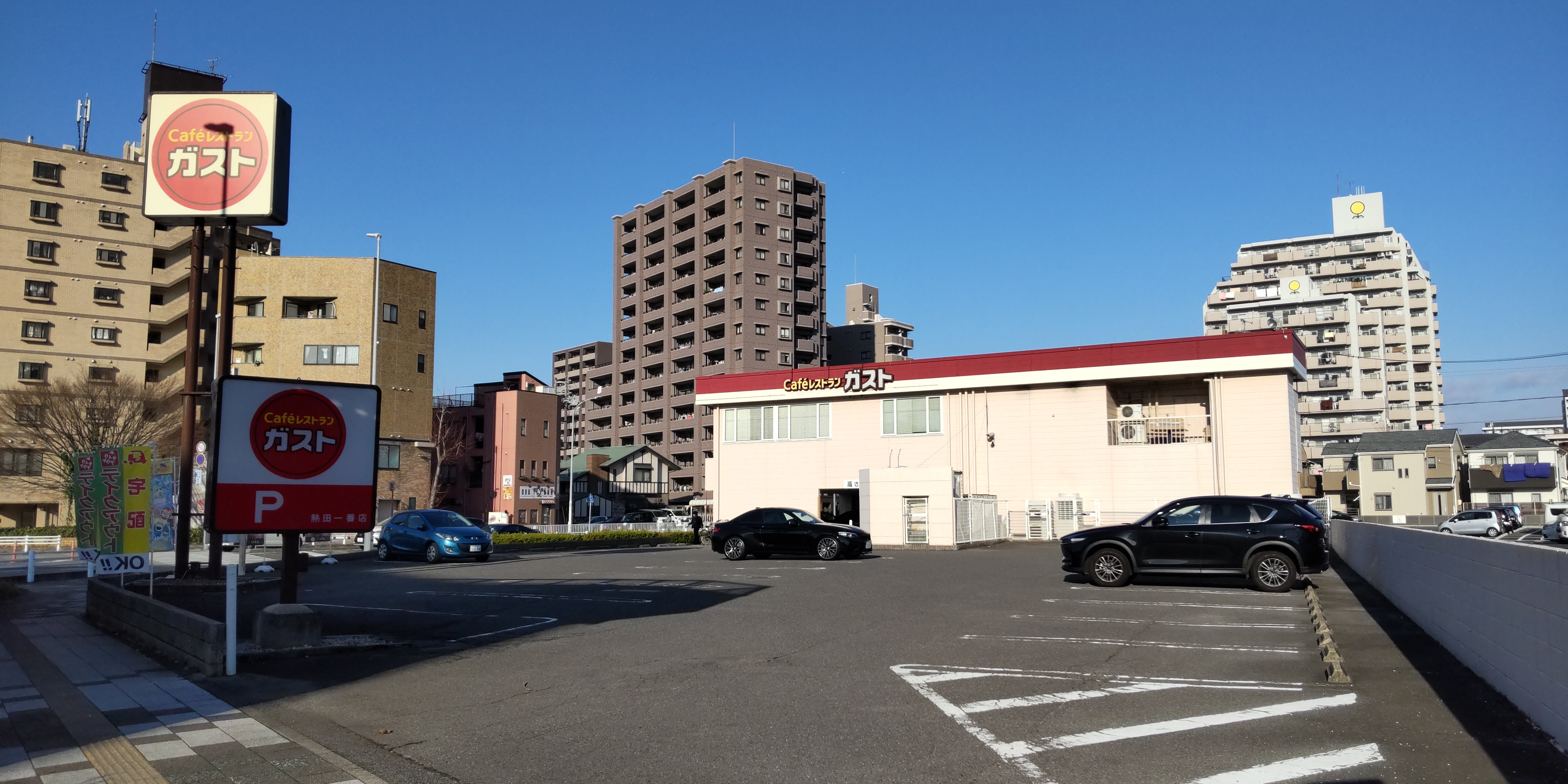
殺害の謀議が成立した「ガスト 熱田一番店」（旧：すかいらーく 熱田一番店）。

確定判決である名古屋高裁 (1996) によれば、殺害の謀議が成立した場所は「すかいらーく熱田一番店」である。同店は、名古屋市熱田区一番一丁目21番（座標）に所在していたファミリーレストランである。
K・A・Eの3人は、X・Yをグロリアに乗せ、いったんドライブインで時間を潰したが、Kはこの時間潰しの間、XやYに対し「Cが来たら話し合って帰す」という旨を話していた。その後、4人は2月24日1時40分ごろに同店の駐車場へ到着した。Kたちが到着した時点では、CやDの姿、および彼らの乗っていたクラウンは同店周辺には見られなかったが、KがポケットベルでCを呼び出し、2時30分ごろまでにはCとDの2人が、連れの男女らを連れてクラウンで同店に来ていた。X・Yの2人は引き続きAが監視し、K・C・D・Eの4人は同店に入店した。

#### 被害者2人を一時的に解放
2時30分ごろ、4人はYに同店のマッチを1人で取りに行かせ、さらに彼女を店内に1人で居座らせていた。一方、Kは同店のトイレでCやDに対し「もう限界だ。（女を含め）早くやっちゃおう」と再び迫ったが、Cは「連れを送るので、4時以降ならいい」と反応した。
その後、KはCと2人きりになった際に「どうする？やらんのだったら、よく口止めして帰すか」と問いかけ、Cも「それでもいい」と答えたため、その場に来合わせたXとCが話し合い、車の破損等は互いにチャラにし、警察関係の問題も、Xが適当にごまかすことで話がついた。そして、KはXに帰って良いと伝え、免許証やキャッシュカードの返還も認めた。名古屋地裁 (1989) は、KがCと話し合っていたところ、自分の近くを通りかかったXから「帰ってよいか」と尋ねられ、とっさに「もう帰したる」と答えた旨を認定しており、名古屋高裁 (1996) もこれらのKの行動について、第一審および控訴審におけるK・A・Cの供述・証言などから、「Kらの真意に基づくもの」と認定している。
加藤はKとCが2人を解放した点について、車両弁済に関しては既に話がついた以上、「早くこの状況から解放されたい」との思いから、Xの「帰ってよいか」という言葉にKが「もう帰したる」と応じたという仮説を立てている。一方、KとCは互いに面識が薄かったことから互いに虚勢が働き、自分の方から軟弱な提案ができない状態（相手が「もういい」と言うなら、自分もそれに応じても良いと考えているような状態）にあり、またCは自分から積極的な解決策を提示しないばかりか、「すかいらーく」に友人を連れてくるなど（K視点では）自分勝手な行動を取っていたことから、Kはそれに対し苛立ちを感じていたという可能性も指摘している。

#### 2人を連れ戻す
解放された2人は「すかいらーく」を離れ、道路を横断した先にあった歩道を歩いていたが、その直後に再び連れ戻された。KがAに命じて道の向かいに渡っていた2人を連れ戻させたか、もしくはAが「自分が逃したと思われたくない」と思って2人を連れ戻したのである。
Kの弁護人である多田元や、第一審の公判を複数回傍聴していた鮎川潤は、KとCが話し合った上で2人を解放したものの、その直後に話し合いの経緯を知らなかったDが「誰が帰したの。警察へ行くと言ってたよ」と発言したことがきっかけで、2人が連れ戻されたという旨を述べている。多田はさらに、K・CともDの手前「弱気と見られたくない」と虚勢的な気持ちを働かせて帰りかけた2人を連れ戻したという旨を述べており、鮎川もKがCへの対抗心や、他の共犯者たち (A・D・E) の前で見栄を張ろうとしたがために2人を連れ戻した可能性を指摘している。
また、真神博 (1990) によれば、KとCは男子トイレでXと話し合い、口止めした上で2人を帰したものの、彼らがトイレから出たところ、その事情を知らなかったAがDやEの前でKたちに「帰っていくが、帰したのか」と聞き、Dも「誰が帰したの」と聞いた。K・Cの両名は弱みを見せられず黙っていたものの、見張り役だったAが自身の落ち度にされることを恐れ、被害者2人を追いかけて連れ戻したという。
加藤は、被害者2人が解放されてからレストランの向かい側まで逃げられていたにもかかわらず、素直に連れ戻しに応じた点の不可解さを指摘した上で「おとなしく従っていればいずれ解放されると考え、殊更騒がない方がよいと思っていたからなのだろうか」という仮説を立てているが、この点を解明するためには被害者個々の人格の特性や、被害者と加害者の心理的関係の解明が必要であると述べている。
名古屋高裁 (1996) は被害者2人の心理状態について、「平穏に解放されることを期待し、手向かうことも、逃げることもせず、一昼夜〔X〕から二昼夜〔Y〕に及ぶ長時間の軟禁状態……（中略）……に耐えていた」と認定している。

#### 殺害の共謀成立
Kは2時30分過ぎごろ、同店駐車場でA・C・D・Eの4人に対し、犯行発覚を免れるため、X・Yの2人を弘道会会長の墓がある墓地で殺害して死体を土中に埋めることを提案し、4人もそれに賛同した。ただしCは連れの知人たちを帰す必要があったため、Kらに2人の殺害と死体遺棄を任せ、連れたちと一緒にアパートに帰っていった。Kは残るA・D・Eの3人に対し、自分たちだけで2人を殺すことを提案し、3人も賛同したため、3時ごろにA・D・E・X・Yの5人をグロリアに乗せて駐車場を出発した。
加藤はKが被害者2人を連れ戻した後の行動について、年長のBが不在である上、車弁済の関係で利害が一致していたCも再び不在となり、長時間の単独運転や非日常体験による緊張・疲労や極度の睡眠不足を抱える一方で状況の打開策もなく、年少者であるA・D・Eの前で弱みを見せられない状態に陥り、「一刻も早くこの事態から逃れたい」という心理状態に追い込まれ、被害者2人の殺害に至ったと考察している。

### Xを殺害

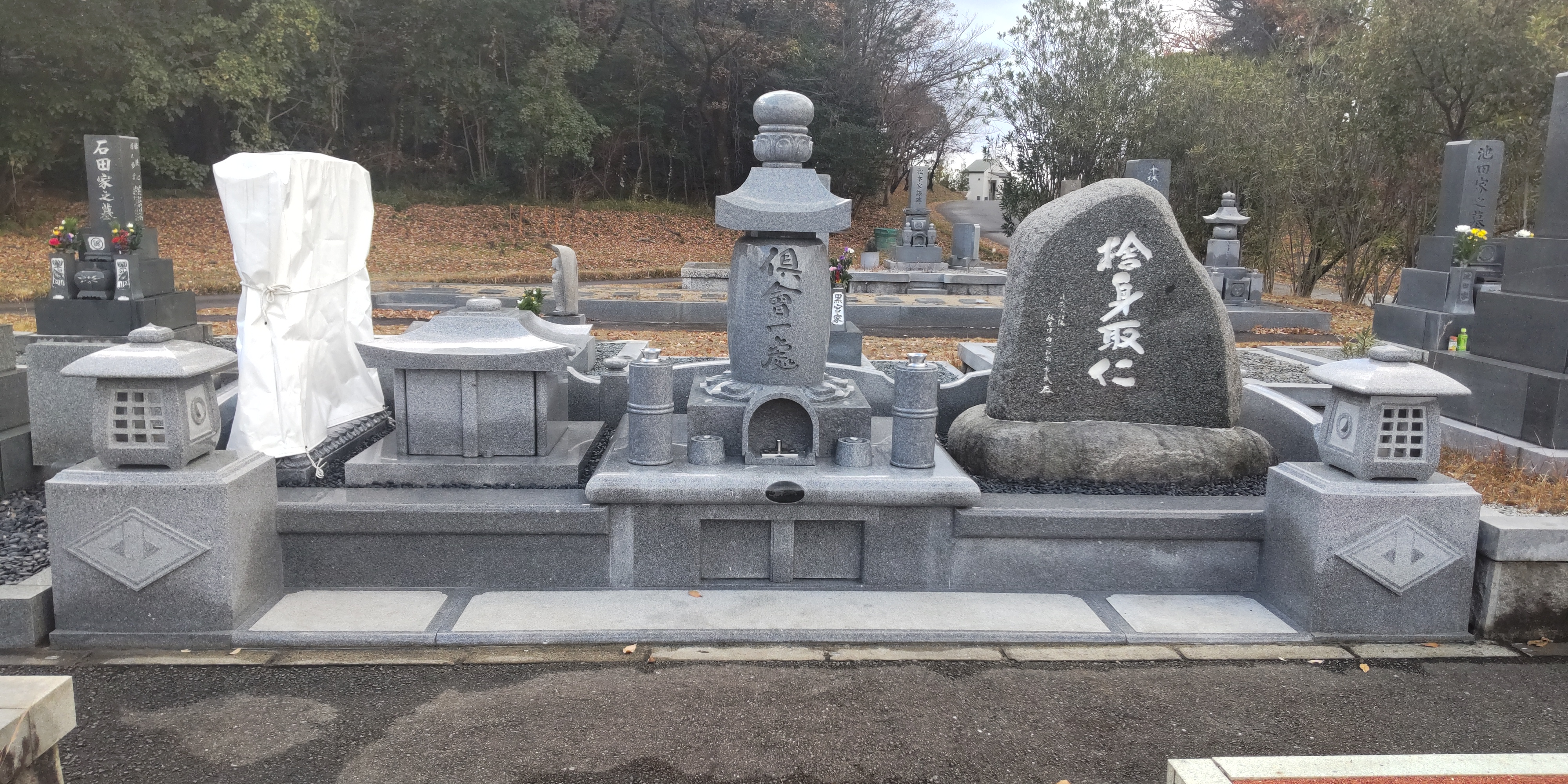
「卯塚墓園」（長久手市）にある弘道会本家の墓（D1区画228・229に所在）。KとAはこの墓前でXを絞殺した。この墓には事件当時、弘道会内の暴力団組員たちが清掃に来ていた。

被害者Xが殺害された現場は、愛知県愛知郡長久手町大字長湫字卯塚25番地（現：長久手市卯塚）に所在する「卯塚公園墓地」のD1区画内西側（座標）である。「卯塚公園墓地」は名古屋インターチェンジ（東名高速道路）から南西約1.5 kmに位置する墓園で、Xが絞殺されたのは、墓園内にある弘道会の本家の墓前だった。
「すかいらーく」を出発後、Kは死体を遺棄するための穴を掘る道具として、自身やA・Eがともに暮らしていた「政和荘」にあったスコップを使うことを思いつき、同所へ寄ってスコップ2本をグロリアのトランクに積み込んだ。その後、熱田区中出町のスーパーに寄り、EとともにXを絞殺するための青色ビニール製洗濯用ロープを購入、4時30分ごろにX殺害現場に到着した。Kは現場に到着すると、Eと2人でロープをライターで半分ずつに焼き切った上で、Aに命じて下車させたXの両手を半分に焼き切ったロープで縛らせたほか、EもXの口にガムテープを貼り付けた。殺害の凶器には、Kが持っていたもう半分のロープが使われることになった。論告によればこの時、犯人はXに対し「今からどうなるかわかっているだろう」と告知して殺害を予告している。
KとAは、Xをグロリアから2 mほど離れた場所で正座させると、彼の首に先述のロープを二重に巻きつけて首の前で交差させ、それぞれロープの両端を持った。そして、Xの「やめて下さい。助けて下さい」などという哀願を無視し、2回にわたって左右からロープを強く引っ張り合い、約20分間にわたって絞め続けることで窒息死させた。殺害実行犯であるK・Aの2人はXを絞殺する際、互いに「このたばこを吸い終わるまで（ロープを）引っ張ろう」と話し合いながら首を絞め続けており、犯行後もたばこの吸殻を拾うなど、罪証隠滅工作をした。また、論告によれば、2人はXの遺体を足蹴りして死亡を確認している。
一方、DとEの2人はグロリア車内でYを見張りながら、KとAの2人がXを絞殺する様子を見ていたが、Yは周囲の状況に不安を感じ、2人にXがどうなったかなどを尋ねたりした。当初、Dは「離れたところで話をしている」と言ってごまかしたが、2人はYが声を出さないようにするため、Yの口にガムテープ6、7枚を貼り付けた。また、2人はグロリア車外に出ようとしたところ、Aから「車に乗っておれ」と言われている。
X殺害後、K・AはXの遺体と、犯行に使用したスコップ・ロープをグロリアのトランクに積み込んだ。Yはその物音に対し「何を入れているんですか」と尋ねたほか、KとAがグロリアに乗り込んだ際にも「お兄さん (X) はどこへ行ったか」と尋ねていたが、Aは後者の質問に対し「家の近くで降ろした」と嘘を言った。一方で同日10時ごろ、KはBに電話をかけ「今日ひま？夜10時に行く」と伝えたが、この電話でX殺害の事実がKからBに伝えられたかは不明である。これに対しBは「たぶん大丈夫だから、そのころ迎えに来て」と答え、その後は薗田組本家に顔を出して散髪に出掛けたが、再び本家に戻ったところ、当夜の泊まりを言いつけられ、組事務所に詰めていた。
加藤はKがその場でYも殺害しなかった理由について、Xの殺害に逡巡し続けて手間取ったためと考察している。また溝渕らも、「女性 (Y) もその場で殺す計画であったが、男性 (X) の断末魔があまりに凄惨であったことからさすがにひる」んだためにその場ではYまで殺害することはできず、Xの遺体をトランクに積んで現場を立ち去ったと述べている。名古屋高裁 (1996) も、Kは殺害を決めた当初こそ被害者2人を一気に殺害して埋めることを決意していたものの、Xを殺害した段階で不安や恐怖に駆られ、その場でYまで殺害するのではなく、現場から逃げ出した上でBを呼び出し、Y殺害への加勢を求めたことなどについて「〔K〕が、殺人という行為の重大性を強く感じていたことをうかがわせるもの」と判示している（後述）。しかし、Yは結果的に丸2日間連れ回されたことで、死の恐怖をより長時間味わうこととなった。

### Y殺害までの行動
11時ごろ、K一行はCのアパートの近くに着いてCと合流し、Xを殺害した事実を告げた上で、Yも同日中に殺害する旨を話した。その後、5人はYを連れて近くの喫茶店（港区稲永五丁目）に行き、Kが同店の電話でBに電話をかけ、Xを殺害したことを告げた上で、22時に落ち合うことを約束。CはKにアパートまで送ってもらったが、Kと別れる際に自身には高山組の用事があるので、Yを殺害して2人の死体を遺棄することをKに頼んだ。
この後、K・A・D・Eの4人はYを連れて金城埠頭に行ったが、YはAに見張られて車外に出たところ、Aの隙を突いて海に飛び込もうとし、グロリアに引き戻された。この時、Yが「お兄ちゃん、殺されたの」と泣きながら問いかけたところ、Aは「家の近くで降ろした」と嘘を言っていた。その後、一行は「政和荘」に滞在していたが、同日14時ごろ、Aは意気消沈していたYと肉体関係を持っている。論告によればこの時、KはAがYを強姦する際も「どうせ殺してしまう女だから、〔A〕がやりたいだけやったらいい」と考えて黙認しており、EもAに「ごゆっくりね」などと声をかけていた。

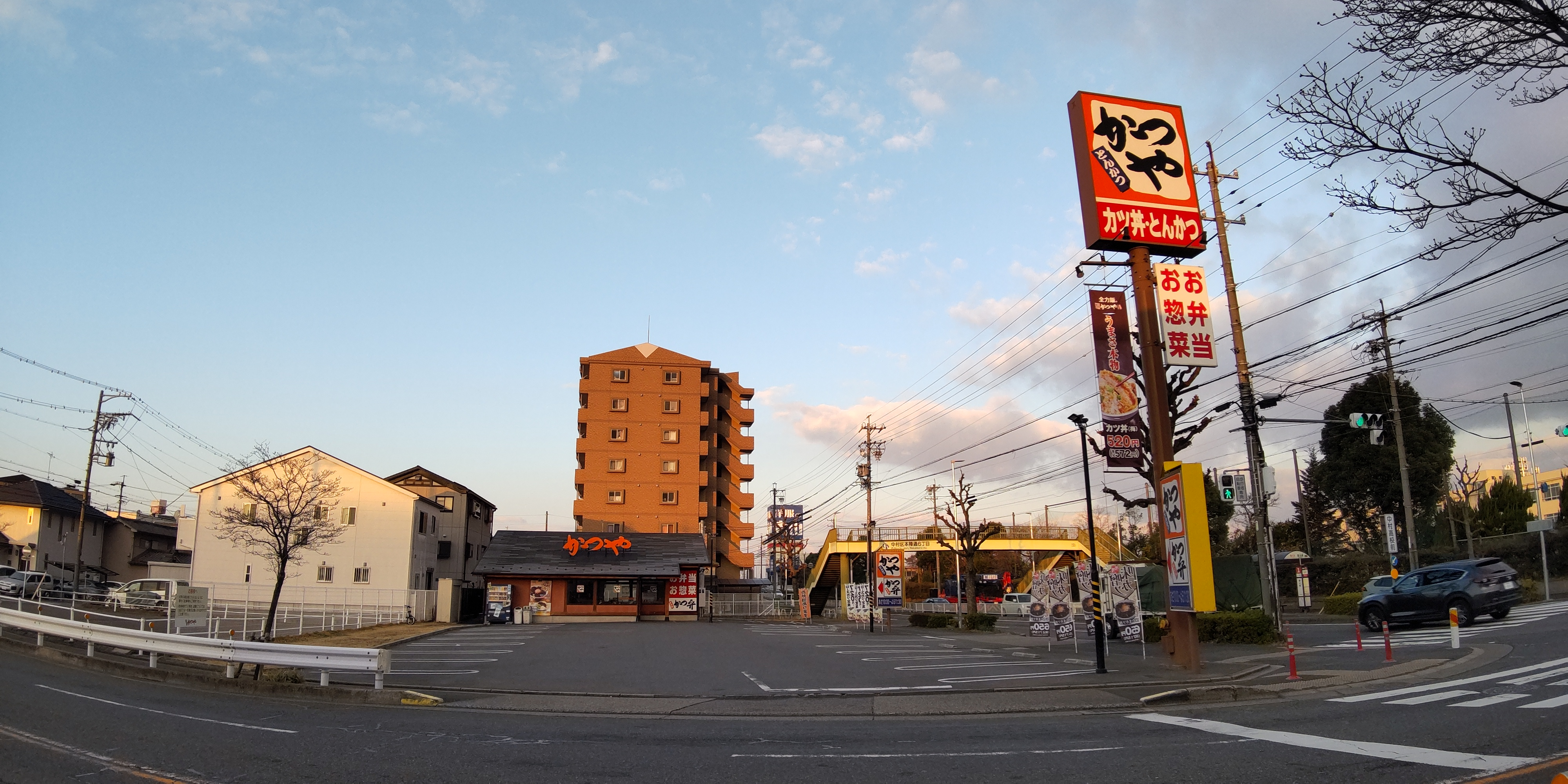
Kら5人とBとの間でY殺害などの謀議が成立した地点。2022年12月時点では「かつや名古屋本陣通店」の駐車場になっている。

同日22時ごろ、一行はYを連れて「政和荘」を発ち、22時40分ごろに「コーポうちふじ」近くでBと合流すると、その近くにある「カフェドピーク」（中村区本陣通六丁目34番地：座標）西側の名古屋競輪場駐車場に駐車した。Bは同所で、Kから既にXを殺害したことを知らされて驚きを示し、グロリアのトランクに積まれていたXの遺体を確認した。冒頭陳述によれば、KとBはAを交えた3人で死体を遺棄する場所などを相談したほか、Bは弘道会本部に電話をかけ、Kらと行動をともにすることの了承を得た上で、KやAとともに、Yも殺害した上で、2人の遺体を遺棄する場所について話し合った。確定判決となった名古屋高裁 (1996) は、この時点をもってBがKら5人による被害者Yの殺害や、Xを含む被害者2人の死体遺棄の共謀に加担した旨を認定している。
Bは遺棄場所として富士山を提案したが、当時は弘道会の用件の都合上、翌朝7時までに帰らなければならなかったため、Kは三重県の上野山中でYも殺害し、2人の死体を遺棄することを主張、AとBもその案に賛同した。23時10分ごろ、KはA・B・D・Eが同乗したグロリアを運転して同所を出発したが、Yはこの時、後部座席にいたAの膝の上に乗せられていた。三重に向かう途中、一行はYを目隠しするためのタオルや、絞殺用のビニール製青色荷造り用ロープ、懐中電灯、乾電池、握り飯などを購入している。

### Yを殺害
Yの殺害現場および2人の死体遺棄現場は、三重県阿山郡大山田村大字上阿波（現：伊賀市上阿波）字奥那須ケ原998番地の山林内私道である（おおよその座標）。
大山田村上阿波地区は、伊賀・伊勢の両地区を分ける標高400 m前後の山中にある地区であり、名阪国道中瀬ICから南東へ約20 km、大山田村役場からは約15 km離れた、布引山地の谷間に位置している。遺棄現場となった道は、県道津上野線（通称：伊賀街道）の長野峠を越えるトンネルに至る直前の山中にある「猿蓑塚」（座標）付近で分岐して県道津芸濃大山田線に入り、北東へ約2 km進んだ辺りの、服部川（淀川水系木津川支流）の支流に沿った山の斜面である。この道は県道から分岐した脇道であり、道幅は約3 m。車1台がやっと通れる渓流沿いの道で、両脇は鬱蒼とした杉林になっていた。その林道から約7 m奥に入った杉林の窪地が、犯人たちが2人の遺体を埋める穴を掘った地点である。遺棄現場については、上阿波地区の外れにある「不動橋」（座標）からさらに急な細い山道を約20分上り詰めた場所という報道や、「大山田村伊賀越の山中」「長野峠から北へ約2 kmの山中」といった報道もなされている。
K一行は25日2時ごろに現場に到着すると、EがYにタオルで目隠しをした上で、K・A・Bの3人で約1時間かけ、死体を埋めるための穴を掘った。穴は約1.5 m四方で、深さは約0.9 mであった。一方、Yはグロリアの車内でDから「最後にしてほしいことがあるか」と聞かれ、「お兄さんの顔が見たい。お兄さんと一緒に埋めて」と言っていた。その後、Yは穴を掘り終えてグロリアに戻ってきたAから握り飯と缶ジュースを渡され、食べるように言われると、泣きながら「これを私と一緒に埋めて。殺されるんでしょ。お兄ちゃんと一緒に天国で食べますから。お兄ちゃんが死んじゃってるのに、私だけ生きていてもしょうがない。死ぬ覚悟は、出来ている。お兄ちゃんと一緒に埋めて。」「最後にお兄ちゃんの顔を見せてください」と言った。これを受け、KはAに「（YにXの顔を）見せてやれ」と指示し、それを受けたAはYを下車させると、目隠しを外し、懐中電灯でXの死体を照らしてYに見せている。K・B・Eは、凶器のロープをライターの火で約4 mの長さに焼き切ったほか、Kは2人の身元が判明するような証拠を隠滅するため、YにXの着衣から、Yの運転免許証などを取り上げ、次いでK・A・Bの3人で、トランクからXの死体を出して地面に置いた。
同日3時ごろ、KがYに裸になるよう命じ、彼女をパンティ1枚だけの裸体にさせると、Aは再びタオルでYに目隠しをした。そして、Kは先述のロープをBから受け取ると、Aと2人がかりでYを穴の近くに連れていき、体育座りの形で座らせた。この間、Yは「こんなことをしても、やがて警察に逮捕される。」「やるなら早くしてください。一気に殺してください。」と言っていた。そして、KとAはBの懐中電灯で照らしてもらいつつ、Yの首にロープを巻きつけ、二重に巻き付けたロープが首の前で交差する状態にした。そしてKがYの右側、Aが左側にそれぞれ立ち、互いに凶器であるビニール紐の両端を2回にわたって強く引っ張り合ったが、ビニール紐はYの首から外れてしまった。そのため、KとAはXを殺害した際に用いた洗濯用ロープをYの首に三重に巻き付け、首の後ろで交差させた上で、再び左右からロープを強く引っ張り合い、約30分にわたって絞め続けることでYを窒息死させた。
検察官の冒頭陳述書によればこの間、KはBに対し「綱引きだぜ」と発言した上で、Bも絞殺に加わるよう誘っており、Aもたばこを吸いながらYの首を絞めていた。Kからの誘いを受けたBもたばこを吸いながら笑ってその様子を眺めていた。

### 死体遺棄
3時30分ごろ、KはA・Bとともに被害者2人の死体を穴に埋めた。3人はYの死亡を確認するとグロリアに戻り、Xの死体を頭の方から反動をつけて穴の中に投げ込んだ。次いで、Yの死体からロープを外した上で、KとAの2人がかりで同様に死体を穴へ投げ込んだ。当時、仰向けになっていたXの死体の上に、うつ伏せになったYの死体が乗り、互いに両腕で互いの体を抱き合っている状態だったことが報じられている。そして、3人はスコップを使って死体の上から土をかけて埋めたほか、その上で飛び跳ねて土を固めたり、更に上から枯れ木や落葉を被せたりして、死体を隠した上で、証拠隠滅のためにたばこの吸い殻、タオルなどを拾い集め、3時30分ごろに全員でグロリアに乗って現場を離れた。
C以外の5人 (K・A・B・D・E) は犯行後の25日5時10分ごろ、「コーポうちふじ」付近でBを下車させ、残る4人が「政和荘」に戻る途中で、中川区中島新町二丁目のゴミ箱や、その前を流れる荒子川に凶器のロープや軍手、2人の運転免許証・服などを捨てた。4人は同日7時ごろに「政和荘」に着き、事件を大きく報じる新聞を読んだ後、グロリア（K車両）で荒子川に架かる「フェニックスブリッジ」（名古屋市港区十一屋一丁目：座標）に行き、その橋上からロープの残りなどを投棄した。また、今後のことについてCと相談しようとしたが、Cが不在だったために連絡は取れなかった。同日11時ごろ、4人は犯行の痕跡を消すため、大高町字丸の内の洗車場でグロリアを洗車し、犯行に用いたスコップを投棄したほか、鉄パイプやルームミラーなどを洗車場の裏に捨てた。なお、同日にKとAの勤務先の雇い主が2日間出勤しなかったKたちのもとを訪れていたが、Kは特に変わらない様子で「明日は仕事に出ます」と話していた。

## 捜査

### 捜査開始
23日未明に発生した金城埠頭事件を受け、名古屋水上署は強盗傷害事件として、被害者たちが目撃した暴走族風の若い男女6人組の行方を追った。被害者たちによる当初の目撃証言によれば、犯人の車は白いクラウンと、茶色のセドリック、もしくはグロリアだった。
一方で23日8時30分ごろ、大高緑地公園第一駐車場を通りかかった通行人から「フロントガラスが割られた車が駐車してある」と緑警察署に通報があり、同署が調べたところ、窓ガラスが全て割られるなど著しく損壊されたチェイサーが発見された。そのすぐ近くには、血痕の付着したブラジャーや車のキー、財布、ハンドバッグなどが散乱していた。また、車を使っていたYと、彼女の男友達であるXがそれぞれ22日夜から行方不明となっており、24日には2人の家族からそれぞれ捜索願が出されていた。
このため、愛知県警察の捜査一課と緑署は同日、2人が何者かに襲われて連れ去られた可能性が高いとして捜査本部を設置し、捜査を開始した。被害者2人が勤務していた理容店の店主は、2人の生存を信じ、犯人から身代金要求の電話がかかってきた時に備えて多少の金を用意していた。

### 合同捜査本部設置
大高緑地事件と金城埠頭事件は、互いに犯行態様（若いアベックの乗った車を集団で襲い、木刀を使って壊すなど）が類似していた。大高緑地公園は、金城埠頭から約10 km北東に位置しており、金城埠頭から車で直行した場合の所要時間は約20分と、比較的近い距離にあったため、2つの現場での連続犯行も可能とされた。
また、大高緑地事件の現場には、被害車両であるチェイサーとは別の車の塗膜片が落ちており、チェイサーの後部バンパーにも別の車がぶつかった跡があった。このため、捜査本部はその塗膜片を採取し、犯行に使われた車の色は、金城埠頭事件で目撃された乗用車（グロリアもしくはセドリック）と同じ茶色と断定、ボディにガラスコーティングがされていることも断定した。また、車の車種・年式については、最終的に1979年 - 1982年式のグロリアと断定された。
このように両事件には多数の共通点・類似性が認められたため、緑署に設置されていた大高緑地事件の捜査本部は2月25日に、金城埠頭事件も大高緑地事件と同一犯による犯行と断定し、金城埠頭事件を捜査していた名古屋水上署も加えた合同捜査本部に切り替えた。

### 逮捕
25日12時ごろ、4人はCの部屋（「南汐止荘」）に行ってCと会い、KはCに対し、Yも殺害してXとともに死体を埋めた状況を話した。その上で逃走方法や、警察官に逮捕された場合の行動（偽名を使い、その者たちがやったことにして無関係を装う）などを相談した上で、5人で同室に泊まった。一方で同日23時過ぎ、Cはいつも通り実家に電話をかけ、応対した母親に対し「元気で暮らしている」「仕事もうまく行っている」などと話していた。
一方で捜査本部は同日、「ホテルロペ」（前述）から「若い男女6人連れが来た」という情報を得た。その6人連れの車の色・形が犯行車両に似ていたため、同本部は同ホテルを中心に集中捜索した。また、それぞれの事件現場に近い港区や緑区を中心とした地区も重点的に調べていた。翌26日昼過ぎ、港区野跡三丁目（「南汐止荘」近く）の公園西側路上で、右前部が壊れ、車体に数か所の傷があるグロリアを捜査員が発見した。このグロリアが犯行車両の1台（K車両）であり、ナンバーは先述のホテルの従業員がメモしていたものと同一だったため、それが特定の決め手となった。また、捜査本部の調べにより、現場に落ちていた塗膜片はこの車のものであることが判明しており、窓に貼られていた黒いフィルムも、金城埠頭事件で目撃された車と一致する特徴だった。同日14時ごろ、5人は本事件に関する新聞報道を読んだり、逃走する方法について話し合ったりしていたが、その際に部屋に警察官が来て、緑署への任意同行を求められた。捜査員が部屋に踏み込んだ当時、5人は逃亡のために身支度をしていたところで、紙袋などに下着や着替えを詰めていた。
5人は捜査本部で、強盗・逮捕監禁などの容疑で取り調べを受け、金城埠頭・大高緑地の両事件について犯行を自供したため、27日未明、強盗致傷・殺人・死体遺棄の容疑で逮捕された。殺害目的などの不明点を解明するため、県警は捜査本部を特別捜査本部に切り替え、事件の全容解明に乗り出した。また、5人が遺体遺棄現場として自供した大山田村の山中を捜索したところ、行方不明になっていたX・Y両被害者の遺体を発見・確認した。遺体は発見当時、27日朝から降り続いた雪が約20 cm積もった杉林の中に埋まっていた。特捜本部は同日14時20分から遺体の発掘作業を行い、16時前に収容、家族が身元を確認した。また、5人の自供から、事件後に姿をくらましていたBも割り出し、翌28日未明に同容疑で逮捕した。その後、特捜本部は28日に少年少女5人を、翌29日にはBを、それぞれ殺人・死体遺棄・強盗致傷などの容疑で名古屋地方検察庁へ送検した。5人は同年3月19日、少年鑑別所へ入所した。

### 逮捕後の犯人らの態度
殺害動機については、「顔を見られたから殺した」という供述が得られている。また、遺棄現場の穴に仰向けのXの遺体と、うつ伏せのYの遺体がそれぞれ互いを抱き合うような形で埋められていた点については、少年らが「アベックだから、面白半分にそんな形にした」と供述していることも報じられている。
間島英之 (1988) は、6人が逮捕後の取り調べで、聞かれたことには素直に答えていた一方、それぞれ自身が殺害実行犯であることは否定する供述をした点について「責任のなすり合い」と評している。捜査を担当した愛知県警のベテラン刑事は、犯行態様を「ゲームでもしてるような感覚」と評した上で、Kら6人は必ずしも金に困っていたわけではなかったことや、「顔を見られたから」という殺害動機に反して、殺害された2人以外にも顔を見ている被害者が他にいることを挙げ、6人を「まだガキだよ」と評している。
また、ある弁護人は少年鑑別所にいた当時の犯人たちの様子について「まるでいたずらをして叱られている子供のような表情をしていた」と語っている。一方、供述調書には「勇気を持ってやめようというものがいたらこうならなかった」という供述も記録されている。

#### Kの場合
逮捕後、Kは緑署に留置されたが、当時は捜査中であることを理由に、同署を訪れた母親との面会を許可されなかった。その後、名古屋少年鑑別所に収容され、両親の依頼により、私選弁護人が附添人になった。他の共犯者たちとは別々に拘置されながらも互いに手紙のやり取りを許可されていたが、その手紙の中には反省の言葉はなく、鑑別所にいた当時は「少年だから大した罪にならないと思っていた」「刑を終えたらEと結婚する」と悪びれずに述べ、法廷でも「刑務所を出たら、Eと結婚したい」と話していたこともあった。論告要旨では、当時のKの態度については「入所中も視察孔から他少年と交談したり、情婦の〔E〕が中庭を通ると、大声で名前を呼び、職員に厳重注意され……両親の説諭にも深刻さはなく、うすら笑いを浮かべており……」と指摘されており、名古屋地裁 (1989) でも、「少年鑑別所において、反省しているとは思えぬ態度が散見された」と指摘されている。
Kは逮捕から10日後、少年鑑別所を訪れた両親と初めて面会したが、母親によれば当時は何事もなかったかのように笑みを浮かべていたという。Kの母親は、息子の接見禁止が解除されて以降、鑑別所で初めて息子と面会した際の態度を「未成年だから、すぐ帰れるという態度で、アッケラカンとしていた」と、控訴審の途中までKの弁護人を務めた白濱重人も、鑑別所で初めてKと接見した際の様子を「人ごとのようにあっけらかんとしていた」と、それぞれ回顧している。また、Kは両親とは別の日に面会に訪れた弟に対しても「（自宅の）車をきちんと整理しておいてくれ」と言っていた。一方で逆送致された後、Kは面会に訪れた母親に対し、青ざめた表情で「これから面倒かけるけど、ごめんね」と話しており、拘置所に移監されて以降は母親との面会の際に涙を流すなどしていた。面会者によれば第一審判決時点では、Kは名古屋拘置所に移監されて以降、母親から勧められた般若心経の写経をしたり、少年犯罪事件に関する本を読んだりして、「どうしてあんなことをしてしまったのか」と自問していたという。

#### その他共犯の場合
少年鑑別所への収容後、CやEにはそれぞれ親の依頼した弁護士が附添人になったが、A・B・Dには法律扶助協会が斡旋した弁護士がそれぞれ附添人としてついた。
共犯であるAやCも、少年鑑別所で官本に落書きをするなど、「反省しているとは思えぬ態度が散見」されていた。鮎川潤 (1992) によれば、彼らが官本に落書きしていたのは暴力団の名前で、論告によれば、Aは鑑別所で書籍に「元弘道会薗田組 A」と落書きし、職員から注意を受けても反抗するなどしていた。一方、Cは第一審判決時点で、『罪と罰』など人生論に触れた本を読み続けていた。
Dは少年鑑別所でヤクザ言葉をよく使っており、論告では「本件について謝罪・反省の態度は一切認められなかった。」とされている。Eは少年鑑別所で、共犯者の少年から呼びかけられた際に嬉しそうに応答したり、Dに窓越しに話しかけて注意を受けたりしていたほか、逮捕された当初はKとの結婚にこだわり続けており、Kともども拘置所に移監されてからも将来の結婚を考えていたが、互いに弁護人から説得され、公判中の同年秋ごろにはそのような話を口にすることはなくなった。Eは拘置所で英語の勉強をすることを志願し、弁護人に依頼して教科書と参考書を差し入れさせ、発音記号から勉強していた。
裁判が始まる前、犯人の少女の1人（DもしくはE）の母親から被害者遺族宛の手紙が1通郵送されてきたが、それ以外に犯人およびその家族から被害者遺族に対する謝罪の手紙は来なかった。

## 刑事裁判

### 家裁送致・逆送致・起訴
名古屋地方検察庁は1988年3月19日、殺人・死体遺棄・強盗致傷などの罪で、被疑者6人のうち唯一成人だったBを名古屋地方裁判所へ起訴するとともに、少年少女5人 (K・A・C・D・E) をそれらの容疑で名古屋家庭裁判所へ送致した。5人の送致書には「犯行は悪質で刑事処分が相当」との意見書が付されており、名古屋家裁は約3週間にわたる調査を行った。Kの少年調査表では、家裁調査官が「本件はたまたま出会った共犯者六人がそれぞれ問題を持ちながら相互に作用しあってなされた集団犯罪で、少年一人ではここまで凶悪な犯罪を犯さなかったであろう。」という意見を述べていた。
同家裁は同年4月14日の少年審判で、5人を「刑事処分相当」として名古屋地検に逆送致する決定を下した。これを受け、名古屋地検は同月22日、5人を殺人・死体遺棄・強盗致傷などの罪で名古屋地裁に起訴した。また同日、名古屋家裁は金城埠頭事件についても「刑事処分が相当」として、5人を強盗致傷容疑などで名古屋地検に逆送致し、同事件についても後に追起訴された。
6人共通の罪状は、強盗致傷罪・殺人罪・死体遺棄罪・強盗未遂罪で、K以外の男3人 (A・B・C) はYに対する強盗強姦罪でも起訴された。また、Eは本事件前に犯した道路交通法違反の余罪（酒気帯び運転）でも起訴されている。6人は起訴後、それぞれ名古屋拘置所の独居房に拘置され、初公判時点では規則正しい生活を送っていた。6人にはそれぞれ、別々の弁護人がついた。

### 死亡被害者2人の殺人事件の量刑
司法研修所 (2012) は、1970年度（昭和45年度）以降に判決が宣告され、1980年度（昭和55年度） - 2009年度（平成21年度）の30年間にかけて死刑や無期懲役が確定した死刑求刑事件（全346件、うち193件で死刑が確定）を調査し、殺害された被害者が2人の殺人事件（強盗殺人は含まない）で死刑が確定した事件は全65件中31件（全体の48％）で、「死刑と無期懲役の選択割合が拮抗している。」と発表している。
その調査対象となった事件のうち、死刑が選択された事件（全31件）には、犯人に殺人前科がある事件（4件）、利欲目的（身代金目的・保険金目的など、全15件）やわいせつ・姦淫目的で被害者を拐取した後の殺人（2件）、無差別殺人（1件）、「殺害態様の際立った残虐性が死刑選択に大きな影響を与えたのではないかと思われる事例」（3件）などがある。
一方、無期懲役が選択された事案（全34件）には、心神耗弱が認定されたものが5件あるほか、殺害の計画性がないか低かった、もしくは「綿密な計画の下での犯行」や「用意周到な犯行」ではないと認定されて無期懲役が適用された事例が、本事件のK（整理番号：131番）を含めて20件ある。ただしこれらの事例は殺害の計画性のみではなく、その他の犯情や一般情状が総合的に考慮された上で無期懲役が選択されたと指摘されている。
三春町ひき逃げ殺人事件の控訴審判決（仙台高裁第1刑事部：2023年2月16日宣告）では、死刑選択にあたっての判断傾向について「殺害された被害者が2名の場合を中心として過去の裁判例をみるに、〔中略〕、罪質が極めて悪質で、利欲的ないし身勝手な動機に基づく犯行であって、殺人についての高度の計画性があるような場合には死刑が宣告される事例が多い一方で、計画性が十分になくとも死刑になった事例もあり、確実に生命を奪う執よう、残忍な態様で、殺害を意欲した強固な殺意に基づく場合に死刑が宣告される事例が多い、といった傾向を看取することができる」と評されている。
なお、日本弁護士連合会 (2011) は殺害された被害者が2人の事件では、異なる機会に2人を相次いで殺害した場合には死刑が適用されやすい一方、本事件のように同じ機会に2人を殺害した場合には無期懲役が適用されたものが多いことを指摘している。死刑を回避した名古屋高裁 (1996) は、本事件を異なる機会に2人を殺害した事例ではなく、同一機会に2人を殺害した事例と位置づけている（後述）。

### 少年事件に対する死刑選択基準
戦後日本で、論告求刑公判が開かれた1989年（平成元年）1月末時点までに死刑が確定した事件は620件余りあったが、そのうち犯行時少年の死刑が確定した事件は37件で、その大半は昭和20年代から30年代に集中しており、1970年（昭和45年）以降では、1969年9月に発生した正寿ちゃん誘拐殺人事件など4件しかなかった。これらはすべて、永山則夫による連続射殺事件の第一次上告審で、最高裁第二小法廷が死刑選択基準を示したいわゆる「永山判決」（1983年7月8日）を宣告する以前に死刑が確定したものである。このうち、最高裁で死刑が確定した事件は、旧刑事訴訟法および旧少年法が適用された事件を含めて28件あるが、殺害人数別にみると5人殺害が1件、4人殺害が3件、3人殺害が2件、2人殺害が13件、1人殺害が9件である。
終戦直後から昭和30年代半ば（1960年ごろ）は少年によるものであるかを問わず、重大な犯罪が激増していたことや、成人による殺人・強盗殺人に対し死刑選択が極めてなされやすかったこと、また死刑選択が問題になる事件では成人と年長少年を別異に取り扱おうとする姿勢に乏しかったことといった事情から、殺害の計画性がなかったり、乏しかったりするような事件でも死刑が選択されていた。しかし、1960年ごろから1975年（昭和50年）ごろにかけては、社会の安定や高度経済成長によって犯罪が減少しつつあったことから、成人の起こした殺人・強盗殺人でも、死刑選択が以前より抑制されるようになった。少年事件においてもそのような事情に加え、少年法の理念が広く受け入れられ、裁判所も成人と年長少年を区別して取り扱うような姿勢に転じたことや、犯行に至った主観的事情（被告人の貧困・劣悪な家庭環境など）が少年に有利な情状として考慮されるようになったことから、特に殺害の計画性の高い事件についてのみ死刑が選択されるようになり、そうでない事件は死刑が回避されやすくなった。このため、1960年ごろ以前に比べて少年事件に対する死刑判決は減少した。
1975年以降も、国民の平均的な経済状態・家庭状況が向上したことなどから、少年に対する死刑選択にあたっては、以前にも増して被告人の貧困・劣悪な家庭環境などといった情状が考慮されるようになった。そのため本事件以前に少年事件で死刑が宣告され、最終的に確定した事件は、身代金目的で計画的な犯行による事件（正寿ちゃん誘拐殺人事件）や、殺害された被害者が4人に上った事件（永山事件、市川一家4人殺害事件）に限定されていた。宮坂果麻理 (2002) も、「永山判決」から2001年時点までに審理された少年への死刑適用が争われた事件では、「犯行の計画性」「共犯関係における主導的役割」の因子が、死刑選択可否に多大な影響をおよぼしたと考察している。
『AERA』 (1989) は少年法に詳しい識者の「成人の事件だったら、死刑を迷うことはない」という意見を取り上げている。また、『産経新聞』社会部記者の皆川豪志は、死刑適用の可否が審級ごとに分かれた本事件や光市母子殺害事件（いずれも殺害された被害者数は2人）を挙げ、両事件とも成人の犯行なら確実に死刑に処されていたと評した上で、それらの事件で判断が分かれた要因について、司法判断が永山判決（18歳以上の被告人に対する死刑適用基準を示した判例）と少年法の規定（18歳未満への死刑適用禁止、詳細は後述）のどちらを重視するかで揺れてきたためであると評している。

### 第一審
刑事裁判の第一審は、名古屋地裁刑事第4部に係属した。担当裁判官は、裁判長の小島裕史と、伊藤新一郎・柴﨑哲夫の両陪席裁判官である。当時、名古屋地検公判部長を務めていた清水勇男曰く、この裁判部は「量刑が甘い」と言われていたという。
第一審における事件番号は、昭和63年(わ)第486号、昭和63年(わ)第694号、昭和63年(わ)第695号、昭和63年(わ)第696号、昭和63年(わ)第697号、昭和63年(わ)第698号、昭和63年(わ)第876号、昭和63年(わ)第878号、昭和63年(わ)第879号、昭和63年(わ)第880号、昭和63年(わ)第881号、昭和63年(わ)第882号、昭和63年(わ)第908号である。

#### 初公判
名古屋地裁刑事第4部（小島裕史裁判長）で1988年7月18日、6被告人の初公判が開かれた。
罪状認否で、被告人BはX殺害について「謀議には加わっておらず、現場にも行っていない」と主張したが、それ以外の点については大筋で起訴事実を認め、未成年の5人 (K・A・C・D・E) はいずれも全面的に起訴事実を認めた。その後、検察官の冒頭陳述書（60頁、約45,000字）で、残虐な犯行態様が明らかにされた。冒頭陳述が読み上げられていた間、D・Eは泣いていた。
同日の公判後、Kは共犯に送った手紙で「すごい人が来てたね」など、傍聴人の多さに驚く言葉を綴っていた。

#### 審理の経緯
Dの弁護人は、金城埠頭事件のうち第1事件（強盗未遂事件）について、Dが当時Kら5人と行動を共にしており、被害者2人に暴行を加えていた事実は認めた一方、当時の彼女には金品強取の故意はなく、他の被告人らと共謀した事実もなかったとして、同事件について無罪を主張した。しかし名古屋地裁 (1989) は、Dが深夜の金城埠頭という人気の少ない場所で、Cらが木刀を用いて見ず知らずの他人を襲撃し、金品を強取しようとしていることを認識した上で、その行為で奪った金品を自分も分配してもらおうとして、Kら5人と行動を共にしていたことを指摘し、同事件についても共同正犯であることを認定した。
第一審の公判は全24回開かれたが、論告求刑より前に開かれた公判は全14回である。その内訳は、全被告人併合の審理が初公判を含めて3回、そして各被告人ごとに分離された公判が数回で、後に死刑を言い渡されたKについても、分離公判はわずか1回しか開かれなかった。これは、事実関係についてはほとんど争いがなかったためであるが、被告人同士で共謀の時期や関与の程度など、利害が対立する点も見られたため、初公判後は分離公判となった。一連の公判では、重大な結果の責任を巡ってそれぞれの被告人の利害が対立し、それぞれの弁護人が「互いに刺激し合った末の犯行」「主犯の少年に追従しただけ」などといった主張を展開した。
Kは公判で、検察官や裁判官から犯行に至った理由を尋ねられ「格好をつけて冗談半分に言った」と答えたが、検察官から「冗談で人を殺す話をするのか」と追及され、答えに窮するような場面があった。これ以外にも「理屈の通らない言い分」をした被告人が検察官から詰問されて黙り込むような場面が何度かあった。一方、犯人の母親のうち1人は公判で、被害者遺族へ謝罪しに行かない理由を「遺族に合わす顔がない」と弁解したが、これに対し裁判長の小島は「ない顔を合わすのが親でしょう」と声を荒らげていた。また、息子のための情状証人としての出廷を拒否した母親もいた。
Kの弁護人を務めていた白濱重人は、本事件を「どうしよう、どうしようと迷っているうちにあんな結果になってしまった」、すなわち計画性のない少年たちが幼稚な発端から起こしてしまった犯罪であるとして、死刑を宣告されるには値しない事件と捉えていた。その上で、裁判所はKたちが犯罪に至るまでの過程（＝事件の本質部分）を十分に審理するだろうと考え、「求刑は死刑でも、判決は無期だろう」という見立てを立て、もっぱら情状面に力を入れた弁護活動を展開してきた。しかし、後にKに死刑が宣告されたことを踏まえ「弁護活動が甘かった」「我々がそういう問題点をはっきり提示すべきだったし、情状鑑定も申請すべきだった」と反省の弁を述べている。控訴審でKの弁護を担当した多田元は、「司法警察員や検察官が、少年の特性や心理を理解しようとせず、おとなの論理で少年らを追及し、事件を構成して作成した自白調書を裁判所が鵜呑みにした」ことにより、死刑判決が言い渡されたと主張している。また、第一審では被告人らが検察官や裁判官の追及的尋問に対し、事実を述べようとしても単なる言い逃れや弁解と受け取られそうに感じ、十分に事実を供述できなかったと述べている。
一方、名古屋地検はそれまでの公判で、通常1人の担当検事を3人に増員する異例の体制を敷き、襲撃からかなりの時間が経過した後、犯行の発覚を恐れて殺害を実行した計画性や、被害者の首にロープを巻き付け、2人がかりで両端を引っ張りあった残虐性、大高緑地事件前にも金城埠頭事件を起こしている反社会性を重視し、厳しく刑事責任を追及してきた。また、過去に犯行時少年の被告人が死刑に処された38事件との比較や、情状酌量の余地などを慎重に調べた上で、「何の落ち度もない被害者を2日間も連れ回しながら殺害したのは過去にもまれな残虐な犯行」と結論づけ、論告求刑公判直前の1989年1月中旬には名古屋高等検察庁にKへの極刑求刑を打診し、了承を得ていた。名古屋地検の幹部は判決前、田中彰（『朝日新聞』記者）の取材に対し、もしKが死刑求刑から軽減された場合は名古屋高検と協議した上で控訴する方針を表明していた。同地検幹部は判決後、田中の取材に対し「死刑が出る確率は6：4と思っていた」と述べている。

#### 論告求刑
1989年1月30日に開かれた第15回公判で、検察官による論告求刑が行われた。検察官は、主犯格の被告人Kに死刑、A・Bの両被告人に無期懲役、被告人Cに懲役5年以上10年以下の不定期刑（ただし、判決時に成年の場合は懲役15年）、D・Eの両被告人には懲役5年以上10年以下の不定期刑を、それぞれ求刑した。
同日は論告に先立ち、被害者2人の遺族（Xの母親、Yの父親）が検察側の証人として出廷し、それぞれ強い処罰感情を表明、特にYの父親は全員を死刑に処すよう求めた。次いで行われた論告で、検察官は本事件を「まれにみる重大かつ凶悪な犯罪」「まさに集団的な通り魔の犯行」と位置づけ、動機は「遊ぶ金が欲しい」「思い切り暴れてみたい」という反社会的・自己中心的なものであり、酌量の余地がないことを指摘した。その上で、先の強盗致傷などの発覚を恐れたことが殺人・死体遺棄の動機であり、犯行態様も極めて残虐・悪質で、その行為は「人間の皮をかぶった鬼畜の仕業」であると表現した。
また、犯行は極めて計画的で、6人は状況の変化を冷静に読んだ上で犯行を実行したと主張し、被害者に全く落ち度がないこと、遺族らが被告人らに厳罰を望んでいること、社会的影響が重大で模倣性も強いことを、被告人らに共通の情状として挙げ、厳罰を科す必要性があることを強調した。特に、被害者の無念については「無念さは図り知れず、地中から2人の慟哭が激しく聞こえてくるようである。」と形容している。その上で、以下のように各被告人ごとの情状について言及し、「被告人らの刑責は誠に重大だ」と主張した。
K（求刑：死刑）
一連の犯行の首謀者であり、殺害・死体遺棄の実行者。終始共犯者を先導しており、犯行時は19歳6か月で、成人と差がない。少年鑑別所でも反省のない態度を見せていた（前述）。犯罪性向が強固で矯正は不可能であり、少年とはいえ酌量すべき余地は見い出せない。自己の死をもって償わせる以外にはなく、極刑以外に科すべき刑罰はない。
A（求刑：無期懲役） - 死刑を選択の上、少年法第51条の規定を踏まえて無期懲役を適用
中学卒業前から非行を繰り返しており、父親はそれを制止するどころか煽り助長した（前述）。家庭環境は父親の特異な思考にもその原因の一端があって、Aの監督などを到底期待し得ない。一連の犯行全てで実行行為に関与しており、著しく人間性が欠如している。少年鑑別所でも反省の態度が窺えず、18歳未満への死刑適用を禁じた少年法第51条の制約さえなければ、Kと同様に死刑を適用すべきだ。
B（求刑：無期懲役）
事件当時、唯一の成人。犯行を思いとどまることを率先して言い出すべき立場にあったのは最年長であるBだったが、2人殺害の共謀がなされた際、それを制止するどころか「コンクリート詰めにしたらどうか」などと提案している。Xの殺害現場には行っておらず、その実行行為にも関与していないが、その他の実行行為には深く関与しており、K・Aとの情状の差は紙一重に過ぎない。冷酷な性格が顕著である。
C（求刑：懲役5年以上10年以下の不定期刑。ただし、判決時点で成年していれば懲役15年）
母親には看護能力がなく、Cが栄で不良徒輩と交際していることにも気づいていなかった（前述）。Cは2人の殺害現場には行っておらず、Bと同じくK・Aとは情状に若干の差が認められるが、公判で笑いを漏らすなど、反省の念を著しく欠く。公判でも「一生懸命やってもある程度しか昇れない。夢はない」などと平然と供述し、健全な生活を志向して努力しようという姿勢は微塵もない。
DおよびE（求刑：ともに懲役5年以上10年以下の不定期刑）
全体として追従的ではあるが、同性のYを全裸にしてたばこの火を身体に押し付けるなど、言語に絶する犯行を加えた。2人の殺害・死体遺棄の共謀にも加担しており、それを制止するような言動は認められなかった。Dは2人の殺害現場で、被害者たちの悲痛な哀願にまったく耳を貸さず、冷然と殺害行為を眺めていた。Dには謝罪・反省の態度が一切認められず、Eも反省悔悟の念は希薄である。
なお、死刑が刑罰として認められている根拠として「死刑の威嚇力で一般的予防をなし、執行で特殊な社会悪を絶ち、社会を防衛せんとしたもの」と位置づけた1948年（昭和23年）3月12日の最高裁大法廷判決を挙げたほか、1983年（昭和58年）7月8日の最高裁第二小法廷判決（いわゆる永山判決）が示した「罪責、動機、態様、ことに殺害の執拗姓、残虐性、結果の重大性……等を考察したとき……極刑がやむを得ないと認められる場合には、死刑の選択も許される」という基準に照らし、本件はその基準に全て合致していることを主張した。また、6被告人の弁護側が「被告人らは家庭環境に恵まれなかった」と情状酌量を求めていた点については、「被告人と同様かそれ以上に劣悪な家庭環境に置かれていても、立派に成人した者は多数いる。XやYも、被告人とさして変わらない家庭環境にいながら真剣に生きていた。家庭環境で酌量に値すると判断するのでは、2人は死んでも死にきれない」と反論した。その上で、当時の「人命軽視の傾向が強く、殺害を伴う凶悪事件は後を絶たない」社会情勢や、死刑制度の存在（および、国民多数による死刑制度の支持）について言及した上で「凶悪事件については、一般予防及び社会防衛の見地から、死刑をもって望むことを断じてちゅうちょすべきではない。」とも主張している。
被告人たちはほとんど動揺せずに論告を聞いていたが、ウトウトして刑務官に注意された者もいた。

#### 最終弁論
論告求刑公判後、6被告人の最終弁論がそれぞれ個別に行われた。
同年3月3日の公判で、被告人Kの最終弁論が行われ、Kの公判は結審した。Kの弁護側は「論告には誇張が多く、死刑は失当だ」として、以下のような情状を挙げ、Kの量刑を有期懲役に減軽するよう訴えた。
事件の特質
計画性は認められない。精神的に未成熟な6被告人が遊興的に始めた犯行で、集団心理により重大な犯罪に発展した。犯行がエスカレートしていったのは金銭欲からではなく、買ったばかりの車を逃げようとする被害者らにぶつけられ、カッとなったことが原因であり、被告人らの幼稚さを示している。殺害の謀議も、Kが冗談で持ちかけたのが独り歩きしてしまった。
Kの性格
Kは論告で形容されたような「生来の粗暴者」ではない。前科はなく、非行歴も軽微だった。
死刑適用について
犯行時少年であった永山が起こした連続4人射殺事件と比べ、殺害人数が少ないなどの点が認められる。論告が永山判決を引用したのは不当だ。
その後、Kは小島裁判長から最後に言いたいことについて問われると、「被害者2人には申し訳のないことをしました」と答えた。
同月22日の公判で被告人Bの最終弁論が行われ、第一審の公判は全て結審した。同日、Bの弁護側は「Bは殺害謀議を本気と思っておらず、他の被告人に比べ、犯行への関与の度合いは低い」と情状酌量を求めた。

#### 第一審判決
1989年6月28日、判決公判が開かれた。名古屋地裁が宣告した判決は、主犯の被告人Kを死刑、殺害実行犯の被告人Aを無期懲役、被告人Dと被告人Eをともに懲役5年以上10年以下（以上、いずれも求刑通り）に処すものだった。また、被告人Bを懲役17年（求刑：無期懲役）、被告人Cを懲役13年（求刑：懲役15年）に処した。Cは1969年4月26日生まれであり、判決公判時点では既に成年していたため、懲役15年の求刑に対し、懲役13年の刑が言い渡された。公判に出席した検察官は、鈴木則夫である。
名古屋地裁 (1989) は、Dの金城埠頭第1事件における無罪主張（参照）を排斥し、同事件は6被告人全員が関与したものと認定。また、BのX殺害に関する無罪主張も排斥し、検察官の主張通り、Bも同犯行の共同正犯であると認定した（参照）。
その上で量刑面については、6被告人に共通した不利な情状として以下の点を挙げた。
| 概要             | 詳細 |
| ---------------- | --- |
| 犯行態様         | 大高緑地事件の被害者2人に被告人らが「やりすぎた」と自覚するほど強烈な暴行を加え、A・B・Cの3人がYを輪姦するなど、悪質性は高い。大高緑地事件では、暴行によって負傷した被害者2人を長時間連れ回し、将来解放することをほのめかしながら結局は2人とも最終的に殺害しており、以下の点からも執拗かつ冷酷極まりない。 1. Yに対しては、X殺害後に金城埠頭の岸壁から海中に飛び込もうと試みるほど精神的に追い込んだ〈前述〉末、死の恐怖に長時間晒したこと 2. X殺害 - 「殺さないでください」という命乞いに耳を貸さず、無抵抗のXを絞殺したこと 3. Y殺害 - 既に観念し無抵抗状態だったYに対し、Kは「綱引きだぜ」と口にしながら実行行為に及び、Cは笑いすら浮かべて傍観していたこと 4. 両被害者殺害の際、実行犯のK・A両被告人とも「このたばこを吸い終わるまで引っ張ろう」と話し合いながら平然と首を絞め続けたり、実行中再三にわたって被害者の生死を確認した上で、死亡が確認できるまで首を絞め続けて殺害した点 |
| 犯行動機         | 強盗未遂・強盗致傷は遊興費欲しさや、他人に暴行脅迫を加えて快感を得ようとの欲求に基づく反社会的なものであり、殺人・死体遺棄についても大高緑地における強盗致傷・強盗強姦の犯行が発覚することを防ぐためである。後者は自己保身のため、他人の生命などまったく省みないという被告人らの態度の発現であり、いずれも酌量の余地はない。 |
| 結果の重大性     | 金城埠頭事件では被害に遭ったアベック2組の車がそれぞれ著しく損傷され、第2事件では10万3,000円が強取されたほか、被害者2人にそれぞれ1週間の怪我を負わせており、その結果は決して軽いとはいえない。そして大高緑地事件では、X・Yの両被害者から計28,000円を奪った上、そのかけがえのない生命を奪ったものであり、その結果が極めて重大であることは言うまでもない。 X・Yとも家族から深い愛情を注がれ、将来は理容師として大成する希望に燃えていた矢先、被告人らの凶行によって非業の死を余儀なくされた。XはYを被告人らのもとに残したまま殺害され、Yも先にXが殺害されたことを知り、丸1日恐怖にさらされながら殺害されたものであり、両名の生前における苦痛・無念さは、察するに余りあるものと言わねばならない。 |
| 犯行の計画性     | 犯行はいずれも計画的である。 1. 金城埠頭事件では、第1事件を起こす前に準備を行っており、それが未遂に終わるや否や再び謀議・準備の上で第2事件を起こした。 2. 大高緑地事件でも、犯行前に改めて謀議した上で、ナンバープレートを隠して強盗致傷・強盗強姦の犯行に臨んでおり、計画性が認められる。殺人・死体遺棄についても「オートステーション」で謀議した上で、被害者2人を絞殺するための凶器としてロープを購入し、死体遺棄のための穴掘り用にスコップを用意するなど、これまた計画的である。 |
| 事件の社会的影響 | 本事件は深夜早朝にわたって見ず知らずの男女を次々と急襲した、いわば通り魔的犯行であり、何ら関係のない一般市民もいつ何時被害に遭うかもしれないという社会不安を生じさせた。また、欲求不満に駆られるまま暴行を働き、金品を強取するといった犯行態様は、その模倣性が高く、各犯行の社会的影響は極めて大きい。 |
| 被害感情など     | 殺害されたX・Yの両名を含む被害者6人に何ら落ち度は認められない。 金城埠頭第2事件で強盗致傷の被害に遭った男性は一時は殺されると観念しており、同事件の被害女性や、第1事件で強盗未遂の被害に遭った2人も、彼と同じく多大な恐怖を覚えた。彼らはいずれも、6被告人への厳罰を望んでいる。 大高緑地事件の各被害者の遺族らの無念さも甚大なものがあり、被害感情の深刻さもとりわけ深く、彼らは示談を遂げながらもなお（後述）6被告人に極刑を臨んでいる（前述）。 |

一方、Kらは精神的に未成熟な少年であることや、唯一成人していたBも20歳に達したばかりの若年であり、暴力団の先輩格だったKに終始追従する形で行動していたことを挙げた。その上で、一連の犯行によって被害者らに与える損害や重大性を必ずしも十分に認識していない未成熟な少年たちが集団を形成し、相互に影響・刺激・同調し合った末に犯行に至ったことを、6被告人の刑責を量定する上で有利に斟酌すべきとして、以下のように各被告人個別の情状について検討した。
| 被告人（事件当時の年齢） | 不利な情状 | 不利な情状 | 有利な情状 | 有利な情状 |
| ------------------------ | --- | --- | --- | --- |
| 被告人B（20歳1か月）     | 窃盗の前歴を有し、暴力団に加わるなど反社会的性向も窺われるところであり、刑事責任は重大である。 | 窃盗の前歴を有し、暴力団に加わるなど反社会的性向も窺われるところであり、刑事責任は重大である。 | 以下の点から、本件において主導的な役割があったとはいえない。 - 殺人の共謀ではK・Cらの提案に対し積極的に発言することなく、終始うなずく形で同調していたにとどまる。 - X殺害の現場にはおらず、現場に居合わせたY殺害の際にも実行行為には直接関与してはいない。 過去に誠実に稼働していた時期がある。また、Yの遺族らとの間で示談が成立し、公判でも終始反省の態度を示すなどしている。 | 以下の点から、本件において主導的な役割があったとはいえない。 - 殺人の共謀ではK・Cらの提案に対し積極的に発言することなく、終始うなずく形で同調していたにとどまる。 - X殺害の現場にはおらず、現場に居合わせたY殺害の際にも実行行為には直接関与してはいない。 過去に誠実に稼働していた時期がある。また、Yの遺族らとの間で示談が成立し、公判でも終始反省の態度を示すなどしている。 |
| 被告人K（19歳6か月）     | 犯行の積極的実行行為者であり、金城埠頭事件・大高緑地事件とも首謀者的地位にあった。以下の点を併せ考えれば、その刑責は誠に重大である。 - 一連のアベック襲撃事件では強盗の犯行を最初に提案し、急襲する標的の男女を指示した。 - 殺人・死体遺棄の共謀でも率先して方法を提案した。被害者2人 (X・Y) を殺害した後も平然と煙草の吸殻を拾うなど、罪証隠滅工作をしている。 - 保護観察中に犯罪を犯したり、家庭裁判所で不処分決定が出ると予定されていた就職先を嫌って直ちに暴力団に戻るなど、犯罪性の根深さが窺える。 - 少年鑑別所でも反省しているとは思えない態度が散見された。 | 犯行の積極的実行行為者であり、金城埠頭事件・大高緑地事件とも首謀者的地位にあった。以下の点を併せ考えれば、その刑責は誠に重大である。 - 一連のアベック襲撃事件では強盗の犯行を最初に提案し、急襲する標的の男女を指示した。 - 殺人・死体遺棄の共謀でも率先して方法を提案した。被害者2人 (X・Y) を殺害した後も平然と煙草の吸殻を拾うなど、罪証隠滅工作をしている。 - 保護観察中に犯罪を犯したり、家庭裁判所で不処分決定が出ると予定されていた就職先を嫌って直ちに暴力団に戻るなど、犯罪性の根深さが窺える。 - 少年鑑別所でも反省しているとは思えない態度が散見された。 | - 犯行時は薗田組を離脱して鳶職として働いており、無為徒食していたわけではない。 - 犯行後、Eと2人で殺害した被害者2人に思いを致して涙を流したり、拘置所移監後には母親との面会の際に涙を流すなど、反省の態度も芽生えている。 | 公判で反省していることを述べている。 |
| 被告人C（18歳10か月）    | 以下および左の点から、その刑責は重大であると言わざるを得ない。 - 殺人・死体遺棄の共謀では、Kの被害者2人を殺害する提案に対し、積極的に支持する発言をし、凶行に向けて集団意思を形成するのに重大な役割を果たしている。殺人の共謀直後、自身が所属していた暴力団の所用でKと別れてからも、Kは再三Cとの連絡を試みており、その精神的役割は重大であったというべきである。 - 大高緑地事件ではY姦淫を提案した。 - 恐喝の前歴があり、犯行時は暴力団組員だった。 | 少年鑑別所で官本に落書きするなど、反省しているとは思えない態度が散見された。 | - 殺人・死体遺棄の現場には居合わせていない。 - Cの母親と遺族との間で示談が成立している。最近に至っては母宛の手紙の中で反省の態度を示している。 | 公判で反省していることを述べている。 |
| 被告人A（17歳）          | Kとともに被害者2人殺害の実行犯であり、以下および左の点から、その刑責は重大であると言わざるを得ない。 - Kと同様、2人を殺害した後に平然と煙草の吸殻を拾い集めるといった罪証隠滅工作をしている。 - 共謀成立後あるいはX殺害後もYを弄ぶなどしている。 - 14歳未満のころに窃盗を犯した前歴を有している。 | 少年鑑別所で官本に落書きするなど、反省しているとは思えない態度が散見された。 | Kと同様、犯行時は薗田組を離脱して鳶職として働いており、無為徒食していたわけではない。 | 公判で反省していることを述べている。 |
| 被告人D（17歳7か月）     | Yらに対し残忍な暴行行為におよんでいることや、左の点から、その刑責は重大であると言わざるを得ない。 | - 金城埠頭第2事件後、自分の分け前が少なかったことから大高緑地で再び強盗を行うことを提案した。 - 犯行時は暴力団組員と同居し、無為徒食していた。 | 殺人・死体遺棄の共謀の際は、単にうなずく形で同意の意思を表したに過ぎず、それらの犯行現場でも実行行為には直接携わっていない。 | 両親とともに被害者遺族との間で示談が成立しており、公判でも反省の態度を示している。 |
| 被告人E（17歳1か月）     | Yらに対し残忍な暴行行為におよんでいることや、左の点から、その刑責は重大であると言わざるを得ない。 | 過去に無免許運転で検挙されたにもかかわらず、再び無免許運転をしている。 | 殺人・死体遺棄の共謀の際は、単にうなずく形で同意の意思を表したに過ぎず、それらの犯行現場でも実行行為には直接携わっていない。 | - 幼少期から劣悪な生育環境で閉鎖的性格を形成していたことから、精神的に未熟さが残っている。犯行時Kに終始追従していたのも、その性格や生育環境に一因があったと認められる。 - 犯行後、Kとともに被害者たちのことを思って涙を流し、少年鑑別所入所後も毎日2人の冥福を祈っている。弁護人宛の手紙や公判では反省の態度を示している。                                                     |

以上の事情を総合した上で、K・Aの両被告人については「罪責は誠に重大」として、彼らにとって有利な情状や、可塑性に富む少年に対する極刑の適用は特に慎重であるべきことを考慮しても、Kは死刑に処すほかないと結論づけた。また、Aについても死刑を選択したが、少年法第51条の規定を適用して無期懲役に処した。他の共犯4人については、それぞれの刑事責任の重大さや各種の事情を総合し、有期懲役刑に処した。
判決前はKの矯正可能性に対する評価が量刑を左右するものとして注目されていたが、判決は「精神的に未熟な少年が相互に刺激しあい同調しあって起こったもの」と認定した一方、「犯罪性が根深い」として矯正の可能性については言及しなかった。一方で死刑適用にあたっては、死刑選択の可否について一応の基準を示した「永山判決」を引用したものと明言したわけではないが、『判例時報』 (1990) は名古屋地裁が「永山判決」の判示内容と同様の立場から死刑選択の可否について検討した上で、K・Aの両被告人に対して死刑を選択するという結論を出した可能性を指摘している。
Kの母親は息子に死刑判決が言い渡された際に泣き伏していたが、彼女の隣の席で傍聴していたのは被害者Yの父親だった。

##### 女子高生コンクリート詰め殺人事件の第一審判決との対比
控訴審初公判前の1990年（平成2年）7月19日には、同じく少年による凶悪犯罪として社会に衝撃を与えた女子高生コンクリート詰め殺人事件の被告人4人に対し、東京地裁刑事第4部が第一審判決を言い渡していた。裁判長は、後に名古屋高等裁判所の裁判長として本事件の控訴審を担当した松本光雄である。
同判決は犯行が極端に残虐で執拗・非人間的なものであり、4被告人の刑事責任を重大とした一方、その残虐性をエスカレートさせた最大の原因は少年らの精神的に未熟な人格にあると指摘。被告人の更生可能性を酌み、主犯格の被告人（事件当時18歳）に懲役17年（求刑：無期懲役）などの刑を適用した。その後、同事件の控訴審（東京高裁）では主犯に懲役20年などの刑が言い渡され、確定している。主犯格の被告人は、第一審の最終意見陳述でKへの死刑判決について言及した上で「私はそれ以上の罪を犯していると思い、眠れない日もあります」と述べている。
この判決は「少年法の趣旨を十分くんだ結果」と評された一方、一般からは求刑段階でも「軽すぎる」という批判の声が上がっており、判決後には裁判所や検察庁に対し「軽すぎる」との多数の投書や電話が寄せられていた。板倉宏（日本大学法学部教授）は、同判決と本事件の第一審判決を比較し、それぞれの量刑に差が出た理由として、本事件では犯人たちに（殺害前に凶器のロープを購入するなど）被害者たちに対する確定的な殺意があり、殺害された被害者の数も2人であった一方、コンクリート事件では犯人たちには「死ぬかもしれない」という未必の殺意しかなく、殺害された被害者数も1人であったことを挙げている。また多田元は、名古屋地裁は本事件の審理で「科学的に事件を解明して適正な量刑をすべく審理を尽したとは言い難い」「結果の重大性や外見的な残虐性に目を奪われて、「常識」では了解しがたい事件の本質を「常識」で切って捨てた」と主張した一方、コンクリート事件の審理では東京地裁が「常識では理解し難い重大な問題性を胚胎している」として、「共犯少年の相互の関係を前提として、犯罪精神医学から見た、本件一連の犯行に至った心理機制」についての鑑定を実施しており、そのような両地裁の審理方針の違いが事実認定や量刑判断の緻密さに顕著な差をもたらしたと考察している。

###### 控訴
死刑を言い渡されたKの弁護人である白濱重人は判決後、少年への死刑適用は慎重であるべきだという「法曹界の常識」に反し、判決は「客観面」だけで死刑を選択しており、生い立ち・生育歴・情状面など「主観面」に対する考慮が欠如していることや、Kの矯正可能性に対する言及がないこと、そして集団犯罪であることへの言及が少ないことなどから、判決に不服の意を表明。Kは同年7月7日付で、名古屋高裁へ控訴した。懲役17年を言い渡された被告人Bも事実誤認・量刑不当を理由に、同月11日付で控訴した一方、名古屋地検もBについて翌12日付で控訴した。
一方、A・C・D・Eの4被告人は控訴せず、いずれも同月13日付で判決が確定した。

##### Kの反応
福島章は、死刑求刑以前は「どうせ大した刑にはなるまい」と思っていたKが、死刑求刑を受けた段階で急に食事が喉を通らなくなったと述べている。
Kは死刑判決を言い渡されて以降、面会に来た母親に対し「もう疲れた」「もう（死刑で）いい」「交通事故にでも遭ったと思って、おれのことはあきらめてくれ」などという自暴自棄な言葉を吐くようになり、「死刑も怖くない」と開き直るような言動も取っていた。また、控訴審の最中にも裁判で闘うことに疲れたことや、死刑判決が維持されることを予感して自暴自棄になったことから、母親に対し「もう、これ以上がんばれないから、先に死ぬよ」と言っていた。そのような言動の真意について、Kは関係者や、死刑廃止運動家の高田章子に対し、以下のように手紙に綴っている。
このような態度を取っていた息子に対し、Kの母親は「あなたが死刑になるなら、私はあなたより先に逝かせてもらう」という旨を言っていた。また、「自分が死刑になれば、自分は楽になるけれど、それは本当に罪を償ったことにならない。生きていくことが、本当に罪を償うことになるんじゃないのか」などと繰り返し諭し、これを受けたKも投げやりな態度から一転して「頑張ってみる」と話すようになった。K本人も関係者への手紙で、そのような母親の姿から、被害者や遺族の真情を自分なりに考えるようになった旨を述べている。また、第一審判決後からは被害者2人の遺族に手紙を書き始め（後述）、控訴審判決直前には、どのような判決内容であろうと生きている限り謝罪し続けることを記した手紙を遺族に送っている。

### 控訴審
控訴審は名古屋高裁刑事第2部に係属した。事件番号は平成元年(う)第262号で、裁判長は初公判では本吉邦夫が、1995年（平成7年）7月19日の第22回公判から判決公判までは松本光雄が担当した。
Kの弁護団は第一審で死刑判決を言い渡されたことを受け、第一審では2人だった弁護人を5人に増強し、約1年をかけて控訴趣意書を執筆するなど、死刑判決破棄を勝ち取るべく入念に準備を進めていた。当初結成されたKの弁護団（以下「第一次弁護団」）のメンバーとして、控訴趣意書を連名で執筆したのは、水谷博昭・多田元・加藤毅・鈴木次夫・白濱重人の5人で、主任弁護人は水谷である。控訴趣意書は330ページにおよぶ大冊で、1990年6月15日に提出された。また、公判中の1991年（平成3年）3月には、教師や弁護士、親ら約120人で構成された「東海非行問題研究会」（代表：愛知県立大学教授・山田正敏）が、本事件を特集した研究誌『非行問題研究』（#雑誌記事）を発刊した。多田は同誌への寄稿で、事件の少し前にKが共犯の少女 (E) に対し、シンナーをやめるよう忠告し、彼女の誕生日に指輪を贈るなどしたところ、少女がシンナーをやめたというエピソードを挙げ、「単独なら著しい性格の偏りがあるとは認められない」と死刑判決に疑問を呈していた。一方、名古屋高検検事の秋山富雄は控訴趣意書に対する答弁書を提出した。
被告人Bについては、弁護人（稲垣清）が控訴趣意書を執筆・提出した。一方、名古屋地検検事の友野弘はBに関する控訴趣意書を執筆し、名古屋高検検事の川瀬義弘がこれを提出した。
事実認定に関してほとんど争いがなかった第一審とは異なり、控訴審では量刑のみならず、共謀が成立した時期や犯行の計画性の有無など、事実関係に関しても争われた。名古屋高裁の訴訟指揮に反発したKが、弁護団を二度にわたって解任したことなどから審理は長期化し、初公判から結審までに約6年を要したが、第一次弁護団の一員である多田は審理が長期化した一因として、検察官が証拠調べにことごとく反対し、事件の真相解明に非協力的な態度を取ったと主張している。

#### 当初の審理
控訴審初公判は1990年9月12日に開かれた。同日はKの第一次弁護団5人が、以下のような内容の控訴趣意書を朗読した。
計画性・残虐性の否定
殺害の共謀が成立したのは、拉致直後に立ち寄った「オートステーション」（原判決の認定）ではなく、それから丸1日後に訪れた「すかいらーく」である。互いに虚勢を張り、迎合し合った末に思わぬ展開になって殺害に至った。殺害に計画性はない。
量刑など
「本件は被告人Kが単独で犯した犯罪ではなく、女子2名を含む少年ら6名の非組織的集団による犯罪であり、しかも被告人Kにおいては集団そのもの及び他の共犯者らからの刺激を強く受けて本件犯行に陥ったものであった以上、その集団がどのような性格を有するものであったのか、Kは他の共犯者をどのように意識し、その言動をどのように理解していたのか、といった点について十分審理が尽されるべき……」
「にもかかわらず、原判決は、本件に関する煽情的なマスコミ報道の中にあって、本件犯行の結果の重大性・態様の悪質さのみに目を奪われた結果、本件を少年事件として冷静に審理することを忘れたあげく、被告人Kら少年の鑑別結果を軽視し、また情状鑑定その他専門的、科学的な調査分析を怠った結果、本件犯行の基本的性格についての認識を欠いたまま、共謀の成立時期、犯行に至る経緯、動機等、判決に影響を及ぼすべき重要な事実についての認定を誤り、しかも被告人Kの量刑判断に際し、被告人が犯行に至った経緯、動機、矯正可能性の有無・程度といった重要な情状要素についての分析を怠り、あるいはその評価を誤り、もってKに対して極刑である死刑を言い渡した」 — Kの第一次弁護団による控訴趣意書、真神博 (1990) 
原判決は事件の原因となった少年の未熟な人格、集団心理への理解・検討が不十分で、結果の重大性にのみ目を奪われ、未熟なゆえに暴走した少年犯罪の特性を理解していない。未熟な少年を保護する少年法の趣旨を判決に生かすべきだ。
死刑違憲論
欧米など世界各国では死刑廃止が進んでいる。死刑は残虐な刑罰を禁じた日本国憲法に違反している。
同年11月5日に開かれた第2回公判では、検察官がKの控訴趣意書に対する答弁書を朗読し、「アベック2人を殺害する謀議が成立したのは明らか。少年犯罪に対し未熟さ、幼稚さなどの理由で寛刑に処すべきではない」「当時少年とはいえ、2人を殺害した首謀者として死刑は当然」と述べ、控訴棄却を求めた。次いで、Bの弁護側と検察側がそれぞれ、Bに関する控訴趣意書を朗読した。Bの弁護側は「殺害の共謀成立は一審判決の認定よりも後で、被害者2人のうちX殺害の合意がされた当時、Bは別行動を取っていた」として、X殺害については無罪を主張した。一方で検察官は、Bについて「犯行は悪質な上、BはK同様に年齢相応以上に実社会の裏側を経験していて、未成熟とは言い難い」とした上で、「犯行グループの最年長として犯行の重要な役割を担った」と主張、第一審における求刑通り無期懲役に処すよう求めた。

#### Kが弁護団を解任
初公判以後、1991年8月末まで6回にわたり、K・B両被告人に対する被告人質問が行われた。Kは第3回公判（1991年1月28日）で被告人質問を受けた際、以下のような趣旨の手記を読み上げている。
また、Kは「事件を自分なりにより深く理解する」ため、共犯者の証人尋問を強く希望した。Kの第一次弁護団は、Kらが「バッカン」の企図から予想を超えた殺人という結果に至った心理の過程を、事件経過に即して解明することが必要と考え、そのためには共犯者全員の尋問と情状鑑定が必要不可欠であると主張。既に刑が確定していた共犯4人を証人として申請するとともに、その4人を含む犯人6人全員の心理鑑定を行うよう求めた。特に後者は、原判決について「事件の原因となった少年の未熟な人格と集団心理への理解、検討が不十分だった」との理由から請求していたものだった。また、前者については同年10月7日の第9回公判で、「殺害の共謀が成立した時期は原判決の認定より遅く、犯行に計画性はない。そのような点を証明するため、共犯4人を証人として採用することが必要だ」とする意見書を提出している。第一次弁護団はそれらに加え、Kの母親も情状証人請求していた。
しかし、K・B両被告人に対する被告人質問を終えた同年10月21日の第10回公判で、本吉裁判長はそれらの請求をいずれも「必要ない」と却下し、それに対する弁護側の異議申立も退けた。その訴訟指揮に反発した弁護側は「裁判官のおざなり姿勢は受け入れられない」と裁判官忌避を申し立てたが、本吉はそれも直ちに却下し、次回第11回公判［1992年（平成4年）1月21日］で最終弁論を行って結審することを決めた。本吉による裁判官忌避申立却下決定に対し、第一次弁護団は同月23日付で、名古屋高裁に異議申立を行ったが、名古屋高裁刑事第1部（柴田孝夫裁判長）は同日25日付で、「第一次弁護団による異議申立には理由がない」「訴訟遅延を目的とするもので、刑事第2部の決定は正当」として、同申立を棄却する決定を出した。なお、第一次弁護団は証拠調べ請求却下決定に対する異議申立棄却決定に対し特別抗告したが、1992年10月14日付で最高裁第一小法廷から棄却決定［事件番号：平成4年(し)第98号］が出されている。主任弁護人の水谷はこのような訴訟指揮に対し、重大事件でありながら被告人質問以外の実質審理が行われていないとして不服の意を示し、「裁判所は最初から結果を決めていたとしか言いようがない」と不満を露わにしていた。また、『日本経済新聞』名古屋版では、第一審で死刑判決を言い渡された被告人の控訴審で、実質審理が殆ど行われないまま結審することは異例と報じられている。
第一次弁護団は次善の策として、第11回公判でKの母親に対する証人尋問と、Kの被告人質問を行う方針を出した。名古屋高裁もそれを認め、最終弁論は1992年2月以降に行うことを決めた。しかし1991年12月下旬、Kは白濱に対し、第一次弁護団全員を解任することを連絡し、名古屋高裁に全員の解任届を提出した。解任の連絡を受けた白濱はKに面会し、説得を試みたが、Kは「共犯者を調べるなど、事実調べを尽くしてほしい。こういう状態の裁判では納得できない」と解任の意向を変えなかった。
その後、Kは新たな弁護人として、安田好弘（第二東京弁護士会）を選任した。また、安田以外に新たな弁護人1人が選任され、同年7月28日から控訴審が再開されることが決まった。
控訴趣意補充書提出を経て、後述の加藤・赤羽に対する鑑定などの依頼以降には、解任した第一次弁護団に属していた弁護人のうち3人も、それぞれ弁護人として再任され、彼ら5人による第二次弁護団が編成された。控訴趣意書補充書を執筆したのは、第一次弁護団に属していた水谷と、舟木友比古・安田の両名である。第一次弁護団から再任されたメンバーの1人である多田元は、『法律時報』1993年2月号で取り扱われた「少年事件研究会レポート」として、控訴審の中間報告を寄稿している（#参考文献）。第二次弁護団の一員だった安田は、Kが控訴審の時間をかけた審理を通じ、自身の犯した罪の重さや、被害者遺族に大きな悲しみを味わわせたことに気づいたと述べている。

#### 加藤鑑定
名古屋高裁は情状鑑定に消極的だったため、第二次弁護団は元家裁調査官の加藤幸雄（日本福祉大学助教授）に対し、私的鑑定として非行臨床心理学の立場から行った犯罪心理鑑定を依頼し、その鑑定書（以下「加藤鑑定」）に基づいた控訴趣意補充書を提出した。鑑定人である加藤は、この「加藤鑑定」の目的については「共犯者各人の人格理解を基礎に、共犯者相互の人間関係を明らかにし、本件及びそれに関連する事案に至る犯行の心理機制について、主として、非行臨床心理学の立場から解明するよう努めた」と説明している。その上で、鑑定結果については以下のように述べている。
また、Dは「加藤鑑定」の際に事件当時の心境を振り返り、当時は周囲に迎合していたことや、自分に都合の良い考えしかしておらず、他人の行動まで考えていなかったことに加えて、以下のようなことも述べている。
第二次弁護団は「加藤鑑定」に加え、同じく元家裁調査官である赤羽忠之（東洋英和女学院大学教授）に対し、Kの矯正可能性に関する情状鑑定書の作成を依頼し、証拠請求した。加えて法医学の観点から、Kらの捜査段階における殺害状況に関する供述と、被害者の遺体の状況との矛盾の有無などを追求すべく、内藤道興（藤田保健衛生大学教授）に鑑定を依頼した。一方、「加藤鑑定」の取り調べに検察官が同意しなかったため、同書の作成の真正を立証するため、1992年12月からは加藤の証人尋問が開始されていた。
また、「計画性はなく、未成熟な少年少女たちが集団心理の中で起こした事件である」という主張を立証すべく、先に有罪が確定した共犯4人全員を証人申請するとともに、Kらの心理鑑定を実施するよう求めた。加藤・赤羽の両名に対する証人尋問に続き、共犯3人 (D・C・A) に対する尋問が行われた。彼ら3人は「加藤鑑定」の結果を知らなかったが、後述の第三次弁護団は、彼らの証言内容と加藤鑑定の内容が一致していたことや、彼らは刑に服しながらも「オートステーション」における共謀認定に納得していないことや、捜査段階から第一審段階を通じて真相を述べることが困難だったことなどを証言した、という旨を述べている。
Dは当時の取り調べや裁判の状況について、取り調べ開始当時は自分の言い分を黙って聞いていた担当刑事が、上司から耳打ちされて次第に自分の主張を信じなくなったり、怒鳴り声を上げたりするようになったため、「もう何を言っても一緒だ」という諦めの気持ちを抱き、裁判でもそのような心境が続いていたことや、弁護士を含めて大人たちへの不信感があったことから、刑事に誘導されたように証言すれば「みんな納得してどならないで済むのかな」と思いながら証言していたと述べている。また、Cは取り調べで「違うだろう」「本当はこうだろう」と言われると言い返したり、自分の意思をそのまま言い続けたりすることができず、自暴自棄にあって捜査機関側に迎合した供述をしていたことや、裁判でも取り調べでうまく説明できなかったことや、「やってしまったことに対する責任は取らなければ」という意識から、「裁判でどうなろうとそれに従おう」と思い、事実関係について争わなかったが、当時のように周囲に流されるのではなく、自分の事件に対し向き合うため、誠実に証言しようと思ったと述べている。
一方で残る1人 (E) の尋問と心理鑑定は却下されたが、弁護団はそれらの訴訟指揮を受け入れた。「加藤鑑定」は私的鑑定であるため、それに伴う制約を免れるため、第二次弁護団は再三にわたって名古屋高裁に鑑定の申請を行っていたが、同高裁は「鑑定申請を採用しても、『加藤鑑定』以上のものは期待できない」との理由から、申請を却下した。

#### Kが再び弁護団を解任
1994年（平成6年）5月に第21回公判が開かれ、同年度中の結審が見込まれていたが、Kは訴訟指揮に反発。同年末、弁護団に対し「審理不十分」を訴える手紙を出し、同年12月21日付で、弁護団全員（5人）を解任した。このため、審理は再び中断することとなったが、Kは当時『FRIDAY』編集部宛に送った手紙で「納得のいく裁判をやってもらって私たち6人が起こしてしまった今回の事件を本当に理解してもらう事が出来ればたとえどんな判決がでても刑罰に対しては一切文句を言わない」と訴えていた。一方でYの父親は当時、Kが弁護団を解任したことによってなかなか結審しなかった公判の経過に対し「時間を稼いでいけば死刑廃止の風潮になっていき、無期懲役にしてもらえるという考えがあるのでは」と苛立っていた。1995年（平成7年）3月30日、内河恵一・村田武茂の両弁護士が、それぞれKの国選弁護人として選任された。内河は当時、刑事訴訟の経験が少なく「無理だ」と感じたことから、いったんは依頼を辞退したが、親しい関係にあった村田からも声をかけられ、弁護を引き受けることを決意した。さらに同年7月5日、雑賀正浩が3人目の国選弁護人に就任し、同月19日の第22回公判から審理が再開された。
内河・村田・雑賀の3人からなる第三次弁護団は、基本的に第二次弁護団による弁護方針を踏襲し、彼らができなかった「最後の仕上げ」を行った。第21回公判から同日までの間に、第三次弁護団は第二次弁護団の申請に基づいてなされた共犯3人に対する尋問の結果に基づき、改めて計画性のない場当たり的な犯行であることを強調した。その後、結審までに公判手続更新の際の意見陳述や、内藤・加藤・Kの母親らへの各証人尋問、K・B両被告人に対する被告人質問を行った。また、雑賀はKに対し「自分の命が奪われることになって、初めて他人の命というものに向き合ったんだろう」という印象を抱き、たびたび「生きて償いたい」と述べていたKに対しては「君の言う償うとは具体的に何をすることなのか」「その答えを深めないと、死にたくないというだけに聞こえる」と諭している。

#### 最終弁論
1996年（平成8年）9月26日（第33回公判）から27日（第34回公判）にわたり、両被告人側と検察側による最終弁論が行われ、控訴審は結審した。
まず、Bの弁護側は260ページにおよぶ最終弁論要旨で、殺害など一連の犯行の共謀は、Bも居合わせた「オートステーション」ではなく、Bのいなかった「すかいらーく」で成立したことや、被害者2人を連行したのは拉致監禁のためではなく、襲撃の際に壊れたグロリアの修理の話をつけるためである旨などを主張した。また、殺害の計画性も否定し、グロリアの修理代金を捻出するため「男は殺す」「女は売る」などと当初冗談で出た話が、2人を連れ回すうちに集団の中で少年たちが虚勢を張り合う微妙な心理状態に追い込まれた末に、急に2人を殺すことに決まったという旨を主張した。
次いでKの第三次弁護団も、殺害の共謀は「すかいらーく」で成立した旨を主張した上で、本事件は共犯6人のうち5人が少年であることから、少年事件として捉えるべきだと主張。共犯の少年らが希薄な人間関係の中で弱みを見せまいと虚勢を張り続けた結果、当初は冗談で口にした2人の殺害を実行するまでに追い込まれたことを主張し、殺害の計画性を否定した。また、第一審における弁護活動（事実関係はほとんど争わず、情状面を重視）には反省点があったことを認めた上で、「少年に対する死刑は極力避けるべき」という「基本的な量刑思想」を念頭に置く必要があると主張し、原判決は殺害に至った経緯や事実認定などを洞察しておらず、量刑も不当であることを主張した。Kは人間的に成長しており、矯正可能性が認められることも訴え、原判決破棄と寛大な判決を求めた。
一方で検察官は、「まれにみる凶悪・重大な犯行で、Kは事件の首謀者であり、冷酷無比な言動に生来的な性格の一面を認められる」と主張し、控訴棄却を求めた。特に検察官は、Xの父親が事件のショックで生きる気力を失い、事件から3年後（第一審判決後）に死亡したこと（後述）などを挙げ、「その哀れさは両被告人の量刑に反映されなければならない」と主張した。また、Bについても原判決を破棄し、無期懲役とするよう求めた。

#### 控訴審判決
1996年12月16日、名古屋高裁刑事第2部で控訴審判決公判が開かれた。同高裁は被告人Kを死刑、被告人Bを懲役17年（X殺害は有罪）とした原判決を破棄自判し、被告人Kを無期懲役、被告人Bを懲役13年（X殺害は無罪）とする判決を言い渡した。公判に立ち会った検察官は河野芳雄である。
宮坂果麻理 (2002) は名古屋高裁 (1996) の判決理由を分析し、Kへの死刑が回避された理由について、「永山判決」で示された因子のうち「前科（Kには粗暴犯の前科がないこと）」「犯行後の情状（Kは事件後に反省の態度を深めており、矯正可能性が残されていること）」や、同判決以降の少年に対する死刑求刑事件で重要視されている「犯行の計画性」の不存在といった点が重視されたと考察している。

##### 量刑理由
名古屋高裁 (1996) は、Bの弁護側による事実誤認の主張について検討し、原判決で被害者2人殺害などの共謀が成立したとされていた「オートステーション」での謀議より後に、「すかいらーく」でKらが真意に基づいてXらを解放していた事実などに照らし、「オートステーション」における共謀成立に合理的な疑いが残ることを指摘。殺害の共謀はB不在の「すかいらーく」で成立したことを認定し、Bが立ち会っていないXの殺害については無罪と認定した（前述）。
その上で、量刑理由については以下のように両被告人にとって不利な事情を列挙した。
犯行動機
遊興費や刺激欲しさに「バッカン」を企て、他人の痛みや生命すらも意に介さず一連の犯行を敢行しており、斟酌すべき事情はない。
犯行態様
一連のアベック襲撃は計画的なものであり、犯行態様は目に余るほど悪質・危険かつ無軌道なものである。大高緑地事件では負傷した被害者2人を長時間に渡って連れ回した挙句、犯行発覚を恐れて殺害しており、殺害方法も残虐というほかない。
結果の重大性
大高緑地事件では社会一般の通常人の感覚ではとうてい理解できない暴挙により、何の落ち度もない年若い2人（Bについては1人）の尊い生命が奪われた。その結果の重大性は、本件の量刑にあたり重視されるべきものである。金城埠頭事件でも2組のアベックに対し、物心両面におよぶ看過し得ない被害を与えた。
被害感情・社会的影響
殺害された被害者2人の精神的・肉体的苦痛の激しさや無念さには言うべき言葉もない。双方の親族も捜査段階から現在に至るまで、Kへの死刑など厳罰を強く望んでおり、事件が地域社会におよぼした衝撃的な不安・影響の強さも無視できない。
しかしその一方で、一連の犯行は原判決でも指摘されたように、被害者らに与える損害や重大性を必ずしも十分に認識していない精神的に未成熟な少年らが集団を形成し、相互に影響・刺激・同調しあって起こしたものであることを「被告人らに共通の、斟酌すべき情状の主要点」として挙げた。その上で、被告人らはいずれも不遇な環境で生育し、他人の痛み・苦しみへの認識・理解に欠けるすさんだ生活体験を経ていたことから、集団を形成すると冗談と本気が無造作に飛び交い、実行に突っ走る危険性を秘めていたことを指摘。一連のアベック襲撃は計画的なものであった一方、X・Yの殺害などの犯行は「当初の予測を超え、エスカレートして行われたもので、稀にみる残酷で重大な結果をもたらした事件」ではあるが、別個の機会に犯意を新たにしながら殺人を反復した事案とは異なり、「バッカン」を起因とした約45時間にわたる軟禁の継続中に順次敢行された一連の流れに属する犯罪であることや、当時17 - 20歳の被告人たちが被害者らを拉致して連れ回すうちに、自らが引き起こした事態の適切な解決方法を選択できないまま、次第に自縄自縛の状態に陥っていった末に起こした犯行であるとも言えることから、「社会的に未成熟な青少年らの、短絡的な発想からの、無軌道で、思慮に乏しい犯行といえる性格を帯びており、綿密な計画に基づいて周到な準備を行い、これを冷徹に遂行した犯罪と評価すべき側面は見出しがたい。」と評価した。
そして、Bについては積極的に「バッカン」に加担したことを「強く責められるべき」と断じ、Y殺害の際にK・Aの2人による殺害行為を手助けしたことや、彼らとともに被害者2人の死体遺棄を実行した点については「共謀の加担のみにとどめ、実行行為への参加を意識的に回避した〔C〕に比べ、〔B〕の、殺人という重大事件への自己規制の弱さ、情性の鈍さを示すものにほかならず、その刑責は重いといわなければならない。」と非難した。しかしその一方で、Kに追従的だったことやX殺害の共謀に加担していないこと、Y殺害の実行行為の分担を暗黙裡に拒んだこと、不遇な生い立ちを抱えながら自立を目指して努力していた時期もあったこと、犯行後から判決時点までに反省の度を深めていることなど、斟酌すべき諸事情も総合し、懲役13年の量刑が妥当であると結論づけた。

##### Kの死刑回避の理由
続いて、名古屋高裁 (1996) はKに対する量刑を検討した。まず、Kは「バッカン」を最初に提案して事件の契機を作り、各犯行では集団の動きを事実上リードしており、他の者たちもKの行動を受容・追従していたことを挙げ、「〔K〕が首謀者的地位にあったことは明らか」と認定した。その上で、BやCが殺人の実行行為の分担を嫌がったとはいえ、自ら年下のAと共に被害者2人の殺害行為を実行したことについては「人間性に欠ける、残酷な行為を積極的に重ねた責任は重く、前記のような、犯行の動機、態様、重大な被害結果及び遺族の被害感情の厳しさ等を考慮すれば、〔K〕に対しては、極刑をもってその罪の償いをさせるべきであるとの見解に、相当の根拠があることは否定できない。」と判示した。
弁護人による死刑違憲論の主張については、累次判例を理由に退けたほか、「犯行時、年長少年であった者について、矯正可能性が十分に認められる場合には、死刑を適用することは許されない」といった主張についても検討した。名古屋高裁 (1996) は、それぞれKと同じ19歳の少年が犯した凶悪犯罪である永山事件の第一次上告審判決（いわゆる「永山判決」：1983年7月8日）や、市川一家4人殺害事件の第一審・控訴審判決（後述）について言及した上で、前者判決が「罪責が誠に重大であって、罪刑の均衡の見地からも一般予防の見地からも極刑がやむをえないと認められる場合には、死刑の選択も許される」という基準を示し、被告人の生育歴や精神的未成熟などを考慮して無期懲役とした控訴審判決を破棄差戻していることや、後者事件の各判決も被告人の矯正可能性までは否定しなかったものの、犯行の残虐さや身勝手な動機、結果の重大性などから被告人への極刑を許容していることを挙げ、「矯正可能性の有無」については「年長少年についても、罪刑の均衡を検討する際の、行為者側の主観的量刑因子のひとつに止まるものとみるべきである。」と判示した。また、弁護人の「〔遺族の〕極刑を望むという個人的応報感情を、死刑選択の積極的な理由にすることは、不当である」という旨の主張については、「永山判決」で死刑選択の基準の重要な量刑因子として「遺族の被害感情」が挙げられていることを理由に退けた。
しかしその一方で、事件当時は暴力団を脱退して鳶職として働いており、粗暴犯の前科前歴がないことや、鑑別結果でも凶悪犯罪への危険性を窺わせる著しい性格偏奇は指摘されていないことを挙げ、一連の犯行の悪質性などを踏まえても、原判決が判示したように「犯罪性が根深い」と断定することには疑問が残ることを指摘した上で、Kには矯正可能性が残されていることを肯定した。また、本事件は「精神的に未成熟な青少年の、無軌道で、場当たり的な、一連の集団犯罪」であることを踏まえ、Kは当初から被害者2人を殺害することを確定的に決意していたわけではなく、Cの出方次第では2人に口止めをした上で解放することを考えていたことや、実際に一時的とはいえ自らの真意に基づいて2人を解放したことを「斟酌できる情状のひとつ」と認めた。
また、KがCに殺害への加担を要請したものの協力を得られず、Aと2人だけで被害者2人を殺害して埋めることを決意して弘道会の墓地に赴いたにもかかわらず、Xを殺害した際に不安・恐怖に駆られ、死体を車のトランクに入れて現場から逃げ出し、あちこち車で回った後、Cのアパートに立ち寄ったり、Bを呼び出してY殺害への加勢を求めていたことなどを「〔K〕が、殺人という行為の重大性を強く感じていたことをうかがわせるもの」と指摘し、「人の生命に対する畏敬の念を持たず、平然と殺人の実行行為を重ねたものと評価することには、若干の疑義を入れざるを得ない。」という見解を示している。そして、犯行後に反省の態度が芽生えており、6年余りにおよんだ控訴審の公判過程でも人の生命の尊さ、本件の重大性や一審判決の重みを再認識し、反省の度を深めていることも指摘した。
名古屋高裁 (1996) は以上の諸事情を総合した上で、死刑は「究極の刑罰」であり、各裁判所が最高裁の「永山判決」で示された死刑適用基準を踏まえ、重大事犯について「死刑の適用をきわめて情状が悪い場合に限定し、その是非を厳正かつ慎重に検討している現況」に鑑みれば、Kに対しては「無期懲役をもって、矯正による罪の償いを長期にわたり続けさせる余地がある」と結論づけた。

##### 判決への反響
同日夕方に同判決を報じるニュースが、当時Kが収監されていた名古屋拘置所内のラジオで流れた際、Kが収監されていた階とは別の階にあった複数の独房から立て続けに拍手が起きた。拍手をした者たちはいずれも、死刑囚（死刑確定前の被告人を含む）だった。拘置所内では私語に限らず、自分の房の中を自由に歩くことも禁止されており、拍手は懲罰対象となりうる行動だった。Kはこの出来事を後日、刑務官などを通じて知ったが、以下のように述べている。
一方、内河は「〔Kは〕無期懲役で、ずっと荷物を背負う責任を負うことになった」と、厳粛な心境で判決を受け止めていた。また、判決後には高裁や後述のように最高裁判所への上告を見送った名古屋高検には抗議の声が相次ぎ、「少年なら何でも許される風潮を生みかねない」と判決を疑問視する声も多く上がった。
なお、同判決の約5か月前（同年7月2日）には東京高裁第2刑事部が、Kと同じく19歳で殺人を犯した市川一家4人殺害事件（強盗殺人の被害者3人、殺人の被害者1人、その他にも傷害・強姦・強姦致傷・強盗強姦などの余罪あり）の被告人である男Sに対し、死刑を言い渡した第一審判決（千葉地裁：1994年8月8日宣告）を支持し、原判決に対するSの控訴を棄却する判決を宣告していた。名古屋高裁は、この東京高裁判決や「永山判決」について言及した上で、「重大事犯につき、死刑の適用をきわめて情状が悪い場合に限定し、その是非を厳正かつ慎重に検討している現況にかんがみれば」という表現をしている。その点について言及した『判例時報』 (1997) は、市川一家4人殺害事件（被殺者4人）と本事件（被殺者2人）の被害者数の違いも踏まえた上で、「本判決も、右東京高判の事案については死刑選択もやむを得ないほど重大であると考えており、本件の事案にはこれとは区別すべきものと考えているのであろうか」と考察している。
- 宮澤浩一（中央大学教授）も、本事件と市川一家4人殺害事件で死刑適用の可否が割れた要因は被殺者数の違いである可能性を指摘している[25]。
- また、伊藤博道（『中日新聞』社会部記者）や久保田正（『朝日新聞』）は「永山判決」や市川一家4人殺害事件の控訴審判決で、年長少年（18歳・19歳）への死刑適用を容認する動きがあったことを指摘した上で、今回の判決がそれに一定の歯止めをかけたと評している[46][402]。
- 『読売新聞』中部本社社会部記者の三戸慶太は、本事件と市川一家4人殺害事件の控訴審で死刑適用可否の判断が分かれた理由を考察し、裁判所が「永山判決」で示された死刑適用基準（永山基準）のどの項目を重視するか次第で判断が異なってくることを指摘している[403]。

Sはその後、2001年（平成13年）12月に最高裁で上告棄却の判決を言い渡されて死刑が確定、それから16年後の2017年（平成29年）12月19日に東京拘置所で死刑を執行されている。犯行時少年の死刑確定・執行は、いずれもSが永山以来である。

#### 判決確定
判決後、名古屋高検次席検事の吉川亘はKについて「犯行当時少年であった点を考慮しても、犯行の残虐性などからすれば死刑相当事案」とした上で、「犯行の悪質さや結果の重大性、遺族の感情を思うと、裁判所の判断に疑問を感じる」とコメントしていた。名古屋高検は最高検と上告について協議したが、上告理由は憲法違反や判例違反、法律解釈の誤りなどに限定されている一方、同判決に関する不服点は事実認定上の問題であることから、同高検は同月26日に上告断念を決めた。
検察官・両被告人側の双方とも、上告期限の1997年（平成9年）1月6日までに最高裁へ上告しなかったため、Kは無期懲役、Bは懲役13年の刑がそれぞれ確定した。確定日付は、同月7日付である。

##### 確定後の量刑傾向
本判決に前後して、東京高裁でも甲府信金OL誘拐殺人事件（1996年4月）・つくば妻子殺害事件（1997年1月）と、それぞれ死刑を求刑されていた被告人に無期懲役判決が言い渡されていたが、いずれも検察官の上告はなされていなかった。石塚伸一は、当時は本事件のように死刑求刑事件で無期懲役刑が言い渡されても検察官が上訴しなかったり、検察官が死刑求刑に謙抑的になったりしていたことを述べ、その背景として1980年代に死刑再審無罪が4件（免田・財田川・松山・島田）続いたことや、1980年代末から1990年代初めにかけて3年4か月間にわたり死刑執行がなく、死刑廃止の潮流があったという時代背景を挙げている。また土本武司も、裁判所で無期懲役が言い渡された死刑求刑事件の場合、検察官は仮に上告してもその成果が実る確率が乏しいため、上告を差し控えることが多かったと評している。当時、最高検察庁刑事部長を務めていた堀口勝正も、当時は死刑をなるべく回避する裁判傾向があり、それに対し検察内部で諦めの空気が漂っていたという旨を述べている。
しかし1997年2月、福山市独居老婦人殺害事件で強盗殺人罪に問われた被告人（過去に強盗殺人を犯して無期懲役に処され、仮釈放中に再犯）に対し、広島高裁が「反省悔悟の情が認められる」と再び無期懲役の控訴審判決を宣告したことを受け、堀口は「国民が納得できない」と上長の土肥孝治（検事総長）に上告を進言、無期懲役の量刑を不服とする永山以来戦後2件目の上告がなされた。検察はこれを皮切りに、1998年（平成10年）1月までに控訴審で無期懲役を言い渡された死刑求刑事件5件を対象に「連続上告」を行ったが、この「連続上告」を境に、殺人事件の全判決数に対する死刑判決の件数が上昇したことが判明している。「連続上告」の対象となった国立市主婦殺害事件の上告審判決（1999年11月29日）で、最高裁第二小法廷は無期懲役を言い渡した原判決を支持して検察官の上告を棄却したものの、同判決が死刑回避の理由として挙げた被告人の人間性（事件後に良心に苛まれて自殺を考えたことなど）、劣悪な生育環境、被害者への謝罪の意思などといった「主観的事情」については、被告人に有利なものであっても過度に重視すべきではないという判断を示している。安田は一連の「連続上告」について、国立事件と同じく第一審の死刑判決が控訴審で無期懲役になった本事件が上告対象になっていない点を挙げ、検察当局の意図に疑問を呈している。
また2004年 - 2005年にかけては、従前ならば死刑が回避されていたとされる被害者1人の殺人事件（群馬女子高生誘拐殺人事件・三島女子短大生焼殺事件）でも、控訴審で逆転死刑判決（第一審の無期懲役判決を破棄）が言い渡されており、これらの判決が「厳罰化」の象徴として取り上げられていた。このような流れの要因について、村上満宏は厳罰を求める被害者遺族の活動が活発化した影響を指摘しており、安田は「裁判官の意識が『迷った時は無期』ではなく『死刑』に変わってきた」と指摘している。

###### 少年事件の死刑適用可否に対する控訴審判決の影響
1999年4月に発生した光市母子殺害事件の第一審で、山口地裁（渡邉了造裁判長）は2000年（平成12年）3月22日、事件当時18歳の少年だった被告人の男Fに対する検察官の死刑求刑を退け、Fに無期懲役の判決を言い渡した。同判決中で山口地裁は量刑を検討するため、「永山判決」以降で「殺害された被害者が二名以上で、年長少年に対する死刑の適否が問題となった裁判例」として、市川一家4人殺害事件の第一審・控訴審判決や、本事件の控訴審判決を挙げた上で、それぞれ以下のように言及している。
検察官は同判決を不服として控訴したが、広島高裁（重吉孝一郎裁判長）は2002年（平成14年）3月14日に控訴棄却の判決を宣告した。しかし同判決を不服とした検察官が上告したところ、最高裁第三小法廷（濱田邦夫裁判長）は2006年（平成18年）6月20日、控訴審判決を破棄して審理を広島高裁に差し戻す判決（第一次上告審判決：以下「濱田判決」）を言い渡した。最高裁は同判決で、「永山判決」で示された死刑選択基準を引用した上で、同事件については被害者2人の生命が奪われた結果の重大性、犯行動機の悪質さ、犯行態様が冷酷・残虐であること、遺族の被害感情、社会的影響などといった観点から「被告人の罪責は誠に重大であって、特に酌量すべき事情がない限り、死刑の選択をするほかないものといわざるを得ない。」と判示している。その上で「特に酌量すべき事情」の有無について検討し、原判決および第一審判決が酌量すべき事情として掲げた事情については、それぞれ以下のように判示している。
「殺害について計画性がないという点」について
被告人は、強姦という凶悪事犯を計画し、その実行に際し、反抗抑圧の手段ないし犯行発覚防止のために被害者らの殺害を決意して次々と実行し、それぞれ所期の目的も達しているのであり、各殺害が偶発的なものといえないことはもとより、冷徹にこれを利用したものであることが明らかである。（中略）
……本件において殺害についての計画性がないことは、死刑回避を相当とするような特に有利に酌むべき事情と評価するには足りないものというべきである。 — 判決理由、最高裁第三小法廷 (2006) 
Fが事件当時18歳30日の少年であることなどについて
少年法51条（平成12年法律第142号による改正前のもの）は、犯行時18歳未満の少年の行為については死刑を科さないものとしており、その趣旨に徴すれば、被告人が犯行時18歳になって間もない少年であったことは、死刑を選択するかどうかの判断に当たって相応の考慮を払うべき事情ではあるが、死刑を回避すべき決定的な事情であるとまではいえず、本件犯行の罪質、動機、態様、結果の重大性及び遺族の被害感情等と対比・総合して判断する上で考慮すべき一事情にとどまるというべきである。 — 判決理由、最高裁第三小法廷 (2006) 
その後、差戻控訴審では2008年4月22日に死刑判決（第一審判決を破棄自判）が言い渡され、同判決に対しF側が上告したが、2012年2月20日に最高裁第一小法廷（金築誠志裁判長）が上告棄却の判決（第二次上告審判決）を宣告。同判決に対する訂正申立も同年3月に棄却されたため、死刑が確定している。「永山判決」（1983年）からこの第二次上告審判決までの間に、死刑を求刑された少年事件では、殺害された被害者数が4人の3事件で計5人（永山事件・市川一家4人殺害事件の各被告人と、木曽川・長良川連続リンチ殺人事件の被告人3人）の死刑が確定していたが、2人を殺害した少年に対する死刑確定は、光市事件が初めてだった。
- 『日本経済新聞』は第二次上告審判決や、前年の2011年（平成23年）3月に言い渡された木曽川・長良川連続リンチ殺人事件の上告審判決（当時18歳・19歳だった被告人3人の死刑が確定）の結果を踏まえ、裁判所がそれまでの裁判傾向とは違い、犯行時少年の被告人に対する死刑適用可否の判断にあたっては被告人の年齢をことさら重視しない姿勢を取るようになったと評している[430]。
- また、2016年（平成28年）には、光市事件と同じく18歳で2人を殺害した石巻3人殺傷事件（2010年発生）の被告人に対し、最高裁が一・二審の死刑判決を支持して被告人側の上告を棄却する判決を宣告したが、『中日新聞』 (2016) は同判決も濱田判決に沿った判断を示したと評している[431]。

###### 裁判傾向の変化に対する評価
永田憲史は光市事件について、それまでの判例が死刑選択の判断の際に重視してきた「殺害の計画性」が見られないことから、従来の基準からすれば死刑よりも無期懲役が科されやすい事件であった旨を指摘している。また、差戻控訴審で死刑が言い渡された際には、光市事件よりも本事件の方が悪質と言える部分もあることを指摘した一方、それにもかかわらずFに死刑が言い渡された背景として、判決で指摘されたFの反省心の欠如に加え、「犯罪被害者への関心の高まり」「少年事件や性犯罪に対する厳罰化の流れ」の存在を指摘している。
濱田判決の判断について、土本は「永山基準」で示された従来の枠組み（誰が考えても死刑以外に選択肢がない場合のみ死刑を適用できる、とする考え方）とは異なり、犯罪の客観的側面が悪質な場合は原則として死刑を適用すべきであり、特に酌量すべき事情がある場合に限って死刑を回避するという考えを示したものと評している。『読売新聞』の記者から取材を受けたある刑事裁判官は、被害者2人の少年事件については「従来の基準で言えば、無期懲役相当というのが裁判官の一般的な感覚だった」と述べているが、濱田判決はその従来の量刑判断とは異なるものであり、前田雅英（首都大学東京法科大学院教授：刑事法）はこのような判断が下された背景にあった事情として「強姦など女性に対する犯罪への重罰化の流れ」「死刑適用拡大の流れ」「少年事件に対する世論の厳しさ」「犯罪被害者に対する世論の高まり」を挙げている。諏訪雅顕は死刑が回避された本事件を例示した上で、少年事件に対する死刑適用の可否の判断に当たっては、被告人の可塑性に伴う矯正可能性が極めて重視されており、本事件のように「通常の成人事件と比較して、犯行態様の悪質性や複数殺人により結果が重大」な事件でも死刑を回避する場合が多いことを指摘。その上で、濱田判決については従前の判例の基準に比して厳しい判断であることを指摘している。
『中日新聞』は2011年、濱田判決を「死刑求刑された少年事件で、最高裁の判断の分岐点となった判決」と評しているほか、2016年にも「永山判決」で「犯人の年齢」が死刑適用判断に当たって考慮すべき要素の1つとして挙げられて以来、法曹界には「犯行時未成年の被告〔人〕に対し、死刑適用を抑制する流れ」が存在していたが、「年齢は死刑を回避すべき決定的な事情とはならない」とした濱田判決がその流れを変え、それ以降は少年に対する死刑求刑事件でも犯行の悪質性を重視する裁判傾向に変わってきたと評している。

## 事件後の被害者遺族
控訴審の途中までKの弁護を担当していた多田は、被害者遺族の心的外傷に対するケアや、被害回復の社会的援助を受けられていないことを心残りとして挙げ、被害補償・心的外傷ケアなどを含めた犯罪被害者救済制度の整備が必要であると主張している。

### Xの遺族
Xの父親は名古屋市南区で理髪店を経営していたが、事件で跡取りとなるはずだった息子を失い、息子に継がせるために改装したばかりの店を閉店。家族とも離散し、自動車部品会社に勤めていたが、事件で生きる気力を失っており、事件から3年後の1991年3月、中村区内のアパートで孤独死している。最期は部屋で発作を起こして倒れたままの状態で、遺体は約2か月後に発見された。
Xの母親（2018年時点で愛知県内在住）は『中日新聞』の取材に対し、犯人たちについて「息子を返してくれない限り、絶対に許すことはない」と語っており、Kから届いている謝罪の手紙についても「中身は毎年、同じことの繰り返し。捨てている」と語っている。

### Yの遺族
Yの両親は事件後、それまで住んでいた家を売却した。その後、Yの母親は1997年11月に病死した。
Yの父親は控訴審の公判中、『FRIDAY』記者の田村康の取材に対し、自分が生きている間は犯人たちを憎み続けていくだろうと述べている。また控訴審判決後には、「本来は〔Kは〕死刑であるべきだ」とした上で「死刑にしてしまえばそれで区切りがつくが、長い刑に服することも死刑に相当するのではないか、とも思う」と述べたほか、『週刊新潮』の取材に対しては以下のように述べている。
また、Yの父親は2003年までに服役中の犯人たちから謝罪の手紙を複数回受け取り、犯人の1人に対してはXの父親の連絡先を調べて教えてやったり、犯人たちに励ましの言葉をかけたりしていたが、K以外の犯人やその家族たちの大半からは謝罪や賠償金の支払いを受けることはできず（#損害賠償請求および#その他の共犯5人も参照）、中尾幸司の取材に対し、彼らに対する強い怒りや失望の念を吐露している。
彼は中尾から取材を受けた2003年8月時点では子供たち一家と一緒に暮らしていたが、2009年（平成21年）時点では名古屋市近郊のアパートで1人暮らしをしており、主犯Kと文通をしている（後述）。彼はK宛に送った手紙（作業報奨金に対する礼状）で、妻に先立たれてから心臓・胆嚢・腰・膝の手術を繰り返し、長期入院もしたことを述べている。

### 損害賠償請求
被害者2人 (X・Y) それぞれの遺族は1988年11月下旬、名古屋簡易裁判所に損害賠償請求調停申立を行い、犯人およびその家族を相手取り、被害者それぞれの両親に対し各2,000万円（計8,000万円）を支払うよう求めた。その申立にあたり、彼らは犯罪被害者やその家族に対し支給される国からの一時金（犯罪被害者等給付金）の受給を断念している。請求額は、Xの遺族が計4,926万3,459円、Yの遺族は計5,218万3,026円で、請求申立にかかった諸費用（弁護士費用や諸経費、印紙額16万7,300円など）はすべて彼らの実費負担であった。彼らはこのような調停を申し立てた理由について、「お金が欲しいからではなく、犯人や、その親たちが、いつまでも事件のことを忘れず、少しでも償いをして欲しいという気持ちから調停に応じたものである」という旨の心情を述べている。また、Yの父親は中尾幸司の取材に対し、金の問題ではなく、「本人たちに罪の償いをさせたい、罪の意識を持ち続けてほしい」ためであると述べている。
この調停は第一審判決前に成立した。本来の調停額は、Xの両親が計3,551万円、Y家が5,551万円であったが、2003年8月時点までに調停額以上の額を支払ったのはKの両親とDの両親のみで、多くの加害者およびその親族は調停に応じなかったか、支払いの約束を反故にしており、同月時点で実際に遺族に支払われた賠償金総額は、Xの両親が各798万6,500円（本来の調停額の約半分）、Y家が1,572万9,000円（同じく3分の1未満）である。
| 犯人名 | 確定刑                   | 本人 | 支払額                                                                       | 両親 | Xの両親への支払額                                        | Y家への支払額                                               |
| ------ | ------------------------ | --- | ---------------------------------------------------------------------------- | --- | -------------------------------------------------------- | ----------------------------------------------------------- |
| K      | 無期懲役                 | 本人たちはそれぞれ第一審で死刑や無期懲役を言い渡され、最終的に無期懲役が確定。将来の出所を前提にできず、調停不調。 | Yの父親に対し、刑務所内での作業報奨金を送付（後述）                          | 退職金やローンを利用し、1999年（平成11年）5月までに右記の金額を支払った。 | 調停額： 各500万円 - 実際の支払額： 1,064万円（+64万円） | 調停額： 各1,000万円 - 実際の支払額： 1,071万円 （+71万円） |
| A      | 無期懲役                 | 本人たちはそれぞれ第一審で死刑や無期懲役を言い渡され、最終的に無期懲役が確定。将来の出所を前提にできず、調停不調。 | 0円                                                                          | 息子の公判や加害者家族の集まりなどにまったく姿を見せず、賠償金支払いの意思も見せなかった。父親は2001年ごろにタクシー会社を退職して妻とともに同社の寮を退寮、音信不通となっている。 | 0円                                                      | 0円                                                         |
| B      | 懲役13年                 | X家とは調停不調となり、Y家とは賠償金2,000万円を支払うことで調停に応じたが、出所後も音信不通となり、全く支払いに応じていない。 | 0円                                                                          | 親権を放棄しており、調停交渉にも応じていない。 | 0円                                                      | 0円                                                         |
| C      | 懲役13年                 | 以下の額をそれぞれ出所6か月後から支払うことで調停したが、全く支払いに応じていない。 - Xの両親 - 各500万円 - Y家 - 1,000万円 | 0円                                                                          | 調停不調 | 0円                                                      | 0円                                                         |
| D      | 懲役5 - 10年（不定期刑） | 以下の額を支払うことで調停。 - Xの両親 - 約300万円 - Y家 - 600万円 出所後の1996年5月から母親を通じて両家への分割支払を始めたが、2003年8月から遡って数か月間は未払いのままで、被害者家族やその代理人に対する通告もなしに住居を変更した。 | - Xの両親 各73万7,500円（-各37万5,000円） - Y家 125万5,000円（-70万円）      | Xの両親、Y家それぞれに対し、右記の調停額通りに完済。 | 各115万5,500円                                           | 231万円                                                     |
| E      | 懲役5 - 10年（不定期刑） | 以下の額を支払うことで調停。 - Xの両親 - 約250万円 - Y家 - 500万円 出所後の1996年4月から支払いを始めたが、未完済のまま被害者側への通告なしに住居を変更した。                                                                            | - Xの両親 各12万4,000円（-各98万8,500円） - Y家 22万4,000円（-200万1,000円） | 父親が以下の額を支払うことで調停したが、2003年8月時点で未完済である。 - Xの両親 - 各110万円 - Y家 - 220万円                                                                        | 各97万円（-各13万円）                                    | 194万円（-26万円）                                          |

## 犯人らのその後

### 獄中における主犯K
1997年、無期懲役が確定したKは岡山刑務所に収監された。それ以降、家族以外との面会や文通はできなくなっていたが、2006年（平成18年）5月の法改正により、外部の支援者などに手紙を出すことも可能になった。しかしそれ以降も、面会できる人物は原則として、あらかじめ刑務所側に登録されている親族や知人などに限定されている。Kは裁判中に知り合った友人（弁護人の関係者）に対し、手紙で「死刑にならずに生きていることに申し訳なく思う」「どこまでいっても償えない罪をしっかり背負って生きていくしかありません」と述べている。
獄中における服役態度は良好で、Kは刑務作業での事故、所内でのトラブルがない「1類」の模範囚として高い優遇区分を受けており、刑務所内では金属加工工場で、NC旋盤を操作する作業を担当している。主にトラクター・自動車の部品加工が中心で、新幹線車両の部品に用いられる精密加工品を製造することもあるという。
中尾幸司によれば、Kは2003年時点でキリスト教に帰依し、毎日被害者のために祈りを捧げていたという。また、2002年（平成14年）以降は通信教育で高校の勉強を始めていた。Kは2015年（平成27年）8月26日、運動中にくも膜下出血を起こして倒れ、丸1日意識を失い、生死の境をさまよった。それから2週間、刑務所外の病院に入院しており、医師の見立てでは「回復したとしても後遺症が出る可能性が高い」というものだったが、結果的に日常生活に支障をきたすような後遺症は残らず、2016年（平成28年）5月には刑務作業に復帰している。Kは佐藤大介の取材に対し、意識を失った際に自身の死を悟ったことや、この出来事がきっかけで自身が殺めた被害者も含めて命の重みを強く実感し、被害者の無念を一層考えるようになったということを述べており、『中日新聞』の取材に対してもこの出来事がきっかけで、初めて被害者2人の恐怖を想像できたという旨を述べている。その後、2021年（令和3年）5月に佐藤が6年ぶりに岡山刑務所を訪れた際は、Kは顔色が良く元気そうだったという。
Kは佐藤に対し、「社会復帰」を目標としていることを語っており、そのためには刑務所内で安定した生活を送り、自らの罪や被害者に向き合うことや、被害者遺族に対しては金銭的な面も含めて一生かけて償い続けることが必要であると述べている。佐藤もKの家族が仮釈放後に身元引受人になることを明言していることを踏まえ、Kを「仮釈放を現実のものとして望みをつなげる、数少ない無期懲役囚」と述べている一方、2016年時点では岡山刑務所から仮釈放された無期懲役囚がほとんどいないことや、2009年に法務省が無期懲役囚の仮釈放に関する運用を見直し、服役期間が30年を超えなければ仮釈放の審査を受けられなくなったこと、その審査でも仮釈放不許可の判断を下される人物が多い（特に、Kのように被害者が複数人になる事件ではかなりハードルが高い）ことを指摘している。実際、犯行動機や結果が悪質だったり、「前科・前歴、動機などから、同様の重大事件を再び起こす可能性が特に高い」などと判断された事件、またKのように死刑求刑に対し無期懲役判決が確定した事件などは、検察により「マル特無期事件」として指定され、仮釈放に際して特別に慎重な審理を求める運用がなされているという報道がある。K自身も佐藤の取材に対し、「必ず出られる日が来ると信じて」服役生活を送っている一方、「審査も厳しく、出るのは簡単じゃないと思います」とも述べている。
Kは2017年（平成29年）に職業訓練で、人生で初めてパソコンを扱い、簿記3級の資格を得たほか、知人宛ての手紙でも社会復帰を目標としていることを綴るようになった。また、同年12月には、自身と同じく19歳で殺人を犯して第一審で死刑判決を受け、最終的に死刑が確定した市川一家4人殺害事件（1992年発生）の少年死刑囚に刑が執行されたことを獄中で知り、その感想として「人ごととは思えなかった」「生きていることへの感謝と申し訳なさを感じた」と述べている。また佐藤の取材に対しても、死刑執行のニュースを知るごとに「もしかしたら、自分も同じ立場になっていたかもしれない」と強く意識していることや、もし時代が違えば自分も死刑になっていただろうということを語っている。Kの母親も同じく、もし息子が2009年時点で判決を受けていれば死刑になっていただろうという旨を述べている。
Kと文通を行っている死刑廃止運動家の高田章子は、Kが刑務所に対し、遺族宛の詫び状を出すことを希望したところ、「示談が成立しているので、その必要はない」と言われても粘り強い交渉の末に手紙・作業報奨金を送るための特別発信許可を得て、Yの遺族と文通を行うなど、著しく矯正している姿を目の当たりにしてかなり驚いたことを述べた上で、その要因としてKの弁護人・両親の影響や、名古屋拘置所にいた死刑囚たちがKの控訴審判決時に拍手を送ったことなどを指摘している。控訴審で第三次弁護団の一員としてKの弁護を担当した内河恵一・雑賀正浩は、控訴審判決から20年以上が経過した2022年時点でも毎年のようにKからはがきを受け取っている。一方でインターネット上では2022年時点でも、Kに対する厳しい言葉が多く溢れている。

#### Yの遺族との交流
Kは岡山刑務所に移監されて5年目の2001年（平成13年）以降、刑務作業で得た「作業報奨金」の一部を、被害者2人の遺族宛ての手紙に添え、謝罪文を送り続けている。2016年時点で、Kは遺族宛に年2回、作業報奨金から現金を送っている。
2005年3月、Yの父親から獄中のK宛に初めての手紙が届いた。その内容は供養代への礼と、更生への努力を願う内容で、翌2006年12月には「大変だなと思いますが、罪は罪として向き合うよう願っています」という手紙が届いている。
殺人事件の被害者遺族と加害者の文通は極めて異例とされ、KとYの遺族の交流は修復的司法の一例として報じられている。
2008年（平成20年）1月、Yの父親は中国地方更生保護委員会（広島県広島市）に対し、Kの社会復帰を促す内容の手紙を出しており、直後にはKに対しても、贖罪の気持ちを永遠に忘れず持ち続けるよう求める手紙を送っている。Yの父親は同年、共同通信社の取材に対し、Kについて「決して許さないが1人の人間として接している」と話している。また2009年には佐藤大介の取材に対し「（文通は）あくまで個人と個人のこと。死刑廃止などの運動に利用されたくない」と強調しており、『西日本新聞』の取材に対しても「千枚通しで刺し殺そうと思ったこともある」「許したわけではない」と述べている一方、「あいつも刑務所できつい生活をしている」「あいつもいずれ社会に出てくる。改心してもらわんと困る」とも述べている。一方のKも佐藤の「自分がもし被害者の遺族だったら、犯人に対してYの父親のように接することはできないのではないか」という旨の質問に対し、「それが遺族の方の気持ちだと思っています」と肯定の答えを返している。また、2022年に『報道特集』（TBSテレビ）の取材を受けた際にも、もし自分が被害者だったら自分の母親は加害者を許さないだろうと述べている。
このような交流は佐藤が執筆した『世界』2009年8月号で取り上げられたが、同記事を読んだ東大阪集団暴行殺人事件の主犯格である男（2011年に死刑確定）は、同誌を差し入れた岡﨑正尚に対する手紙で、自身は被害者遺族に謝罪文を送っただけでKのように継続的な弁済ができていないことを綴った上で、「一度死んだ人間」（＝一度死刑判決を受けたという意味）であるKのように、「二度死んだ人間」である自身も変わっていきたいという決意を述べている。

#### 他事件犯人との交流
2007年（平成19年）3月以降、Kは安田の仲介を受け、当時広島高裁で差戻控訴審を受けていた光市母子殺害事件の被告人Fと文通をしていた。安田は当時、Fの主任弁護人を務めていた。
安田は差戻し前の上告審で死刑を求めて上告した検察官の上告趣意書に対する答弁書を提出した際、「〔光市事件〕より犯情が悪いにも関わらず無期懲役が適用された事例」として、Kに対する控訴審判決に言及した上で、Kが「生きて償う」、すなわち「何時までも贖罪の心を忘れることなく被害者のことを思い謝罪を続ける」「それを通して再び人間としての信頼を取り戻していく」ことを目指し続けていることを挙げ、Fが更生可能であることを主張した。また、安田ら弁護団は、差戻し審に当たって提出した意見陳述書の中でも、FがKの生き方に触発され、償いや反省とは何かを深く考えるようになったことを挙げている。安田率いるFの弁護団はこの裁判で、Kの更生を示すことにより、Fにも更生の可能性があることを示そうとして、Fの公判にKを証人申請したが、この申請は却下されている。『週刊文春』は、Fが同年4月に安田やK宛に送った手紙で、Kを「K先輩（原文は本名）」と呼び、広島拘置所での生活ぶりや亡母のことのほか、「いじょうきしょうの中で生きゆく少年・少女がいじょうでないはずがなく」「誰がオレたちをばとうできる？それはかぎられた人のみに許されし特権だ」などという内容を綴っていた旨を報じている。
Kは高田宛の手紙で、自身の過去の言動を踏まえた上で、Fについて「多くの人々は彼に反省を求め過ぎではないだろうか。もちろん彼も犯した罪の重さを理解、認識して反省しなければならないが、逮捕や裁判ですぐにそれができるぐらいなら初めから事件を起こさないだろう」という旨を記しているが、高田はこれについて「自分はKのようなケースを知っていたから、Fも彼のように早く反省すべきだと期待していたことに気付かされた。彼は一朝一夕で見違えるほどに更生したのではなく、長い時間をかけて獄中で思い、考え、行動し、被害者遺族を含むさまざまな人々との関係性も変えていく努力をしたからこそ、自分自身を変えていけたのだと認識させられた」という旨を述べている。

#### Kの家族
中尾幸司 (2004) によれば、Kの父親は2000年ごろから膠原病で寝たきりになった。同書によれば（2003年8月時点で）「最近、入院したばかり」とのことだったが、佐藤大介 (2021) によれば彼は2002年、61歳で病死している。
Kの家族は、2003年時点でも中川区内で暮らしており、母親（同年時点で57歳）は85歳になる自身の父親（Kの母方の祖父）の面倒を1人で見つつ、年1回ほど息子の下へ面会に訪れていた。彼女は夫（Kの父親）の退職金で被害者遺族への賠償金（前述）を完済したが、中尾幸司の取材に対しては息子が出所するとは考えていないこと、もし出所するならば償いをさせるつもりであることなどを述べている。また、息子と面会するたびに被害者遺族に償わなければならないことを繰り返し諭していたという。
Kは2021年（令和3年）5月に佐藤と面会した際、新型コロナウイルスの蔓延により母親が面会に来れなくなったと語っている。

### その他の共犯5人
一方、B・C・D・Eの4人は2003年（平成15年）までに刑期を終え、それぞれ刑務所を出所したものの、彼ら4人もその親族たちも、誰も被害者遺族のもとへ謝罪に訪れることはなかった。その現状について、KはYの父親宛の手紙で「裏切り」と表現している。
Cは2000年（平成12年）ごろに岡山刑務所を出所し、中国地方のある都市に住み着いた。2002年（平成14年）には10歳年下の女性（事件のことは知らない）と結婚し、彼女との間に娘を儲けている。Cは出所から約3年後の2003年8月中旬、当時在住していた都市で中尾幸司の取材を受けている。Cはこの時、地元の産廃会社で働いて月収約20万円を得ていた一方、被害者遺族に対する損害賠償金の支払いは反故にしており（前述）、親とも連絡を取っていなかった。また、普段は事件のことをあまり考えていないこと、事件後に悪夢にうなされたことはないことを語っており、以下のようなことも述べている。
Cは中尾から「償う気持ち」について問われると「生活に忙しいので。答えは出ない」と、連絡を取ろうと思わないのかについて問われると「取った方がいいのかどうかわからない」という旨の答えに終始している。一方、自分の娘がYと同じ目に遭ったら犯人をどうするかという質問に対しては「許さないと思う」と答えたが、Yたちの墓の場所を教えれば墓参するかという質問に対しては「行く時間がないから難しい」と答えている。
Dは1996年5月までに出所し、同年12月に結婚したが、翌1997年には離婚し、2000年に別の男性と再婚、2003年時点では名古屋市内に在住していた。また、1人目の夫と2人目の夫との間にそれぞれ男児を1人ずつ儲けている。
Eは笠松刑務所に服役し、1996年4月までに出所した。出所後に知り合った男性との間に子供を儲けて2000年に結婚し、愛知県春日井市に在住していたが、翌2001年（平成13年）2月に離婚し、2003年時点では名古屋市内に在住しつつ、水商売で生計を立てていた。中尾幸司は彼女の周囲を探った際、彼女が30歳代前半ほどの男性と同居していることや、その男性に懐いている3歳前後の女児がいることを目撃している。

## 事件の報道
本事件は当初、全国紙各紙では逮捕の記事が社会面で報じられて以降、第一審でKに死刑が求刑されるまで続報はほとんど報じられなかった。その理由について、川名壮志 (2022) は「逮捕されたのは暴力団と関わりを持つ無職や鳶職の少年たちであり、1980年代に注目された『親子』や『教育』を基軸にした少年事件とは異質な事件であったこと」を挙げた上で、事件を捜査したのは警視庁ではなく愛知県警であったため、前者の場合とは異なり全国紙や民放キー局からは大きく扱われづらかったことや、性犯罪を伴う事件であったことも理由に挙げている。その後、判決公判でKに死刑、Aに無期懲役といった「極刑」が言い渡されると、新聞各紙は同時期に紙面を賑わせていた宇野宗佑首相の辞任騒動を差し置き、同判決を夕刊一面で報じた。しかし、新聞報道では自主規制により、被害者Yが強姦されたことなどは伏せられていた。
一方で雑誌メディアは、当時新聞報道ではあまり注目されていなかった本事件についても詳細に報じ、特に小説雑誌の『オール讀物』（文藝春秋）は「惨殺の構図」と題した特別企画記事で、名古屋地検による冒頭陳述の全文を掲載した（#参考文献）。また当時、新聞は日本新聞協会の方針に沿い、少年事件については加害者側の少年の「親の立場」に立った抑制的な報道をしていた一方、雑誌は加害少年の残虐さを非難する報道を展開していた。一方で鮎川潤は、冒頭陳述書を収録した『オール讀物』の発売が判決直後であることや、その文中では判決文と異なり、犯人の一部 (A・B・E) の生い立ちに関する言及が不十分であることに触れ、「読者はこうした行動の原因と責任をすべて少年たち本人のみに帰属させることとなる。〔3人の仮名〕について読者が知らされる内容と判決文との落差はあまりにも大きい。」と述べた上で、「名古屋のアベック殺人事件は許されざるものです」と断言した同誌編集部の姿勢に疑問を呈している。
『週刊文春』は第一審判決後、犯人を実名報道する方針だったが、先述のようにYの父親が犯人との賠償を控えており、「実名報道されると出所後、就職が困難になる」として匿名報道を要望したため、実名報道は見送っている。
兼松左知子・福島瑞穂・若穂井透の対談では、マスコミが被害者に対する性被害を伏せて報じている一方、（女子高生コンクリート詰め殺人事件で被害者の水着写真を掲載するなど）コンクリート事件や東京・埼玉連続幼女誘拐殺人事件でも見られた被害者に対する過熱報道が行われたり、その一方で加害者少年たちに対しても過熱報道が行われている現実が指摘され、福島は日本社会の「落ちた犬はどこまでもとことん叩け」という風潮を問題視している。その上で、兼松は今後の犯罪報道のあり方として、「ひどいことをされた女性の痛みを一方で出すと同時に、なぜこのようなひどいことを少年たちがしでかすことになったのか」という観点からの報道（例えば地域・家庭・教育の問題などに切り込んだ内容）がされることが望ましいと述べている。また、加藤幸雄は事件中心のセンセーショナルな報道よりも、裁判中心の事件の本質に迫る報道が望まれると述べている。

## 事件の影響
愛知県は事件後、大高緑地公園の入口に門扉を設置し、開門時間を6時30分から19時30分までに制限した。同公園は10箇所に計約1,300台の駐車場があるが、門扉による夜間乗り入れ制限を実施して以降、暴走族などは姿を消した。
愛知県警は事件後、セントラルパークに屯してシンナーを吸う少年らの補導や、暴力団によるシンナー密売の取り締まりに力を入れた。
1987年夏から1988年4月にかけ、愛知県内では本事件や朝日新聞名古屋本社寮銃撃事件（警察庁広域重要指定116号事件：1987年9月24日）、名古屋妊婦切り裂き殺人事件（1988年3月18日）などの凶悪犯罪が多発し、後者の2事件を含めた5事件は特別捜査本部体制を敷きながら未解決に終わるなどしており、捜査体制の限界が指摘されていた。このため、愛知県警はさらなる凶悪事件の発生に備え、同年5月中旬にも担当の刑事部捜査一課に強盗殺人事件などを捜査する強行班を1個班（9人）増設し、それまでの5個班体制から6個班体制に強化することを決めた。なお、名古屋妊婦切り裂き殺人事件については、「盗み目的で侵入した異常性格者の居直り犯行」という説が有力視されていた一方、本事件の影響やその猟奇的な犯行態様から「命の尊さや、怖さを知らない子供」すなわち少年による犯行説も囁かれたが、その説は現場に遺された靴跡のサイズから否定されている。結局、同事件は未解決のまま2003年に公訴時効が成立している。

### 市営住宅管理体制の見直し
本事件の犯人たちが名古屋市営住宅をたまり場にしていたことから、市営住宅の管理不備が問題視された。これを受け、名古屋市建築局と財団法人・名古屋市住宅管理公社は1988年2月29日、市営住宅の不正使用の調査を始めるとともに、対策委員会を設置し、今後の管理体制を再検討することを決めた。建築局が市営住宅計約57,000戸を調査したところ、入居名義人と別人が入居している「不正入居」は526戸、荷物などが置きっぱなしのまま放置されている「長期空き家」は192戸、計718戸の「不適正入居」が確認された。
このような実態が同年3月2日の名古屋市議会建築交通部会（部会長：谷田武彦）で報告されると、委員たちからも「大家」のような人物による家賃のピンハネが行われている実態が報告されたり、不正入居者の名前を公表するなどの厳しい対応を取るべきという意見が上がったりした。これを受け、建築局長の杉山文雄は「不正入居をできる限り早く発見するようなシステムを検討、1988年度中にも（住宅明け渡し請求の）訴訟を起こすよう準備を進めたい」と答弁している。同月中に、名古屋市は市営住宅の不正使用・家賃滞納の解消を専門に担当する「課」クラスの組織新設や、1988年度から4か年計画で「長期空き家」の解消を図ったり、不正入居者に対し明け渡し訴訟を含む強力な措置を取ることなどを決めた。

## 評価
鮎川潤 (1992) は、喫茶店（「オートステーション」）での会話やその後の行動に着目し、CはKたちを煽りながら自らは安全なところへ身を引いていたが、結果的に殺害実行犯ではない彼やDの言動が2人殺害という最悪の結果に繋がったという可能性を指摘している。
福島章は、Kが「綱引きだぜ」と言いながら被害者を絞殺するなどした犯行態様について、B級ハードボイルドのビデオやヤクザ映画、俗悪な犯罪小説といったものに影響された可能性を指摘している。
三原憲三は、本事件の特徴について「群集心理的犯罪であり、幼稚で依存的な少年に特有の事件である」点や、従来の少年による死刑事件（単独犯あるいは2人による犯行）と異なり、6人のグループによる共犯事件であることを挙げている。

### 判決に対する評価
本庄武は、本事件の控訴審判決が「〔Kの〕犯罪性の根深さ」「計画的犯行」といった第一審判決の認定を否定し、原判決とは逆に犯行を「短絡的な発想からの、無軌道で、思慮に乏しい犯行」（＝計画的ではない）と認定した上で、Kに矯正可能性が残されている旨も認定した点を指摘。同判決を「〔被告人の心情に対する〕鑑定をきっかけに客観的事情の評価が変化」した実例として挙げた上で、そのような変化には控訴審における鑑定人の果たした役割が強く影響していることを指摘している。
また日本弁護士連合会も、第一審判決はKが犯行時少年であったことを情状としては特段に考慮しなかった一方、控訴審判決はそれを大きく考慮したと評している。その上で、本事件や永山事件、市川一家4人殺害事件の各判決、および神奈川金属バット両親殺害事件の第一審判決（被告人は犯行時20歳3か月であったが、精神的に未熟であったことを理由に懲役13年の寛刑に処した）それぞれの判断を例示し、年長少年に対する裁判所の量刑判断においては、犯行時少年であることを情状としてどのように評価するか次第で判断が分かれると指摘している。

#### 第一審判決への評価
『朝日新聞』は社説で、名古屋地裁 (1989) は犯行について少年の集団事件に特有の心理的背景（加害少年たちの未熟さや集団心理など）を指摘しつつも、執拗・残虐な犯行態様を重視してKを死刑に処したと評している。また、『毎日新聞』は永山事件の死者が4人である一方で本事件の死者は2人であることや、（永山事件のような単独犯ではなく）K以上の年長者である暴力団組員 (B) まで交えた集団犯行であることから、「最高裁判例に照らしても死刑判決には疑問が残る。」と評した上で、当時の死刑制度存廃を巡る動きを踏まえ、この判決をきっかけに少年への死刑適用の是非について、活発な論議が展開されることが望ましいと述べている。
斉藤豊治（甲南大学教授）は、自身が死刑廃止論者であることを前置きした上で、少年法第1条で「少年の健全育成」が法律の根本原理として掲げられていることや、同法第50条が同9条を踏まえ、少年の刑事事件の審理においては社会調査と資質鑑別を踏まえることを求めている点について言及し、行為の悪質性や被害の重大性が重視されると、重大犯罪において少年法第50条が形骸化する虞を指摘している。
三原憲三は、第一審判決は殺害の共謀が成立した時期や、共謀の成立に重要な発言・役割を果たしたEの存在に関する考慮を欠き、事件の残酷さのみに囚われた裁判官がその曖昧な事実認定から、可塑性・改善性を否定してKに死刑を宣告したという旨を主張し、同判決は少年事件では刑事裁判でも少年法第9条の精神を生かすべきとした同法第50条に違反していると指摘した。その上で、控訴審判決については名古屋高裁が量刑に関する主要な項目を細かく検討し、現行の死刑制度の中で量刑に影響する事実を慎重に認定したものと評価している。一方、同判決を「被害者のことを考えていない」「反省をして済むものなら同じような凶悪な事件が今後も繰り返される可能性がある」などと批判した一般市民からの意見に対しても一定の理解を示している。
鮎川潤 (1993) は、第一審判決がKへの死刑適用などの根拠として挙げた「社会的影響」のうち、「模倣性の高さ」の根拠として列挙されていた内容について疑問を呈している。
神田宏は、第一審判決が「犯行の客観的側面」（行為の重大性、応報・一般予防）を重視して死刑を選択した可能性を指摘した上で、被告人に有利な「主観的側面」として、「精神的に未成熟な少年ら」の集団力学に支配された行動を認定しつつ、それをKには格別に当てはめなかった点を問題視している。また、本事件と市川一家4人殺害事件それぞれの第一審判決について、1980年代後半に「少年犯罪の凶悪化の傾向」が指摘され始め、マスコミ主導ともいえる形で少年法および少年に対する寛大な処分の見直しの必要性がセンセーショナルに叫ばれたことを受け、裁判所がそれぞれ厳罰という形で少年犯罪に対し厳格な対応を取ったと評している。

#### 控訴審判決への評価
控訴審判決に対しては、少年の保護と矯正を目的とした少年法の見地から「理念を生かした勇気ある判決」と評価する声もあれば、情状面を重視した一方で客観的事情（犯行態様、結果の重大性、被害者感情など）を軽視しているという批判の声も上がった。
赤塚行雄（社会評論家）は、加害者の人権だけでなく被害者の人権も考慮すべきであるという旨や、当時の少年犯罪は少年法が制定された終戦直後の貧困を起因としたものとは異質であり、少年法で保護されるべき「少年」の定義を再検討すべきであると指摘している。
北芝健 (2006) は、殺害された被害者の無念や治安維持の観点からKは死刑にすべきだったと主張し、控訴審判決を強く批判している。
名古屋地検の公判部長として公判の指揮を取り、論告の作成にも関与した清水勇男 (2007) は、本事件を「これが人間の仕業かと思われるような残虐にして極悪非道な事件」と評した上で、以下のように述べている。
中嶋博行は自著で、本事件を「わが国で少年犯罪凶悪化の幕開けとなった事件」と評している。その上でKへの死刑判決を破棄して無期懲役とした控訴審判決について言及し、残虐な殺害方法で被害者2人の命を奪ったKに対し、計画性がないことなどを理由に死刑を回避した同判決を厳しく批判。同判決から浮かび上がってくる「いまの司法がもっているふたつの顔」として、「被害者をないがしろにする『冷たさ』と、逆に、犯罪者に対する底抜けの『あたたかさ』という、本末転倒な両面性」を挙げている。
前田忠弘（愛媛大学教授）は、「市民的及び政治的権利に関する国際規約」第6条（1966年）や「子どもの権利条約」第37条（1989年）で18歳未満の者が行った犯罪について死刑の禁止が明言されていることや、「少年司法運営に関する国連最低基準規則」17・2（1985年：「北京ルール」）で「死刑は、少年が行ったどのような犯罪に対しても、これを科してはならない」と規定されていることを踏まえ、日本の少年法は20歳未満を適用基準としている一方、同法第51条で年長少年（18歳・19歳）に対する死刑適用が認められている現状を「北京ルールの趣旨には合致せず、したがって、年長少年の刑事事件に対しても死刑の適用は避けるべきであろう」と指摘している。

### 類似事件
大高緑地公園では1991年11月27日未明にも、駐車中の乗用車が暴走族風の少年約10人に襲われ、現金10,000円などを奪われる事件が発生している。
本事件発生から6年後の1994年（平成6年）には、木曽川・長良川で不良少年グループによる連続リンチ殺人事件が発生した。同事件の犯人グループは、コンビニエンスストアなどでシンナーを接点に出会ったばかりで人間関係が薄く、中には犯行当日に初めて出会い、名前すら知らないという関係も見られた。また木曽川事件では、犯人グループの1人が、その仲間だった被害者との間で女性関係を巡ってトラブルになったことがリンチ殺人の引き金になったが、長良川事件の被害者たちは犯人グループとは全く面識がなく、ボウリング場駐車場で偶然出会ったところ、因縁をつけられて事件に巻き込まれた。赤塚行雄（中部大学日本語文化センター長）は、同事件と本事件との強い共通項（社会から疎外された不良少年たちがシンナーを接点に出会い、メンバーらが残虐さに走ることで互いに高揚して一体感を高めあっていった点）を指摘している。
また、1995年（平成7年）2月から5月にかけ、愛知県知多・西三河地域を中心にアベック襲撃事件が続発し、同年7月までに15件の犯行が判明している。同事件の犯人グループ（暴走族仲間や暴力団員）はアベックの多い週末の夜、「マフィアやりに行くぞ」という言葉を合図に標的のアベックを探し、デート中の男女の車の前後に車をつけた上で因縁をつけ、相手が応じなければ金属バットでフロントガラスを破壊し、男性を引きずり出して集団リンチしたり、女性に乱暴したりした上で金目の物を奪うという手口の犯行を繰り返していた。犯人らは逮捕後に反省の色を示し、犯行のたびに心の中で「これで最後にしないとまずい」と思っていたことを供述しているが、誰もそれを言い出せないまま犯行が繰り返されており、愛知県警の捜査員はその原因として「一人だけは抜けられないという意識と、異様な集団心理」の存在を指摘した上で、仮に摘発が遅れていれば本事件や木曽川・長良川連続リンチ殺人事件のように殺人事件にまで発展していた危険性を指摘している。

#### 他事件との共通点に関する評価
赤塚行雄は女子高生コンクリート詰め殺人事件（以下「コンクリート事件」）の発覚に際し、同事件に類似した類型の事件として、本事件や横浜浮浪者襲撃殺人事件（1983年）を挙げた上で、3事件を「学校でも家庭でもうまくいかない、一人ではなにもできない弱い少年たちが、集団化、ギャング化することで過激になり、行動をエスカレートさせ」て起こした事件と位置づけた。また、それら3事件における殺害の動機が具体的なもの（恨み、金銭目的など）ではなく、「スッキリしたかった」「シンナー代が欲しかった」などといった常識では理解できない欲求不満解消のためのものであることを挙げている。また、赤塚は貧しい時代の犯罪（物欲と色欲が重要な因子）と、豊かな時代の犯罪（存在感のための犯罪）の相違点を指摘した上で、後者の象徴例である『通り魔的「狂宴犯罪」』として、これら3事件や木曽川・長良川連続リンチ殺人事件、愛知県西尾市中学生いじめ自殺事件（1994年）を挙げている。
鮎川潤は、犯人たちが「バッカン」と称した強盗行為を行っていた点について、不良少年が酔っ払った中年のサラリーマンを襲撃して金を奪う「おやじ狩り」と同じく、標的を自分たちと同じ人間ではなく、暴力の対象とすることが許されているものへのハンティングのようであると指摘している。
小田晋は、本事件およびコンクリート事件、市川一家4人殺害事件の共通点として、「犯罪衝動の抑制が利かない」「犯行に遊びの要素が含まれている」「犯人は少年期から放任されて育てられていた」「犯行には極端な冷淡さが見られる」といった4点を挙げた上で、特に本事件とコンクリート事件ではそれぞれ、事件直後に犯人の少年たちが「少年だから大した罪にはならない」と思っていたことを挙げている。また、木曽川・長良川連続リンチ殺人事件については「古典的なシンナー犯罪」（シンナーを集団で吸うことで、気分が高揚し、わずかなことでも抑制が効かなくなる）と位置づけた上で、本事件やコンクリート事件との共通点として、「（シンナーの影響で）目の前にいる人間に対する同情心がなくなったのではないか」と評している。
加藤幸雄は、本事件と木曽川・長良川連続リンチ殺人事件の共通点として、犯人の少年たちが互いに気心の知れないまま虚勢を張り合い、投影的同一視により、殺害に歯止めがかけられなくなったという点を挙げている。
澤登俊雄（國學院大學名誉教授：刑事法学）は本事件と同じ構図の事件として、木曽川・長良川連続リンチ殺人事件を挙げている。
田村雅幸は、本事件とコンクリート事件の間で共通すると思われる点として「共感性の欠如（被害者、特に女性への同情心が皆無な点）」「執拗性（冷酷無残な行為を際限なく続けている点）」「セックス絡みであること」「集団心理（『仲間に馬鹿にされたくない』『誰か止めるだろう』などの無責任性などがある点）」「無職でルーズな生活をし、家庭からは逸脱し、暴力団との関連もあったこと」などを挙げている。また、それらの事件の犯人たちや宮﨑勤（東京・埼玉連続幼女誘拐殺人事件の犯人）について、発達の過程で対人的共感性を獲得するための人間関係が欠如していたという可能性を指摘している。
久田将義は自著で、それぞれ自身とほぼ同年代の少年たちが起こした事件であるコンクリート事件と、市川一家4人殺害事件の2事件から大きな衝撃を受けたことを述べている。また、その両事件や本事件、木曽川リンチ殺人事件といった、1980年代後半から1990年代前半にかけて発生した少年による凶悪事件を「一九八〇〜九〇年代型犯罪」と分類し、これらの事件の特徴について「不良グループ内でも軽んじられているような中途半端な不良少年が、中途半端な集団意識から『ノリ』で卑劣で残虐な犯罪を犯した」と述べた上で、これらの事件と川崎市中1男子生徒殺害事件（2015年）との類似性を指摘している。そして、これらの事件の加害者たちの特徴として、弱者に対しては強く出て暴力を振るう一方、自身以上の強者（例えば、市川一家4人殺害事件の犯人の場合は暴力団）に対しては無力だったことを挙げている。
福島瑞穂は、本事件とコンクリート事件の共通点として、犯人である不良グループが被害者たちに激しい暴行を加えて負傷させた末に処置に困り、殺害に至ったという点を挙げている。これに対し、若穂井透は「人を殺す」ということがテレビやビデオで非常に日常的なものになっていることを指摘し、兼松左知子も犯人たちは明確な殺意こそ抱いていなかったものの、彼らには他人の心情を察することや暴力への抵抗感がない中、仲間の存在に刺激を受けた事もあって暴力がエスカレートし、被害者を死に至らしめたということを指摘している。
間庭充幸 (1997) は木曽川・長良川連続リンチ殺人事件の犯人たちについて、管理社会から落ちこぼれた者たちがコンプレックスや孤独を癒やすために集まってグループを作り、その中で人間としての良心や罪悪感を互いに消失させ、自らの力と存在を他のメンバーに誇示するために攻撃をエスカレートさせたことや、被害者をとことん攻撃することによって蓄積された抑圧を噴出させていたことなどを指摘し、本事件の「拡大版」のようだとも評している。
山崎哲は岸田秀との対談で、本事件を連合赤軍事件やコンクリート事件と同じように、犯人たちが「ある種の共同規範で個人個人を裁いていった」事件と位置づけ、犯人たちが「幸せそうなアベック」を狙った犯行におよんだ点については、新宿西口バス放火事件と同じように自分が市民社会からこぼれたと思っている人間たちが、市民社会を敵視して残忍な犯行に至ったものだと考察している。

## その他
家庭裁判所では担当した少年事件の全記録（捜査書類や審判記録など）を26歳になるまで保存することになっており、本事件のように検察庁に逆送致された事件の場合は、検察官に送られた捜査記録を除き、少年の性格や生い立ちを調べた調査記録を一定期間保存することになっている。このうち、「全国的に社会の耳目を集めた事件」などについては事実上の永久保存に当たる「特別保存」に指定されることになっているが、名古屋家裁が2022年（令和4年）10月に調査したところ、「特別保存」に指定されていた事件は名古屋大学女子学生殺人事件（2015年発覚）の1件のみで、本事件や木曽川・長良川連続リンチ殺人事件（1994年）、西尾ストーカー殺人事件（1999年）、名古屋中学生5000万円恐喝事件・豊川市夫婦殺傷事件（2000年）などといった重大少年事件の記録が廃棄されていたことが判明した。

## 関連文献
- 福田洋「1988年【昭和63年】2月27日 名古屋アベック殺人事件」『図説 現代殺人事件史』（増補新版初版発行）河出書房新社〈ふくろうの本〉、2011年3月30日（原著1999年6月25日）、92-93頁。ISBN 978-4309761572。 NCID BB05451620。国立国会図書館書誌ID:000011153332・全国書誌番号:21917942。